# Lista conducătorilor de stat în anul 2016
Lista conducătorilor de stat în anul 2016 se bazează pe Lista statelor lumii și pe Lista de teritorii dependente, așa cum sunt ele cunoscute de la 1 ianuarie 2016 pâna la 31 decembrie 2016. 
Lista principală numără, în anul 2016, 193 state membre în cadrul ONU. Listele adiționale conțin:  State independente recunoscute parțial de comunitatea internațională, State independente nerecunoscute, Teritorii independente de facto, Entități cu statut apropiat de cel de stat,  Territorii nesuverane, autonome sau cu administrație specială și Guverne alternative și / sau în exil. .
Șefii executivului statelor suverane sunt în principal șefii de stat și șefii de guvern:
- Un șef de stat este o persoană fizică, uneori  juridică, care reprezintă simbolic continuitatea și legitimitatea statului. Lui îi sunt rezervate în mod tradițional diverse funcții: reprezentarea externă, promulgarea legilor, nominalizarea titularilor unor funcții publice la nivel înalt. În funcție de stat el poate fi cel mai important deținător al puterii executive sau doar să personalizeze puterea supremă exercitată în numele lui de alte personalități politice.
- Un șef de guvern este o persoană fizică care deține primul sau al doilea rol executiv (conform tipului de regim politic) și se află în fruntea guvernului adică a  totalității miniștrilor sau secretarilor de stat însărcinați cu responsabilități executive.

În cazul teritoriilor autonome și a altor colectivități nesuverane, adică dependente de un stat suveran, titlurile șefului executiv local sunt diferite: prefect, bailiff, guvernator, președinte, etc.

## State independente recunoscute cvasigeneral
| Statul                                                                               | Funcția                                                                   | Numele | Începând cu                  |
| ------------------------------------------------------------------------------------ | ------------------------------------------------------------------------- | --- | ---------------------------- |
| Afganistan                                                                           | Președinte al Republicii                                                  | Ashraf Ghani | 29 septembrie 2014           |
| Afganistan                                                                           | Șef al executivului (prim-ministru)                                       | Abdullah Abdullah | 29 septembrie 2014           |
| Africa de Sud · (vezi și : §13)                                                      | Președinte al Republicii                                                  | Jacob Zuma | 9 mai 2009                   |
| Albania                                                                              | Președinte al Republicii                                                  | Bujar Nishani | 24 iulie 2012                |
| Albania                                                                              | Prim-ministru                                                             | Edi Rama | 15 septembrie 2013           |
| Algeria                                                                              | Președinte al Republicii                                                  | Abdelaziz Bouteflika | 27 aprilie 1999              |
| Algeria                                                                              | Prim-ministru                                                             | Abdelmalek Sellal | 29 aprilie 2014              |
| Andorra                                                                              | Coprinț episcopal                                                         | Joan Enric Vives Sicília | 12 mai 2003                  |
| Andorra                                                                              | Coprinț francez                                                           | François Hollande | 15 mai 2012                  |
| Andorra                                                                              | Reprezentant personal al coprințului episcopal                            | Josep Maria Mauri | 20 iulie 2012                |
| Andorra                                                                              | Reprezentanți personali ai coprințului francez (succesivi)                | Jean-Pierre Hugues | 15 iunie 2016                |
| Andorra                                                                              | Reprezentanți personali ai coprințului francez (succesivi)                | Thierry Lataste | 5 ianuarie 2015              |
| Andorra                                                                              | Șef al guvernului                                                         | Antoni Martí | 1 aprilie 2015               |
| Angola                                                                               | Președinte al Republicii                                                  | José Eduardo dos Santos | 10 septembrie 1979           |
| Antigua și Barbuda · (vezi și:§13)                                                   | Regină                                                                    | Elisabeta a II-a | 1 noiembrie 1981             |
| Antigua și Barbuda · (vezi și:§13)                                                   | Guvernator general                                                        | sir Rodney Williams | 14 august 2014               |
| Antigua și Barbuda · (vezi și:§13)                                                   | Prim-ministru                                                             | Gaston Browne | 13 iuine 2014                |
| Arabia Saudită                                                                       | Rege                                                                      | Salman | 23 ianuarie 2015             |
| Arabia Saudită                                                                       | Președinte al Consiliului de Miniștri                                     | Salman | 23 ianuarie 2015             |
| Argentina · (vezi și: §13)                                                           | Președinte al Națiunii                                                    | Mauricio Macri | 10 decembrie 2015            |
| Argentina · (vezi și: §13)                                                           | Șef al cabinetului                                                        | Marcos Peña | 10 decembrie 2015            |
| Armenia                                                                              | Președinte al Republicii                                                  | Serzh Sargsyan | 9 aprilie 2008               |
| Armenia                                                                              | Prim-miniștri (succesivi)                                                 | Karen Karapetyan (interimar) | 13 septembrie 2016           |
| Armenia                                                                              | Prim-miniștri (succesivi)                                                 | Hovik Abrahamyan | 13 aprilie 2014              |
| Australia · (vezi și: §6)                                                            | Regină                                                                    | Elisabeta a II-a | 6 februarie 1952             |
| Australia · (vezi și: §6)                                                            | Guvernator general                                                        | sir Peter Cosgrove | 27 martie 2014               |
| Australia · (vezi și: §6)                                                            | Prim-ministru                                                             | Malcolm Turnbull | 15 septembrie 2015           |
| Austria                                                                              | Președinți federali ai Republicii (succesivi)                             | Colegiu prezidențal (interimar) | 8 iulie 2016                 |
| Austria                                                                              | Președinți federali ai Republicii (succesivi)                             | Heinz Fischer | 8 iulie 2004                 |
| Austria                                                                              | Cancelari federali (succesivi)                                            | Christian Kern | 17 mai 2016                  |
| Austria                                                                              | Cancelari federali (succesivi)                                            | Reinhold Mitterlehner (interimar) | 9 mai 2016                   |
| Austria                                                                              | Cancelari federali (succesivi)                                            | Werner Faymann | 2 decembrie 2008             |
| Azerbaidjan · (vezi și: §3 și §13)                                                   | Președinte al Republicii                                                  | Ilham Aliyev , | 15 octombrie 2003            |
| Azerbaidjan · (vezi și: §3 și §13)                                                   | Prim-ministru                                                             | Artur Rasizade | 31 octombrie 2003            |
| Bahamas                                                                              | Regină                                                                    | Elisabeta a II-a | 10 iulie 1973                |
| Bahamas                                                                              | Guvernatoare generalǎ                                                     | dame Marguerite Pindling , | 8 iulie 2014                 |
| Bahamas                                                                              | Prim-ministru                                                             | Perry Christie | 7 mai 2012                   |
| Bahrain                                                                              | Rege                                                                      | șeic Hamad bin Isa al Khalifa | 6 martie 1999                |
| Bahrain                                                                              | Prim-ministru (ministru președinte)                                       | șeic Khalifa bin Salman al-Khalifa , | 19 ianuarie 1970             |
| Bangladesh                                                                           | Președinte al Republicii                                                  | Abdul Hamid | 20 martie 2013               |
| Bangladesh                                                                           | Prim-ministru                                                             | șeica Hasina Wazed , | 6 ianuarie 2009              |
| Barbados                                                                             | Regină                                                                    | Elisabeta a II-a | 30 noiembrie 1966            |
| Barbados                                                                             | Guvernator general                                                        | sir Elliott Belgrave | 1 iunie 2012                 |
| Barbados                                                                             | Prim-ministru                                                             | Freundel Stuart | 23 octombrie 2010            |
| Belarus (vezi și : §15)                                                              | Președinte                                                                | Aleksandr Lukașenko | 20 iulie 1994                |
| Belarus (vezi și : §15)                                                              | Prim-ministru                                                             | Andrei Kobyakov | 27 decembrie 2014            |
| Belgia                                                                               | Rege (al belgienilor)                                                     | Filip | 21 iulie 2013                |
| Belgia                                                                               | Prim-ministru                                                             | Charles Michel | 11 noiembrie 2014            |
| Belize                                                                               | Regină                                                                    | Elisabeta a II-a | 21 septembrie 1981           |
| Belize                                                                               | Guvernator general                                                        | sir Colville Young | 17 noiembrie 1993            |
| Belize                                                                               | Prim-ministru                                                             | Dean Barrow | 8 februarie 2008             |
| Benin                                                                                | Președinți ai Republicii (succesivi)                                      | Patrice Talon | 6 aprilie 2016               |
| Benin                                                                                | Președinți ai Republicii (succesivi)                                      | Yayi Boni | 6 aprilie 2006               |
| Benin                                                                                | Prim-miniștri                                                             | funcție desființată | 16 aprilie 2016              |
| Benin                                                                                | Prim-miniștri                                                             | Lionel Zinsou | 18 iunie 2015                |
| Bhutan                                                                               | Rege                                                                      | Jigme Khesar Namgyel Wangchuck | 14 decembrie 2006            |
| Bhutan                                                                               | Prim-ministru (lyonchen)                                                  | lyonchen Jigme Thinley | 29 iulie 2013                |
| Birmania                                                                             | Președinți ai Republicii (succesivi)                                      | Htin Kyaw | 30 martie 2016               |
| Birmania                                                                             | Președinți ai Republicii (succesivi)                                      | Thein Sein | 4 februarie 2011             |
| Birmania                                                                             | Consilier de Stat (prim-ministru)                                         | Aung San Suu Kyi | 6 aprilie 2016               |
| Bolivia                                                                              | Președinte constituțional al statului plurinațional                       | Evo Morales | 22 ianuarie 2006             |
| Bosnia și Herzegovina                                                                | Președinți ai Consiliului Prezidențial (succesivi)                        | Mladen Ivanić | 17 noiembrie 2016            |
| Bosnia și Herzegovina                                                                | Președinți ai Consiliului Prezidențial (succesivi)                        | Bakir Izetbegović | 17 martie 2016               |
| Bosnia și Herzegovina                                                                | Președinți ai Consiliului Prezidențial (succesivi)                        | Dragan Čović | 17 iulie 2015                |
| Bosnia și Herzegovina                                                                | Președinte al Consiliului de Miniștri                                     | Denis Zvizdić | 11 februarie 2015            |
| Bosnia și Herzegovina                                                                | Înalt reprezentant internațional                                          | Valentin Inzko (Austria) | 26 martie 2009               |
| Botswana                                                                             | Președinte al Republicii                                                  | Seretse Ian Khama | 1 aprilie 2008               |
| Brazilia · (vezi și : §13)                                                           | Președinți ai Republicii federale (succesivi)                             | Michel Temer | 12 mai 2016                  |
| Brazilia · (vezi și : §13)                                                           | Președinți ai Republicii federale (succesivi)                             | Dilma Rousseff , | 1 ianuarie 2011              |
| Brunei                                                                               | Sultan [și suveran (Yang Di Pertuan)]                                     | sir Hassanal Bolkiah | 5 octombrie 1967             |
| Brunei                                                                               | Prim-ministru                                                             | sir Hassanal Bolkiah | 1 ianuarie 1984              |
| Bulgaria                                                                             | Președinte al Republicii                                                  | Rosen Plevneliev | 22 ianuarie 2012             |
| Bulgaria                                                                             | Prim-ministru (ministru președinte)                                       | Boiko Borisov | 7 noiembrie 2014             |
| Burkina Faso                                                                         | Președinte al Faso (Republicii)                                           | Roch Marc Christian Kaboré | 29 decembrie 2015            |
| Burkina Faso                                                                         | Prim-miniștri (succesivi)                                                 | Paul Kaba Thiéba | 6 ianuarie 2016              |
| Burkina Faso                                                                         | Prim-miniștri (succesivi)                                                 | Yacouba Isaac Zida (interimar) | 23 septembrie 2015           |
| Burundi                                                                              | Președinte al Republicii                                                  | Pierre Nkurunziza | 26 august 2005               |
| Cambodgia                                                                            | Rege                                                                      | Norodom Sihamoni | 29 octombrie 2004            |
| Cambodgia                                                                            | Prim-ministru                                                             | samdech Hun Sen | 31 decembrie 1984            |
| Camerun                                                                              | Președinte al Republicii                                                  | Paul Biya | 6 noiembrie 1982             |
| Camerun                                                                              | Prim-ministru                                                             | Philémon Yang | 30 iunie 2009                |
| Canada                                                                               | Regină                                                                    | Elisabeta a II-a | 6 februarie 1952             |
| Canada                                                                               | Guvernator general                                                        | David Johnston | 1 octombrie 2010             |
| Canada                                                                               | Prim-ministru                                                             | Justin Trudeau | 4 noiembrie 2015             |
| Capul Verde                                                                          | Președinte al Republicii                                                  | Jorge Carlos Fonseca | 21 august 2011               |
| Capul Verde                                                                          | Prim-miniștri (succesivi)                                                 | Ulisses Correia e Silva | 22 aprilie 2016              |
| Capul Verde                                                                          | Prim-miniștri (succesivi)                                                 | José Maria Neves | 1 februarie 2001             |
| Cehia                                                                                | Președinte al Republicii                                                  | Miloš Zeman | 7 martie 2013                |
| Cehia                                                                                | Prim-ministru (președintr al Guvernului)                                  | Bohuslav Sobotka | 29 ianuarie 2014             |
| Centrafricană, Republica (vezi și: §15)                                              | Șefi de Stat (succesivi)                                                  | Faustin-Archange Touadéra (președinte al Republicii) | 30 martie 2016               |
| Centrafricană, Republica (vezi și: §15)                                              | Șefi de Stat (succesivi)                                                  | Catherine Samba-Panza (șefă de stat de tranziție) | 20 ianuarie 2014             |
| Centrafricană, Republica (vezi și: §15)                                              | Prim-miniștri (succesivi)                                                 | Simplice Sarandji | 2 aprilie 2016               |
| Centrafricană, Republica (vezi și: §15)                                              | Prim-miniștri (succesivi)                                                 | Mahamat Kamoun (de tranziție) | 10 august 2014               |
| Chile · (vezi și : §13)                                                              | Președintǎ a Republicii                                                   | Michelle Bachelet | 11 martie 2014               |
| China (vezi și : §2, §13 și §15)                                                     | Secretar general al Partidului Comunist Chinez                            | Xi Jinping | 15 noiembrie 2012            |
| China (vezi și : §2, §13 și §15)                                                     | Președinte al Republicii                                                  | Xi Jinping | 14 martie 2013               |
| China (vezi și : §2, §13 și §15)                                                     | Premier al Consiliului de stat                                            | Li Keqiang | 16 martie 2013               |
| Ciad                                                                                 | Președinte al Republicii                                                  | Idriss Déby Itno | 2 decembrie 1990             |
| Ciad                                                                                 | Prim-miniștri (succesivi)                                                 | Albert Pahimi Padacké | 15 februarie 2016            |
| Ciad                                                                                 | Prim-miniștri (succesivi)                                                 | Kalzeubé Pahimi Deubet | 21 noiembrie 2013            |
| Cipru · (vezi și : §2)                                                               | Președinte al Republicii                                                  | Nicos Anastasiades | 28 februarie 2013            |
| Coasta de Fildeș                                                                     | Președinte al Republicii                                                  | Alassane Ouattara , | 4 decembrie 2010             |
| Coasta de Fildeș                                                                     | Prim-ministru                                                             | Daniel Kablan Duncan | 21 noiembrie 2012            |
| Columbia · (vezi și: §13)                                                            | Președinte al Republicii                                                  | Juan Manuel Santos | 7 august 2010                |
| Comore                                                                               | Președinți ai Uniunii (succesivi)                                         | Azali Assoumani | 26 mai 2016                  |
| Comore                                                                               | Președinți ai Uniunii (succesivi)                                         | Ikililou Dhoinine | 26 decembrie 2010            |
| Congo, Republica                                                                     | Președinte al Republicii                                                  | Denis Sassou-Nguesso , | 25 octombrie 1997            |
| Congo, Republica                                                                     | Prim-ministru                                                             | Clément Mouamba | 23 aprilie 2016              |
| Congo, Republica Democrată                                                           | Președinte al Republicii                                                  | Joseph Kabila , | 17 ianuarie 2001             |
| Congo, Republica Democrată                                                           | Prim-miniștri (succesivi)                                                 | Samy Badibanga | 20 decembrie 2016            |
| Congo, Republica Democrată                                                           | Prim-miniștri (succesivi)                                                 | Augustin Matata Ponyo | 18 aprilie 2012              |
| Coreea, Republica                                                                    | Președinți ai Republicii                                                  | Hwang Kyo-ahn (interimar) | 9 decembrie 2016             |
| Coreea, Republica                                                                    | Președinți ai Republicii                                                  | Park Geun-hye , | 25 februarie 2013            |
| Coreea, Republica                                                                    | Prim-ministru                                                             | Hwang Kyo-ahn | 18 iunie 2015                |
| Coreeană, R.P.D.                                                                     | Lider suprem                                                              | Kim Jong-un , | 29 decembrie 2011            |
| Coreeană, R.P.D.                                                                     | Președinte al Partidului Muncii din Coreea                                | Kim Jong-un , | 9 mai 2016                   |
| Coreeană, R.P.D.                                                                     | Secretar general etern al Partidului Muncii din Coreea                    | funcție desființată | 9 mai 2016                   |
| Coreeană, R.P.D.                                                                     | Secretar general etern al Partidului Muncii din Coreea                    | Kim Jong-il , | 11 aprilie 2012              |
| Coreeană, R.P.D.                                                                     | Prim secretar al Partidului Muncii din Coreea                             | funcție înlocuită | 9 mai 2016                   |
| Coreeană, R.P.D.                                                                     | Prim secretar al Partidului Muncii din Coreea                             | Kim Jong-un , | 11 aprilie 2012              |
| Coreeană, R.P.D.                                                                     | Președinte etern al Comisiei Apărării Naționale                           | funcție desființată | 29 iunie 2016                |
| Coreeană, R.P.D.                                                                     | Președinte etern al Comisiei Apărării Naționale                           | Kim Jong-il , | 12 aprilie 2012              |
| Coreeană, R.P.D.                                                                     | Președinte al Comisiei Afacerilor de Stat                                 | Kim Jong-un , . | 29 iunie 2016                |
| Coreeană, R.P.D.                                                                     | Prim președinte al Comisiei Apărării Naționale                            | funcție înlocuită | 29 iunie 2016                |
| Coreeană, R.P.D.                                                                     | Prim președinte al Comisiei Apărării Naționale                            | Kim Jong-un , | 13 aprilie 2012              |
| Coreeană, R.P.D.                                                                     | Președinte etern                                                          | funcție desființată | 29 iunie 2016                |
| Coreeană, R.P.D.                                                                     | Președinte etern                                                          | Kim Ir-sen | 5 septembrie 1998            |
| Coreeană, R.P.D.                                                                     | Președinte al Prezidiului Adunării Populare Supreme                       | Kim Yong-nam | 5 septembrie 1998            |
| Coreeană, R.P.D.                                                                     | Premier al Cabinetului                                                    | Pak Pong-ju | 1 aprilie 2013               |
| Costa Rica                                                                           | Președinte al Republicii                                                  | Luis Guillermo Solís | 8 mai 2014                   |
| Croația                                                                              | Președintǎ a Republicii                                                   | Kolinda Grabar-Kitarović | 18 februarie 2015            |
| Croația                                                                              | Prim-miniștri (președinți ai Guvernului) (succesivi)                      | Andrej Plenković | 19 octombrie 2016            |
| Croația                                                                              | Prim-miniștri (președinți ai Guvernului) (succesivi)                      | Tihomir Orešković | 22 ianuarie 2016             |
| Croația                                                                              | Prim-miniștri (președinți ai Guvernului) (succesivi)                      | Zoran Milanović | 23 decembrie 2011            |
| Cuba                                                                                 | Prim secretar al Partidului Comunist Cubanez                              | Raul Castro , , | 31 iulie 2006                |
| Cuba                                                                                 | Președinte al Consiliului de Stat                                         | Raúl Castro , | 31 iulie 2006                |
| Cuba                                                                                 | Președinte al Consiliului de Miniștri                                     | Raúl Castro , | 31 iulie 2006                |
| Danemarca · (vezi și : §13)                                                          | Regină                                                                    | Margareta a II-a | 14 ianuarie 1972             |
| Danemarca · (vezi și : §13)                                                          | Prim-ministru (ministru de stat)                                          | Lars Løkke Rasmussen | 28 iunie 2015                |
| Djibouti                                                                             | Președinte al Republicii                                                  | Ismail Omar Guelleh | 8 mai 1999                   |
| Djibouti                                                                             | Prim-ministru                                                             | Abdoulkader Kamil Mohamed | 1 aprilie 2013               |
| Dominica                                                                             | Președinte al Commonwealth-ului                                           | Charles Savarin | 2 septembrie 2013            |
| Dominica                                                                             | Prim-ministru                                                             | Roosevelt Skerrit | 8 ianuarie 2004              |
| Dominicană, Republica                                                                | Președinte al Republicii                                                  | Danilo Medina | 16 august 2012               |
| Ecuador · (vezi și §13)                                                              | Președinte constituțional al Republicii                                   | Rafael Correa | 15 ianuarie 2007             |
| Egipt                                                                                | Președinte al Republicii                                                  | Abdel Fattah el-Sisi | 8 iulie 2014                 |
| Egipt                                                                                | Prim-ministru (președinte al Consiliului de Miniștri)                     | Sherif Ismail | 19 septembrie 2015           |
| El Salvador                                                                          | Președinte al Republicii                                                  | Salvador Sánchez Cerén | 1 iunie 2014                 |
| Elveția                                                                              | Președinte al Confederației                                               | Johann Schneider-Ammann | 1 ianuarie 2016              |
| Emiratele Arabe Unite                                                                | Președinte                                                                | șeic Khalifa bin Zayed Al Nahyan | 3 noiembrie 2004             |
| Emiratele Arabe Unite                                                                | Prim-ministru (președinte al Consiliului de Miniștri)                     | șeic Mohammed ben Rachid Al Maktoum | 5 ianuarie 2006              |
| Eritreea                                                                             | Președinte al Statului                                                    | Issayas Afewerki | 24 mai 1993                  |
| Estonia · (vezi și : §15)                                                            | Președinți ai Republicii (succesivi)                                      | Kersti Kaljulaid | 10 octombrie 2016            |
| Estonia · (vezi și : §15)                                                            | Președinți ai Republicii (succesivi)                                      | Toomas Hendrik Ilves | 9 octombrie 2006             |
| Estonia · (vezi și : §15)                                                            | Prim-miniștri (miniștri șefi) (succesivi)                                 | Jüri Ratas | 23 noiembrie 2016            |
| Estonia · (vezi și : §15)                                                            | Prim-miniștri (miniștri șefi) (succesivi)                                 | Taavi Rõivas | 26 martie 2014               |
| Etiopia                                                                              | Președinte al Republicii                                                  | Mulatu Teshome | 7 octombrie 2013             |
| Etiopia                                                                              | Prim-ministru                                                             | Haile Mariam Dessalegn | 20 august 2012               |
| Fiji                                                                                 | Președinte al Republicii                                                  | George Konrote | 12 noiembrie 2015            |
| Fiji                                                                                 | Prim-ministru                                                             | Frank Bainimarama , | 11 aprilie 2009              |
| Filipine · (vezi și : §13)                                                           | Președinți ai Republicii (succesivi)                                      | Rodrigo Duterte | 30 iunie 2016                |
| Filipine · (vezi și : §13)                                                           | Președinți ai Republicii (succesivi)                                      | Benigno Aquino III | 30 iunie 2010                |
| Finlanda · (vezi și : §13)                                                           | Președinte al Republicii                                                  | Sauli Niinistö | 1 martie 2012                |
| Finlanda · (vezi și : §13)                                                           | Prim-ministru (ministru șef)                                              | Juha Sipilä | 29 mai 2015                  |
| Franța (vezi și : §8)                                                                | Președinte al Republicii                                                  | François Hollande | 15 mai 2012                  |
| Franța (vezi și : §8)                                                                | Prim-miniștri (succesivi)                                                 | Bernard Cazeneuve | 6 decembrie 2016             |
| Franța (vezi și : §8)                                                                | Prim-miniștri (succesivi)                                                 | Manuel Valls | 1 aprilie 2014               |
| Gabon                                                                                | Președinte al Republicii                                                  | Ali Bongo Ondimba | 16 octombrie 2009            |
| Gabon                                                                                | Prim-miniștri (succesivi)                                                 | Emmanuel Issoze-Ngondet | 28 septembrie 2016           |
| Gabon                                                                                | Prim-miniștri (succesivi)                                                 | Daniel Ona Ondo | 24 ianuarie 2014             |
| Gambia                                                                               | Președinte al Republicii                                                  | Yahya Jammeh | 22 iulie 1994                |
| Georgia · (vezi și : §2, §13 și §15)                                                 | Președinte                                                                | Giorgi Margvelashvili | 17 noiembrie 2013            |
| Georgia · (vezi și : §2, §13 și §15)                                                 | Prim-ministru                                                             | Giorgi Kvirikashvili | 30 decembrie 2015            |
| Germania                                                                             | Președinte federal                                                        | Joachim Gauck | 18 martie 2012               |
| Germania                                                                             | Cancelară federală                                                        | Angela Merkel | 22 noiembrie 2005            |
| Ghana                                                                                | Președinte al Republicii                                                  | John Dramani Mahama | 24 iulie 2012                |
| Grecia · (vezi și : §13)                                                             | Președinte al Republicii                                                  | Prokopis Pavlopoulos | 13 martie 2015               |
| Grecia · (vezi și : §13)                                                             | Prim-ministru                                                             | Alexis Tsipras | 21 septembrie 2015           |
| Grenada · (vezi și : §13)                                                            | Regină                                                                    | Elisabeta a II-a | 7 februarie 1974             |
| Grenada · (vezi și : §13)                                                            | Guvernatoare generală                                                     | dame Cécile La Grenade | 7 aprilie 2013               |
| Grenada · (vezi și : §13)                                                            | Prim-ministru                                                             | Keith Mitchell | 20 februarie 2013            |
| Guatemala                                                                            | Președinți ai Republicii (succesivi)                                      | Jimmy Morales | 14 ianuarie 2016             |
| Guatemala                                                                            | Președinți ai Republicii (succesivi)                                      | Alejandro Maldonado Aguirre (interimar) | 3 septembrie 2015            |
| Guineea                                                                              | Președinte al Republicii                                                  | Alpha Condé | 21 decembrie 2010            |
| Guineea                                                                              | Prim-ministru                                                             | Mamady Youla | 29 decembrie 2015            |
| Guineea-Bissau                                                                       | Președinte al Republicii                                                  | José Mário Vaz | 23 iunie 2014                |
| Guineea-Bissau                                                                       | Prim-miniștri (succesivi)                                                 | Omar Mokhtar Embalo | 18 noiembrie 2016            |
| Guineea-Bissau                                                                       | Prim-miniștri (succesivi)                                                 | funcție vacantă | 9 noiembrie 2016             |
| Guineea-Bissau                                                                       | Prim-miniștri (succesivi)                                                 | Baciro Djá | 27 mai 2016                  |
| Guineea-Bissau                                                                       | Prim-miniștri (succesivi)                                                 | funcție vacantă | 12 mai 2016                  |
| Guineea-Bissau                                                                       | Prim-miniștri (succesivi)                                                 | Carlos Correia | 17 septembrie 2015           |
| Guineea Ecuatorială                                                                  | Președinte al Republicii                                                  | Teodoro Obiang Nguema Mbasogo , | 3 august 1979                |
| Guineea Ecuatorială                                                                  | Prim-miniștri (succesivi)                                                 | Francisco Pascual Obama Asue | 23 iunie 2016                |
| Guineea Ecuatorială                                                                  | Prim-miniștri (succesivi)                                                 | `Vicente Ehate Tomi | 18 mai 2012                  |
| Guyana                                                                               | Președinte al Republicii                                                  | David A. Granger | 16 mai 2015                  |
| Guyana                                                                               | Prim-ministru                                                             | Moses Nagamootoo | 19 mai 2015                  |
| Haiti                                                                                | Șefi de stat (succesivi)                                                  | Jocelerme Privert (președinte interimar) | 14 februarie 2016            |
| Haiti                                                                                | Șefi de stat (succesivi)                                                  | Evans Paul (șef de stat interimar) | 7 februarie 2016             |
| Haiti                                                                                | Șefi de stat (succesivi)                                                  | Michel Martelly (președinte al Republicii) | 14 mai 2011                  |
| Haiti                                                                                | Prim-miniștri (succesivi)                                                 | Enex Jean-Charles | 28 martie 2016               |
| Haiti                                                                                | Prim-miniștri (succesivi)                                                 | Fritz Jean | 26 februarie 2016            |
| Haiti                                                                                | Prim-miniștri (succesivi)                                                 | Evans Paul , | 16 ianuarie 2015             |
| Honduras                                                                             | Președinte al Republicii                                                  | Juan Orlando Hernández | 27 ianuarie 2014             |
| India · (vezi și : §2)                                                               | Președinte al Republicii                                                  | Pranab Mukherjee | 25 iulie 2012                |
| India · (vezi și : §2)                                                               | Prim-ministru                                                             | Narendra Modi | 26 mai 2014                  |
| Indonezia · (vezi și : §15)                                                          | Președinte al Republicii                                                  | Joko Widodo | 20 octombrie 2014            |
| Iordania                                                                             | Rege                                                                      | Abdullah al II-lea | 7 februarie 1999             |
| Iordania                                                                             | Prim-miniștri (miniștri președinți) (succesivi)                           | Hani Al-Mulki | 1 iunie 2016                 |
| Iordania                                                                             | Prim-miniștri (miniștri președinți) (succesivi)                           | Abdullah Ensour | 11 octombrie 2012            |
| Irak · (vezi și : §3 și §13)                                                         | Președinte al Republicii                                                  | Fuad Masum | 24 iulie 2014                |
| Irak · (vezi și : §3 și §13)                                                         | Prim-ministru (ministru președinte)                                       | Haider al-Abadi | 8 septembrie 2014            |
| Irlanda                                                                              | Președinte                                                                | Michael D. Higgins | 11 noiembrie 2011            |
| Irlanda                                                                              | Prim-ministru (Taoiseach)                                                 | Enda Kenny | 9 martie 2011                |
| Iran                                                                                 | Lider suprem                                                              | ayatollah Ali Khamenei | 4 iunie 1989                 |
| Iran                                                                                 | Președinte al Republicii                                                  | hojatolislam Hassan Rouhani | 3 august 2013                |
| Islanda                                                                              | Președinți (succesivi)                                                    | Guðni Th. Jóhannesson | 1 august 2016                |
| Islanda                                                                              | Președinți (succesivi)                                                    | Ólafur Ragnar Grímsson | 1 august 1996                |
| Islanda                                                                              | Prim-miniștri (miniștri președinți) (succesivi)                           | Sigurður Ingi Jóhannsson | 5 aprilie 2016               |
| Islanda                                                                              | Prim-miniștri (miniștri președinți) (succesivi)                           | Sigmundur Davíð Gunnlaugsson | 24 mai 2013                  |
| Israel · (vezi și : §2)                                                              | Președinte al Statului                                                    | Reuven Rivlin | 24 iulie 2014                |
| Israel · (vezi și : §2)                                                              | Prim-ministru (șef al guvernului)                                         | Beniamin Netaniahu | 31 martie 2009               |
| Italia                                                                               | Președinte al Republicii                                                  | Sergio Mattarella | 3 februarie 2015             |
| Italia                                                                               | Președinți ai Consiliului de Miniștri (succesivi)                         | Paolo Gentiloni | 12 decembrie 2016            |
| Italia                                                                               | Președinți ai Consiliului de Miniștri (succesivi)                         | Matteo Renzi | 22 februarie 2014            |
| Jamaica                                                                              | Regină                                                                    | Elisabeta a II-a | 6 august 1962                |
| Jamaica                                                                              | Guvernator general                                                        | sir Patrick Allen | 26 februarie 2009            |
| Jamaica                                                                              | Prim-miniștri (succesivi)                                                 | Andrew Holness | 3 martie 2016                |
| Jamaica                                                                              | Prim-miniștri (succesivi)                                                 | Portia Simpson-Miller | 5 ianuarie 2012              |
| Japonia                                                                              | Împărat                                                                   | Akihito | 7 ianuarie 1989              |
| Japonia                                                                              | Prim-ministru                                                             | Shinzō Abe , | 26 decembrie 2012            |
| Kazahstan                                                                            | Președinte al Republicii                                                  | Nursultan Nazarbaev | 24 aprilie 1990              |
| Kazahstan                                                                            | Prim-miniștri (succesivi)                                                 | Bakytzhan Sagintayev | 8 septembrie 2016            |
| Kazahstan                                                                            | Prim-miniștri (succesivi)                                                 | Karim Massimov | 2 aprilie 2014               |
| Kârgâzstan                                                                           | Președinte al Republicii                                                  | Almazbek Atambaïev | 30 octombrie 2011            |
| Kârgâzstan                                                                           | Prim-miniștri (succesivi)                                                 | Sooronbai Jeenbekov | 11 aprilie 2016              |
| Kârgâzstan                                                                           | Prim-miniștri (succesivi)                                                 | Temir Sariyev | 1 mai 2015                   |
| Kenya                                                                                | Președinte al Republicii                                                  | Uhuru Kenyatta | 9 aprilie 2013               |
| Kiribati                                                                             | Președinți ai Republicii (succesivi)                                      | Taneti Maamau | 11 martie 2016               |
| Kiribati                                                                             | Președinți ai Republicii (succesivi)                                      | Anote Tong | 10 iulie 2003                |
| Kuweit                                                                               | Emir                                                                      | șeic Sabah Al-Ahmad Al-Jaber Al-Sabah , | 24 ianuarie 2006             |
| Kuweit                                                                               | Prim-ministru (ministru președinte)                                       | șeic Jaber Al-Mubarak Al-Hamad Al-Sabah | 4 decembrie 2011             |
| Laos                                                                                 | Secretari generali ai Partidului Popular Revoluționar Laoțian (succesivi) | Bounnhang Vorachith | 22 ianuarie 2016             |
| Laos                                                                                 | Secretari generali ai Partidului Popular Revoluționar Laoțian (succesivi) | Choummaly Sayasone | 21 martie 2006               |
| Laos                                                                                 | Președinți ai Republicii (succesivi)                                      | Bounnhang Vorachith , | 19 aprilie 2016              |
| Laos                                                                                 | Președinți ai Republicii (succesivi)                                      | Choummaly Sayasone | 8 iunie 2006                 |
| Laos                                                                                 | Prim-miniștri (succesivi)                                                 | Thongloun Sisoulith | 19 aprilie 2016              |
| Laos                                                                                 | Prim-miniștri (succesivi)                                                 | Thongsing Thammavong | 23 decembrie 2010            |
| Lesotho                                                                              | Rege (Marena)                                                             | Letsie al III-lea | 7 februarie 1996             |
| Lesotho                                                                              | Prim-ministru (Tona-Kholo)                                                | Pakalitha Mosisili | 17 martie 2015               |
| Letonia                                                                              | Președinte al Republicii                                                  | Raimonds Vējonis | 8 iulie 2015                 |
| Letonia                                                                              | Prim-miniștri (miniștri președinți) (succesivi)                           | Māris Kučinskis | 11 februarie 2016            |
| Letonia                                                                              | Prim-miniștri (miniștri președinți) (succesivi)                           | `Laimdota Straujuma | 22 ianuarie 2014             |
| Liban                                                                                | Președinți ai Republicii (succesivi)                                      | Michel Aoun | 31 octombrie 2016            |
| Liban                                                                                | Președinți ai Republicii (succesivi)                                      | Tammam Salam , (interimar) | 25 mai 2014                  |
| Liban                                                                                | Președinte al Consiliului de Miniștri (succesivi)                         | Saad Hariri , | 20 decembrie 2016            |
| Liban                                                                                | Președinte al Consiliului de Miniștri (succesivi)                         | Tammam Salam | 15 februarie 2014            |
| Liberia                                                                              | Președintă al Republicii                                                  | Ellen Johnson Sirleaf | 16 ianuarie 2006             |
| Libia · (vezi și : §15)                                                              | Șefi de stat (succesivi)                                                  | Fayez al-Sarraj , (președinte al Consiliului Prezidențial-Guvernul Acordului Național ) (corevendicator ȋncepȃnd cu 12 martie 2016)                                                                  | 12 martie 2016               |
| Libia · (vezi și : §15)                                                              | Șefi de stat (succesivi)                                                  | Aguila Salah Issa , [Președinte al Camerei Reprezentanților-Guvernul Provizoriu (al Camerei Reprezentanților) ] (corevendicator ȋncepȃnd cu 25 august 2014)                                          | 5 august 2014                |
| Libia · (vezi și : §15)                                                              | Prim-miniștri (miniștri președinți) (succesivi)                           | Fayez al-Sarraj [prim-ministru (ministru președinte) al Guvernului Acordului Național ] (corevendicator ȋncepȃnd cu 12 martie 2016)                                                                  | 12 martie 2016               |
| Libia · (vezi și : §15)                                                              | Prim-miniștri (miniștri președinți) (succesivi)                           | Abdullah al-Thani , [prim-ministru (ministru președinte) al Guvernului Provizoriu (al Camerei Reprezentanților) ] (corevendicator ȋncepȃnd cu 25 august 2014 și din 4 mai 2014 până în 9 iunie 2014) | 11 martie 2014               |
| Liechtenstein                                                                        | Prinți suverani                                                           | Alois (regent) | 15 august 2004               |
| Liechtenstein                                                                        | Prinți suverani                                                           | Hans Adam al II-lea . (prinț suveran) | 13 noiembrie 1989            |
| Liechtenstein                                                                        | Șef al guvernului                                                         | Adrian Hasler | 27 martie 2013               |
| Lituania                                                                             | Președintǎ a Republicii                                                   | Dalia Grybauskaitė | 12 iulie 2009                |
| Lituania                                                                             | Prim-miniștri (miniștri președinți) (succesivi)                           | Saulius Skvernelis | 13 decembrie 2016            |
| Lituania                                                                             | Prim-miniștri (miniștri președinți) (succesivi)                           | Algirdas Butkevičius | 12 decembrie 2012            |
| Luxemburg                                                                            | Mare duce                                                                 | Henric | 7 octombrie 2000             |
| Luxemburg                                                                            | Prim ministru                                                             | Xavier Bettel | 4 decembrie 2013             |
| Macedonia                                                                            | Președinte al Republicii                                                  | Gjorge Ivanov | 12 mai 2009                  |
| Macedonia                                                                            | Prim-miniștri (președinți ai guvernului) (succesivi)                      | Emil Dimitriev (interimar) | 18 ianuarie 2016             |
| Macedonia                                                                            | Prim-miniștri (președinți ai guvernului) (succesivi)                      | Nikola Gruevski | 27 august 2006               |
| Madagascar                                                                           | Președinte al Republicii                                                  | Hery Rajaonarimampianina | 25 ianuarie 2014             |
| Madagascar                                                                           | Prim-miniștri (succesivi)                                                 | Olivier Mahafaly Solonandrasana | 10 aprilie 2016              |
| Madagascar                                                                           | Prim-miniștri (succesivi)                                                 | Jean Ravelonarivo | 14 ianuarie 2015             |
| Malaezia                                                                             | Șefi de stat (Yang di-Pertuan Agong) (succesivi)                          | Muhammad Faris Petra | 13 decembrie 2016            |
| Malaezia                                                                             | Șefi de stat (Yang di-Pertuan Agong) (succesivi)                          | Abdul Halim Muadzam Shah | 13 decembrie 2011            |
| Malaezia                                                                             | Prim-ministru                                                             | datuk seri Najib Tun Razak | 3 aprilie 2009               |
| Malawi                                                                               | Președinte al Republicii                                                  | Peter Mutharika | 31 mai 2014                  |
| Maldive                                                                              | Președinte al Republicii                                                  | Abdulla Yameen | 17 noiembre 2013             |
| Mali                                                                                 | Președinte al Republicii                                                  | Ibrahim Boubacar Keita | 4 septembrie 2013            |
| Mali                                                                                 | Prim-ministru (ministru șef)                                              | Modibo Keita | 9 ianuarie 2015              |
| Malta                                                                                | Președintǎ a Republicii                                                   | Marie Louise Coleiro Preca | 4 aprilie 2014               |
| Malta                                                                                | Prim-ministru                                                             | Joseph Muscat | 11 martie 2013               |
| Maroc · (vezi și : §2)                                                               | Rege                                                                      | Mohammed al VI-lea | 23 iulie 1999                |
| Maroc · (vezi și : §2)                                                               | Șef al guvernului                                                         | Abdelilah Benkirane | 29 noiembrie 2011            |
| Marshall, Insulele                                                                   | Președinți ai Republicii (succesivi)                                      | Hilda Heine | 28 ianuarie 2016             |
| Marshall, Insulele                                                                   | Președinți ai Republicii (succesivi)                                      | Casten Nemra | 11 ianuarie 2016             |
| Marshall, Insulele                                                                   | Președinți ai Republicii (succesivi)                                      | Christopher Loeak | 10 ianuarie 2012             |
| Mauritania                                                                           | Președinte al Republicii                                                  | Mohamed Ould Abdel Aziz , | 5 august 2009                |
| Mauritania                                                                           | Prim-ministru                                                             | Yahya Ould Hademine | 20 august 2014               |
| Mauritius · (vezi și : §13)                                                          | Președinte al Republicii                                                  | Ameenah Gurib-Fakim | 5 iunie 2015                 |
| Mauritius · (vezi și : §13)                                                          | Prim-ministru                                                             | Anerood Jugnauth | 17 decembrie 2014            |
| Mexic                                                                                | Președinte al Statelor Unite Mexicane                                     | Enrique Peña Nieto | 1 decembrie 2012             |
| Micronezia                                                                           | Președinte al Republicii (și șef al Guvernului)                           | Peter M. Christian | 11 mai 2015                  |
| Moldova, Republica (vezi și: §3 și §13)                                              | Președinți ai Republicii (succesivi)                                      | Igor Dodon | 23 decembrie 2016            |
| Moldova, Republica (vezi și: §3 și §13)                                              | Președinți ai Republicii (succesivi)                                      | Nicolae Timofti | 23 martie 2012               |
| Moldova, Republica (vezi și: §3 și §13)                                              | Prim-miniștri (succesivi)                                                 | Pavel Filip | 20 ianuarie 2016             |
| Moldova, Republica (vezi și: §3 și §13)                                              | Prim-miniștri (succesivi)                                                 | Gheorghe Brega (interimar) | 30 octombrie 2015            |
| Monaco                                                                               | Prinț suveran                                                             | Albert al II-lea | 6 aprilie 2005               |
| Monaco                                                                               | Miniștri de stat (prim-miniștri) (succesivi)                              | Serge Telle | 1 februarie 2016             |
| Monaco                                                                               | Miniștri de stat (prim-miniștri) (succesivi)                              | Gilles Tonelli (interim) | 16 decembrie 2015            |
| Monaco                                                                               | Miniștri de stat (prim-miniștri) (succesivi)                              | Michel Roger | 29 martie 2010               |
| Mongolia                                                                             | Președinte al Republicii                                                  | Tsakhiagiyn Elbegdorj | 18 iunie 2009                |
| Mongolia                                                                             | Prim-miniștri (succesivi)                                                 | Jargaltulga Erdenebat | 7 iulie 2016                 |
| Mongolia                                                                             | Prim-miniștri (succesivi)                                                 | Chimediin Saikhanbileg | 21 noiembrie 2014            |
| Mozambic                                                                             | Președinte al Republicii                                                  | Filipe Nyusi | 15 ianuarie 2015             |
| Mozambic                                                                             | Prim-ministru                                                             | Carlos Agostinho do Rosário | 17 ianuarie 2015             |
| Muntenegru                                                                           | Președinte                                                                | Filip Vujanović , | 22 mai 2003                  |
| Muntenegru                                                                           | Prim-miniștri (premieri) (succesivi)                                      | Duško Marković | 28 noiembrie 2016            |
| Muntenegru                                                                           | Prim-miniștri (premieri) (succesivi)                                      | Milo Đukanović | 4 decembrie 2012             |
| Namibia                                                                              | Președinte al Republicii                                                  | Hage Geingob | 21 martie 2015               |
| Namibia                                                                              | Prim-ministru                                                             | Saara Kuugongelwa | 21 martie 2015               |
| Nauru                                                                                | Președinte al Republicii                                                  | Baron Waqa | 11 iunie 2013                |
| Nepal                                                                                | Președintă                                                                | Bidhya Devi Bhandari | 29 octombrie 2015            |
| Nepal                                                                                | Prim-miniștri (succesivi)                                                 | Pushpa Kamal Dahal | 4 august 2016                |
| Nepal                                                                                | Prim-miniștri (succesivi)                                                 | Khadga Prasad Oli | 12 octombrie 2015            |
| Nicaragua                                                                            | Președinte al Republicii                                                  | Daniel Ortega | 10 ianuarie 2007             |
| Niger                                                                                | Președinte                                                                | Mahamadou Issoufou | 7 aprilie 2011               |
| Niger                                                                                | Prim-ministru                                                             | Brigi Rafini | 7 aprilie 2011               |
| Nigeria                                                                              | Președinți ai Republicii                                                  | Yemi Osinbajo (interimar) | 6 iunie 2016 - 20 iunie 2016 |
| Nigeria                                                                              | Președinți ai Republicii                                                  | Muhammadu Buhari , | 29 mai 2015                  |
| Norvegia · (vezi și : §9)                                                            | Rege                                                                      | Harald al V-lea, | 17 ianuarie 1991             |
| Norvegia · (vezi și : §9)                                                            | Prim-ministru (ministru de stat)                                          | Erna Solberg | 16 octombrie 2013            |
| Noua Zeelandă · (vezi și : §10)                                                      | Regină                                                                    | Elisabeta a II-a | 6 februarie 1952             |
| Noua Zeelandă · (vezi și : §10)                                                      | Guvernatori generali (succesivi)                                          | dame Patsy Reddy | 28 septembrie 2016           |
| Noua Zeelandă · (vezi și : §10)                                                      | Guvernatori generali (succesivi)                                          | dame Sian Elias (administratoare a guvernului-guvernatoare generală interimară) | 31 august 2016               |
| Noua Zeelandă · (vezi și : §10)                                                      | Guvernatori generali (succesivi)                                          | sir Jerry Mateparae | 31 august 2011               |
| Noua Zeelandă · (vezi și : §10)                                                      | Prim-miniștri (succesivi)                                                 | Bill English | 12 decembrie 2016            |
| Noua Zeelandă · (vezi și : §10)                                                      | Prim-miniștri (succesivi)                                                 | John Key | 19 noiembrie 2008            |
| Oman                                                                                 | Sultan                                                                    | Qaboos bin Said Al Said | 23 iulie 1970                |
| Oman                                                                                 | Prim-ministru                                                             | Qaboos bin Said Al Said | 2 ianuarie 1972              |
| Pakistan · (vezi și : §2, §4 și §13)                                                 | Președinte al Republicii                                                  | Mamnoon Hussain | 9 septembrie 2013            |
| Pakistan · (vezi și : §2, §4 și §13)                                                 | Prim-ministru (mare vizir)                                                | Nawaz Sharif | 5 iunie 2013                 |
| Palau                                                                                | Președinte al Republicii                                                  | Tommy Remengesau , | 17 ianuarie 2013             |
| Panama                                                                               | Președinte al Republicii                                                  | Juan Carlos Varela | 1 iulie 2014                 |
| Papua Noua Guinee · (vezi și : §13)                                                  | Regină                                                                    | Elisabeta a II-a | 16 septembrie 1975           |
| Papua Noua Guinee · (vezi și : §13)                                                  | Guvernator general                                                        | sir Michael Ogio , | 20 decembrie 2010            |
| Papua Noua Guinee · (vezi și : §13)                                                  | Prim-ministru                                                             | Peter O’Neill , | 2 august 2011                |
| Paraguay                                                                             | Președinte al Republicii                                                  | Horacio Cartes | 15 august 2013               |
| Peru                                                                                 | Președinți ai Republicii (succesivi)                                      | Pedro Pablo Kuczynski </ref>, | 28 iulie 2016                |
| Peru                                                                                 | Președinți ai Republicii (succesivi)                                      | Ollanta Humala | 28 iulie 2011                |
| Peru                                                                                 | Președinți ai Consiliului de Miniștri (succesivi)                         | Fernando Zavala | 28 iulie 2016                |
| Peru                                                                                 | Președinți ai Consiliului de Miniștri (succesivi)                         | Pedro Cateriano | 2 aprilie 2015               |
| Polonia                                                                              | Președinte al Republicii                                                  | Andrzej Duda | 6 august 2015                |
| Polonia                                                                              | Prim-ministru (președintǎ a Consiliului de Miniștri)                      | Beata Szydło | 16 noiembrie 2015            |
| Portugalia · (vezi și : §13)                                                         | Președinți ai Republicii (succesivi)                                      | Marcelo Rebelo de Sousa | 9 martie 2016                |
| Portugalia · (vezi și : §13)                                                         | Președinți ai Republicii (succesivi)                                      | Aníbal Cavaco Silva | 9 martie 2006                |
| Portugalia · (vezi și : §13)                                                         | Prim-ministru                                                             | António Costa | 26 noiembrie 2015            |
| Qatar                                                                                | Emir                                                                      | șeic Tamim bin Hamad Al Thani | 25 iunie 2013                |
| Qatar                                                                                | Prim-ministru (ministru președinte)                                       | șeic Abdullah bin Nasser bin Khalifa Al Thani | 26 iunie 2013                |
| Regatul Unit (vezi și : §6)                                                          | Regină                                                                    | Elisabeta a II-a | 6 februarie 1952             |
| Regatul Unit (vezi și : §6)                                                          | Prim-miniștri (succesivi)                                                 | Theresa May | 13 iulie 2016                |
| Regatul Unit (vezi și : §6)                                                          | Prim-miniștri (succesivi)                                                 | David Cameron | 11 mai 2010                  |
| România                                                                              | Președinte                                                                | Klaus Iohannis | 21 decembrie 2014            |
| România                                                                              | Prim-ministru                                                             | Dacian Cioloș | 17 noiembrie 2015            |
| Rusia · (vezi și : §15)                                                              | Președinte al Federației                                                  | Vladimir Putin | 7 mai 2012                   |
| Rusia · (vezi și : §15)                                                              | Prim-ministru (președinte al Guvernului)                                  | Dmitri Medvedev , | 8 mai 2012                   |
| Rwanda                                                                               | Președinte al Republicii                                                  | Paul Kagame | 24 martie 2000               |
| Rwanda                                                                               | Prim-ministru                                                             | Anastase Murekezi | 23 iulie 2014                |
| Samoa                                                                                | Șef al statului (O le Ao o le Malo)                                       | tuimaleali'ifano Tupua Tamasese Tupuola Tufuga Efi | 20 iunie 2007                |
| Samoa                                                                                | Prim-ministru (Palemia o le Malo)                                         | Tuilaepa Sailele Malielegaoi | 23 noiembrie 1998            |
| San Marino                                                                           | Căpitani regenți (succesivi)                                              | Marino Riccardi și Fabio Berardi | 1 octombrie 2016             |
| San Marino                                                                           | Căpitani regenți (succesivi)                                              | Massimo Andrea Ugolini și Gian Nicola Berti | 1 aprilie 2016               |
| San Marino                                                                           | Căpitani regenți (succesivi)                                              | Lorella Stefanelli și Nicola Renzi | 1 octombrie 2015             |
| São Tomé și Príncipe · (vezi și : §13)                                               | Președinți ai Republicii (succesivi)                                      | Evaristo Carvalho | 3 septembrie 2016            |
| São Tomé și Príncipe · (vezi și : §13)                                               | Președinți ai Republicii (succesivi)                                      | Manuel Pinto da Costa | 3 septembrie 2011            |
| São Tomé și Príncipe · (vezi și : §13)                                               | Prim-ministru                                                             | Patrice Trovoada , | 12 decembrie 2012            |
| Senegal                                                                              | Președinte al Republicii                                                  | Macky Sall | 2 aprilie 2012               |
| Senegal                                                                              | Prim-ministru                                                             | Mohamed Ben Abdallah Dionne | 6 iulie 2014                 |
| Serbia · (vezi și : §2 și §15)                                                       | Președinte al Republicii                                                  | Tomislav Nikolić | 31 mai 2012                  |
| Serbia · (vezi și : §2 și §15)                                                       | Prim-ministru (președinte al guvernului)                                  | Aleksandar Vučić | 27 aprilie 2014              |
| Seychelles                                                                           | Președinți ai Republicii (succesivi)                                      | Danny Faure | 16 octombrie 2016            |
| Seychelles                                                                           | Președinți ai Republicii (succesivi)                                      | James Michel | 14 aprilie 2004              |
| Sfânta Lucia · (Saint Lucia)                                                         | Regină                                                                    | Elisabeta a II-a | 22 februarie 1979            |
| Sfânta Lucia · (Saint Lucia)                                                         | Guvernatoare generală                                                     | dame Pearlette Louisy | 17 septembre 1997            |
| Sfânta Lucia · (Saint Lucia)                                                         | Prim-miniștri (succesivi)                                                 | Allen Chastanet | 6 iunie 2016                 |
| Sfânta Lucia · (Saint Lucia)                                                         | Prim-miniștri (succesivi)                                                 | Kenny Anthony | 30 noiembrie 2011            |
| Sfântul Cristofor și Nevis · [Saint Kitts (Christopher) and Nevis] · (vezi și : §13) | Regină                                                                    | Elisabeta a II-a | 19 septembrie 1983           |
| Sfântul Cristofor și Nevis · [Saint Kitts (Christopher) and Nevis] · (vezi și : §13) | Guvernator general                                                        | sir Samuel Weymouth Tapley Seaton | 20 mai 2015                  |
| Sfântul Cristofor și Nevis · [Saint Kitts (Christopher) and Nevis] · (vezi și : §13) | Prim-ministru                                                             | Timothy Harris | 18 februarie 2015            |
| Sfântul Vincențiu și Grenadinele (Saint Vincent and the Grenadines)                  | Regină                                                                    | Elisabeta a II-a | 27 octombrie 1979            |
| Sfântul Vincențiu și Grenadinele (Saint Vincent and the Grenadines)                  | Guvernator general                                                        | sir Frederick Ballantyne | 2 septembrie 2002            |
| Sfântul Vincențiu și Grenadinele (Saint Vincent and the Grenadines)                  | Prim-ministru                                                             | Ralph Gonsalves | 29 martie 2001               |
| Sierra Leone                                                                         | Președinte al Republicii                                                  | Ernest Bai Koroma | 17 septembrie 2007           |
| Singapore                                                                            | Președinte al Republicii                                                  | Tony Tan Keng Yam | 1 septembrie 2011            |
| Singapore                                                                            | Prim-ministru                                                             | Lee Hsien Loong , | 12 august 2004               |
| Siria · (vezi și : §3 și §15)                                                        | Președinte al Republicii                                                  | Bashar al-Assad | 17 iulie 2000                |
| Siria · (vezi și : §3 și §15)                                                        | Prim-miniștri (miniștri președinți) (succesivi)                           | Imad Khamis | 3 iulie 2016                 |
| Siria · (vezi și : §3 și §15)                                                        | Prim-miniștri (miniștri președinți) (succesivi)                           | Wael Al-Halqi | 9 august 2012                |
| Slovacia                                                                             | Președinte al Republicii                                                  | Andrej Kiska | 15 iunie 2014                |
| Slovacia                                                                             | Prim-ministru (președinte al guvernului)                                  | Robert Fico | 4 aprilie 2012               |
| Slovenia                                                                             | Președinte al Republicii                                                  | Borut Pahor | 22 decembrie 2012            |
| Slovenia                                                                             | Prim-ministru (președinte al guvernului)                                  | Miro Cerar | 18 septembrie 2014           |
| Solomon, Insulele                                                                    | Regină                                                                    | Elisabeta a II-a | 7 iulie 1978                 |
| Solomon, Insulele                                                                    | Guvernator general                                                        | sir Frank Kabui | 7 iulie 2009                 |
| Solomon, Insulele                                                                    | Prim-ministru                                                             | Manasseh Sogavare | 9 decembrie 2014             |
| Somalia · (vezi și : §3, §13 și §15)                                                 | Președinte al Republicii federale                                         | Hassan Sheikh Mohamoud | 10 septembrie 2012           |
| Somalia · (vezi și : §3, §13 și §15)                                                 | Prim-ministru                                                             | Omar Abdirashid Ali Sharmarke | 24 decembrie 2014            |
| Spania · (vezi și : §13)                                                             | Rege                                                                      | Felipe al VI-lea | 17 iunie 2014                |
| Spania · (vezi și : §13)                                                             | Președinte al Guvernului                                                  | Mariano Rajoy | 21 decembrie 2011            |
| Sri Lanka                                                                            | Președinte al Republicii                                                  | Maithripala Sirisena | 9 ianuarie 2015              |
| Sri Lanka                                                                            | Prim-ministru                                                             | Ranil Wickremesinghe | 9 ianuarie 2015              |
| Statele Unite ale Americii · (vezi și : §11)                                         | Președinte                                                                | Barack Obama | 20 ianuarie 2009             |
| Sudan                                                                                | Președinte al Republicii                                                  | Omar Hasan Ahmad al-Bashir | 30 iunie 1989                |
| Sudanul de Sud                                                                       | Președinte al Republicii                                                  | Salva Kir Mayardit | 9 iulie 2011                 |
| Suedia                                                                               | Rege                                                                      | Carl al XVI-lea Gustaf | 19 septembrie 1973           |
| Suedia                                                                               | Prim-ministru (ministru de stat)                                          | Stefan Löfven | 3 octombrie 2014             |
| Surinam                                                                              | Președinte                                                                | Dési Bouterse | 12 august 2010               |
| Surinam                                                                              | Vicepreședinte                                                            | Michael Aswin Adhin | 12 august 2015               |
| Swaziland                                                                            | Șef al statului [rege (iNgwenyama)]                                       | Mswati al III-lea | 25 aprilie 1986              |
| Swaziland                                                                            | Prim-ministru (Ndvunankhulu)                                              | Barnabas Sibusiso Dlamini | 23 octombrie 2008            |
| Tadjikistan · (Vezi și: §13)                                                         | Președinte al Republicii                                                  | Emomali Rahmon | 19 noiembrie 1992            |
| Tadjikistan · (Vezi și: §13)                                                         | Prim-ministru                                                             | Kokhir Rasulzoda | 23 noiembrie 2013            |
| Tanzania · (vezi și : §13)                                                           | Președinte al Republicii                                                  | John Magufuli | 5 noiembrie 2015             |
| Tanzania · (vezi și : §13)                                                           | Prim-ministru                                                             | Majaliwa K. Majaliwa | 20 noiembrie 2015            |
| Thailanda                                                                            | Regi (succesivi)                                                          | Vajiralongkorn Bodindradebayavarangkun | 1 decembrie 2016             |
| Thailanda                                                                            | Regi (succesivi)                                                          | gen. Prem Tinsulanonda . (regent) | 13 octombrie 2016            |
| Thailanda                                                                            | Regi (succesivi)                                                          | Bhumibol Adulyadej | 9 iunie 1946                 |
| Thailanda                                                                            | Prim-ministru (ministru de stat șef)                                      | gen. Prayuth Chan-ocha | 22 mai 2014                  |
| Timorul de Est                                                                       | Președinte al Republicii                                                  | Taur Matan Ruak | 20 mai 2012                  |
| Timorul de Est                                                                       | Prim-ministru                                                             | Rui Maria de Araújo | 16 februarie 2015            |
| Togo                                                                                 | Președinte al Republicii                                                  | Faure Eyadéma , | 4 mai 2005                   |
| Togo                                                                                 | Prim-ministru                                                             | Komi Sélom Klassou | 10 iunie 2015                |
| Tonga                                                                                | Rege                                                                      | Tupou al VI-lea | 18 martie 2012               |
| Tonga                                                                                | Prim-ministru (premier)                                                   | ʻAkilisi Pohiva | 30 decembrie 2014            |
| Trinidad și Tobago (vezi și : §13)                                                   | Președinte al Republicii                                                  | Anthony Carmona | 18 martie 2013               |
| Trinidad și Tobago (vezi și : §13)                                                   | Prim-ministru                                                             | Keith Rowley | 9 septembrie 2015            |
| Tunisia                                                                              | Președinte al Republicii                                                  | Béji Caïd Essebsi | 31 decembrie 2014            |
| Tunisia                                                                              | Șefi ai guvernului (succesivi)                                            | Youssef Chahed | 27 august 2016               |
| Tunisia                                                                              | Șefi ai guvernului (succesivi)                                            | Habib Essid | 6 februarie 2015             |
| Turcia                                                                               | Președinte al Republicii                                                  | Recep Tayyip Erdoğan | 28 august 2014               |
| Turcia                                                                               | Șefi ai Guvernului (succesivi)                                            | Binali Yıldırım (prim-ministru) | 24 mai 2016                  |
| Turcia                                                                               | Șefi ai Guvernului (succesivi)                                            | Akın Öztürk (lider prezumptiv al Consiliului Pace în Țară) | 15 iulie 2016-16 iulie 2016  |
| Turcia                                                                               | Șefi ai Guvernului (succesivi)                                            | Ahmet Davutoğlu (prim-ministru) | 28 august 2014               |
| Turkmenistan                                                                         | Președinte                                                                | Gurbangulî Berdimuhamedov | 21 decembrie 2006            |
| Tuvalu                                                                               | Regină                                                                    | Elisabeta a II-a | 1 octombrie 1978             |
| Tuvalu                                                                               | Guvernator general                                                        | sir Iakoba Italeli | 16 aprilie 2010              |
| Tuvalu                                                                               | Prim-ministru (Ulu o te Malo)                                             | Enele Sopoaga , | 1 august 2013                |
| Țările de Jos · (vezi și : §11)                                                      | Rege                                                                      | Willem-Alexander | 30 aprilie 2013              |
| Țările de Jos · (vezi și : §11)                                                      | Prim-ministru (ministru președinte)                                       | Mark Rutte | 14 octombrie 2010            |
| Ucraina · (vezi și: §3 și §15)                                                       | Președinte                                                                | Petro Poroshenko | 7 iunie 2014                 |
| Ucraina · (vezi și: §3 și §15)                                                       | Prim-miniștri (succesivi)                                                 | Volodymyr Groysman | 14 aprilie 2016              |
| Ucraina · (vezi și: §3 și §15)                                                       | Prim-miniștri (succesivi)                                                 | Arseniy Yatsenyuk | 27 februarie 2014            |
| Uganda                                                                               | Președinte al Republicii                                                  | Yoweri Museveni | 26 ianuarie 1986             |
| Uganda                                                                               | Prim-ministru                                                             | Ruhakana Rugunda | 18 septembrie 2014           |
| Ungaria                                                                              | Președinte al Republicii                                                  | János Áder | 10 mai 2012                  |
| Ungaria                                                                              | Prim-ministru (ministru președinte)                                       | Viktor Orbán | 29 mai 2010                  |
| Uruguay                                                                              | Președinte al Republicii                                                  | Tabaré Vázquez | 1 martie 2015                |
| Uzbekistan · (vezi și : §13)                                                         | Președinți ai Republicii (succesivi)                                      | Shavkat Mirziyoyev , | 8 septembrie 2016            |
| Uzbekistan · (vezi și : §13)                                                         | Președinți ai Republicii (succesivi)                                      | Nigmatilla Yuldashev {interimar) | 2 septembrie 2016            |
| Uzbekistan · (vezi și : §13)                                                         | Președinți ai Republicii (succesivi)                                      | Islam Karimov | 24 martie 1990               |
| Uzbekistan · (vezi și : §13)                                                         | Prim-miniștri (succesivi)                                                 | Abdulla Oripov | 14 decembrie 2016            |
| Uzbekistan · (vezi și : §13)                                                         | Prim-miniștri (succesivi)                                                 | Shavkat Mirziyoyev | 12 decembrie 2003            |
| Vanuatu                                                                              | Președinte al Republicii                                                  | Baldwin Lonsdale | 22 septembrie 2014           |
| Vanuatu                                                                              | Prim-miniștri (succesivi)                                                 | Charlot Salwai | 11 februarie 2016            |
| Vanuatu                                                                              | Prim-miniștri (succesivi)                                                 | Sato Kilman | 11 iunie 2015                |
| Vatican / Sfântul Scaun                                                              | Suveran / Papă                                                            | Francisc | 13 martie 2013               |
| Vatican / Sfântul Scaun                                                              | Președinte al Guvernoratului (șef al guvernului Statului Oraș Vatican)    | cardinal Giuseppe Bertello | 1 octombrie 2011             |
| Vatican / Sfântul Scaun                                                              | Secretar de stat (prim-ministru al Sfântului Scaun)                       | cardinal Pietro Parolin | 15 octombrie 2013            |
| Venezuela                                                                            | Președinte al Republicii                                                  | Nicolás Maduro , | 5 martie 2013                |
| Venezuela                                                                            | Vicepreședinți executivi (succesivi)                                      | Aristóbulo Istúriz | 6 ianuarie 2016              |
| Venezuela                                                                            | Vicepreședinți executivi (succesivi)                                      | Jorge Arreaza | 8 martie 2013                |
| Vietnam                                                                              | Secretar general al Partidului Comunist Vietnamez                         | Nguyen Phu Trong | 19 ianuarie 2011             |
| Vietnam                                                                              | Președinți ai Republicii (succesivi)                                      | Trần Đại Quang | 2 aprilie 2016               |
| Vietnam                                                                              | Președinți ai Republicii (succesivi)                                      | Nguyễn Thị Kim Ngân (interimarâ) | 31 martie 2016               |
| Vietnam                                                                              | Președinți ai Republicii (succesivi)                                      | Truong Tan Sang | 25 iulie 2011                |
| Vietnam                                                                              | Prim-miniștri (premieri ai Guvernului) (succesivi)                        | Nguyễn Xuân Phúc | 7 aprilie 2016               |
| Vietnam                                                                              | Prim-miniștri (premieri ai Guvernului) (succesivi)                        | Nguyen Tan Dung | 27 iunie 2006                |
| Yemen · (vezi și : §15)                                                              | Președinte al Republicii                                                  | Abd Rabbuh Mansur Hadi . , (corevendicator ȋncepȃnd cu 21 februarie 2015) | 25 februarie 2012            |
| Yemen · (vezi și : §15)                                                              | Prim-miniștri (miniștri președinți) (succesivi)                           | Ahmad Obaid Bin Dagh (corevendicator ȋncepȃnd cu 3 aprilie 2016) | 3 aprilie 2016               |
| Yemen · (vezi și : §15)                                                              | Prim-miniștri (miniștri președinți) (succesivi)                           | Khaled Bahah . (corevendicator din martie 2015 pȃnǎ ȋn 3 aprilie 2016) | 9 noiembrie 2014             |
| Zambia                                                                               | Președinte al Republicii                                                  | Edgar Lungu | 25 ianuarie 2015             |
| Zimbabwe                                                                             | Președinte al Republicii                                                  | Robert Mugabe | 31 decembrie 1987            |

## State independente recunoscute parțial
| Statul și statutul                                                                                  | Separat din                                 | Funcția                                                                         | Numele                      | Începând cu        |
| --------------------------------------------------------------------------------------------------- | ------------------------------------------- | ------------------------------------------------------------------------------- | --------------------------- | ------------------ |
| Abhazia (Stat secesionist prorus, fostă republică autonomă) (vezi și : §15)                         | Georgia                                     | Președinte                                                                      | Raul Khadjimba              | 25 septembrie 2014 |
| Abhazia (Stat secesionist prorus, fostă republică autonomă) (vezi și : §15)                         | Georgia                                     | Prim-miniștri (succesivi)                                                       | Beslan Bartsits             | 5 august 2016      |
| Abhazia (Stat secesionist prorus, fostă republică autonomă) (vezi și : §15)                         | Georgia                                     | Prim-miniștri (succesivi)                                                       | Shamil Adzynba (interim)    | 26 iulie 2016      |
| Abhazia (Stat secesionist prorus, fostă republică autonomă) (vezi și : §15)                         | Georgia                                     | Prim-miniștri (succesivi)                                                       | Artur Mikvabia              | 20 martie 2015     |
| Azad Cașmir , (Stat constituit în zona ocupată de Pakistan a Cașmirului)                            | India · Jammu și Cașmir                     | Președinți (succesivi)                                                          | Muhammad Masood Khan        | 25 august 2016     |
| Azad Cașmir , (Stat constituit în zona ocupată de Pakistan a Cașmirului)                            | India · Jammu și Cașmir                     | Președinți (succesivi)                                                          | Sardar Mohammad Yaqoob Khan | 25 august 2011     |
| Azad Cașmir , (Stat constituit în zona ocupată de Pakistan a Cașmirului)                            | India · Jammu și Cașmir                     | Prim-miniștri (succesivi)                                                       | Raja Farooq Haider Khan     | 31 iulie 2016      |
| Azad Cașmir , (Stat constituit în zona ocupată de Pakistan a Cașmirului)                            | India · Jammu și Cașmir                     | Prim-miniștri (succesivi)                                                       | Chaudhry Abdul Majeed       | 26 iulie 2011      |
| Ciprul de Nord (Stat secesionist proturc al minorității turce)                                      | Cipru                                       | Președinte                                                                      | Mustafa Akıncı              | 30 aprilie 2015    |
| Ciprul de Nord (Stat secesionist proturc al minorității turce)                                      | Cipru                                       | Prim-miniștri (succesivi)                                                       | Hüseyin Özgürgün            | 16 aprilie 2016    |
| Ciprul de Nord (Stat secesionist proturc al minorității turce)                                      | Cipru                                       | Prim-miniștri (succesivi)                                                       | Ömer Kalyoncu               | 15 iulie 2015      |
| Kosovo (Regiune apoi republică autonomă auto proclamată independentă) (vezi și : §15)               | Serbia                                      | Președinți ai Republicii (succesivi)                                            | Hashim Thaçi                | 7 aprilie 2016     |
| Kosovo (Regiune apoi republică autonomă auto proclamată independentă) (vezi și : §15)               | Serbia                                      | Președinți ai Republicii (succesivi)                                            | Atifete Jahjaga             | 7 aprilie 2011     |
| Kosovo (Regiune apoi republică autonomă auto proclamată independentă) (vezi și : §15)               | Serbia                                      | Prim-ministru                                                                   | Isa Mustafa                 | 9 decembrie 2014   |
| Kosovo (Regiune apoi republică autonomă auto proclamată independentă) (vezi și : §15)               | Serbia                                      | Reprezentant Special al Secretarului General al ONU prntru Kosovo (SRSG)        | Zahir Tanin (Afghanistan)   | 9 octombrie 2015   |
| Osetia de Sud , (Stat secesionist prorus, fostă republică autonomă) (vezi și : §15)                 | Georgia                                     | Președinte                                                                      | Leonid Tibilov              | 19 aprilie 2012    |
| Osetia de Sud , (Stat secesionist prorus, fostă republică autonomă) (vezi și : §15)                 | Georgia                                     | Președinte al Guvernului                                                        | Domenty Kulumbegov          | 20 ianuarie 2014   |
| Statul Palestina (Stat proclamat în numele poporului palestinian, practic inoperant) (vezi și : §5) | Israel · Autoritatea Națională Palestiniană | Președinte                                                                      | Mahmoud Abbas ,             | 8 mai 2005         |
| Statul Palestina (Stat proclamat în numele poporului palestinian, practic inoperant) (vezi și : §5) | Israel · Autoritatea Națională Palestiniană | Președinte al Consiliului Executiv al Organizației pentru Eliberarea Palestinei | Mahmoud Abbas ,             | 29 octombrie       |
| Sahara occidentală (Stat format în cadrul fostei Sahare Spaniole)                                   | Maroc                                       | Președinți (succesivi)                                                          | Brahim Ghali                | 12 iulie 2016      |
| Sahara occidentală (Stat format în cadrul fostei Sahare Spaniole)                                   | Maroc                                       | Președinți (succesivi)                                                          | Khatri Addouh (interimar)   | 31 mai 2016        |
| Sahara occidentală (Stat format în cadrul fostei Sahare Spaniole)                                   | Maroc                                       | Președinți (succesivi)                                                          | Mohamed Abdelaziz           | 30 august 1976     |
| Sahara occidentală (Stat format în cadrul fostei Sahare Spaniole)                                   | Maroc                                       | Prim-ministru                                                                   | Abdelkader Taleb Oumar      | 29 octombrie 2003  |
| Taiwan (Stat constituit în insula Taiwan)                                                           | China                                       | Președinți ai Republicii (succesivi)                                            | Tsai Ing-wen                | 20 mai 2016        |
| Taiwan (Stat constituit în insula Taiwan)                                                           | China                                       | Președinți ai Republicii (succesivi)                                            | Ma Ying-jeou                | 20 mai 2008        |
| Taiwan (Stat constituit în insula Taiwan)                                                           | China                                       | Președinți ai Yuan-ului executiv (prim-miniștri) (succesivi)                    | Lin Chuan                   | 20 mai 2016        |
| Taiwan (Stat constituit în insula Taiwan)                                                           | China                                       | Președinți ai Yuan-ului executiv (prim-miniștri) (succesivi)                    | Chang San-cheng             | 18 ianuarie 2016   |
| Taiwan (Stat constituit în insula Taiwan)                                                           | China                                       | Președinți ai Yuan-ului executiv (prim-miniștri) (succesivi)                    | Mao Chi-kuo                 | 4 decembrie 2014   |

## State independente nerecunoscute
| Statul și statutul                                                                               | Separat din        | Funcția                               | Numele                 | Începând cu        |
| ------------------------------------------------------------------------------------------------ | ------------------ | ------------------------------------- | ---------------------- | ------------------ |
| Donețk, Republica Populară (Stat autoproclamat în regiunea Donețk a Ucrainei.)                   | Ucraina            | Șef de stat                           | Aleksandr Zaharcenko   | 4 noiembrie 2014   |
| Donețk, Republica Populară (Stat autoproclamat în regiunea Donețk a Ucrainei.)                   | Ucraina            | Președinte al Consiliului de Miniștri | Aleksandr Zaharcenko   | 7 august 2014      |
| Statul Islamic din Irak și Levant (Stat autoproclamat în zone ocupate din Irak și Siria.)        | Irak · Siria       | Calif                                 | Ibrahim                | 29 iunie 2014      |
| Karabahul de Munte (sau Nagorno Karabah) , (Stat secesionist proarmean, fostă regiune autonomă.) | Azerbaidjan        | Președinte                            | Bako Sahakian          | 7 septembrie 2007  |
| Karabahul de Munte (sau Nagorno Karabah) , (Stat secesionist proarmean, fostă regiune autonomă.) | Azerbaidjan        | Prim-ministru                         | Araik Haroutiounian    | 14 septembrie 2007 |
| Lugansk, Republica Populară (Stat autoproclamat în regiunea Lugansk a Ucrainei.)                 | Ucraina            | Șef de stat al Republicii             | Igor Plotnițki ,       | 14 august 2014     |
| Lugansk, Republica Populară (Stat autoproclamat în regiunea Lugansk a Ucrainei.)                 | Ucraina            | Președinte al Consiliului de Miniștri | Serghei Kozlov         | 28 decembrie 2015  |
| Somaliland (Stat secesionist, fostă regiune autonomă.) (vezi și : §15)                           | Somalia            | Președinte                            | Ahmed Mahamoud Silanyo | 27 iulie 2010      |
| Transnistria (Stat secesionist prorus, fostă regiune autonomă.)                                  | Moldova, Republica | Președinți (succesivi)                | Vadim Krasnoselski     | 16 decembrie 2016  |
| Transnistria (Stat secesionist prorus, fostă regiune autonomă.)                                  | Moldova, Republica | Președinți (succesivi)                | Evgheni Șevciuk        | 30 decembrie 2011  |
| Transnistria (Stat secesionist prorus, fostă regiune autonomă.)                                  | Moldova, Republica | Președinți ai Guvernului (succesivi)  | Aleksandr Martynov     | 17 decembrie 2016  |
| Transnistria (Stat secesionist prorus, fostă regiune autonomă.)                                  | Moldova, Republica | Președinți ai Guvernului (succesivi)  | Pavel Prokudin         | 23 decembrie 2015  |

## Alte teritorii independentede facto
| Statul și statutul                                                        | Separat din | Funcția | Numele            | Începând cu      |
| ------------------------------------------------------------------------- | ----------- | ------- | ----------------- | ---------------- |
| Waziristan (Zonă controlată de facto de militanții islamiști pakistanezi) | Pakistan    | Emir    | Maulana Fazlullah | 7 noiembrie 2013 |

## Entități cu statut apropiat de cel de stat
| Entitate                                          | Funcție                                          | Nume                             | Începând cu       |
| ------------------------------------------------- | ------------------------------------------------ | -------------------------------- | ----------------- |
| Ordinul de Malta                                  | Mare Maestru                                     | Matthew Festing                  | 11 martie 2008    |
| Ordinul de Malta                                  | Mari Cancelari (succesivi)                       | John E. Critien (interimar)      | 14 decembrie 2016 |
| Ordinul de Malta                                  | Mari Cancelari (succesivi)                       | funcție vacantă                  | 10 decembrie 2016 |
| Ordinul de Malta                                  | Mari Cancelari (succesivi)                       | Albrecht Freiherr von Boeselager | 31 mai 2014       |
| Autoritatea Națională Palestiniană (vezi și : §2) | Președinte al Autorității Naționale Palestiniene | Mahmoud Abbas ,                  | 15 ianuarie 2005  |
| Autoritatea Națională Palestiniană (vezi și : §2) | Prim-ministru                                    | Rami Hamdallah                   | 6 iunie 2013      |
| Uniunea Europeană                                 | Președinte al Consiliului European               | Donald Tusk                      | 1 decembrie 2014  |
| Uniunea Europeană                                 | Președinte al Comisiei Europene                  | Jean-Claude Juncker              | 1 noiembrie 2014  |

## Teritorii exterioare și asociate ale Australiei
| Teritoriu                          | Suveranitate și statut                                                                              | Funcția                                                                       | Numele                     | Începând cu        |
| ---------------------------------- | --------------------------------------------------------------------------------------------------- | ----------------------------------------------------------------------------- | -------------------------- | ------------------ |
| Ashmore și Cartier, Insulele       | Australia · (Teritoriu exterior nelocuit)                                                           | Regină a Australiei                                                           | Elisabeta a II-a           | 6 februarie 1952   |
| Ashmore și Cartier, Insulele       | Australia · (Teritoriu exterior nelocuit)                                                           | Guvernator general al Australiei                                              | sir Peter Cosgrove         | 27 martie 2014     |
| Ashmore și Cartier, Insulele       | Australia · (Teritoriu exterior nelocuit)                                                           | Ministru al Guvernării Locale și Teritoriilor al Australiei                   | Fiona Nash                 | 19 iulie 2016      |
| Ashmore și Cartier, Insulele       | Australia · (Teritoriu exterior nelocuit)                                                           | Miniștri al Marilor Proiecte, Teritoriilor și Guvernării Locale al Australiei | funcție înlocuită          | 19 iulie 2016      |
| Ashmore și Cartier, Insulele       | Australia · (Teritoriu exterior nelocuit)                                                           | Miniștri al Marilor Proiecte, Teritoriilor și Guvernării Locale al Australiei | Paul Fletcher              | 21 septembrie 2015 |
| Christmas, Insula                  | Australia · (Teritoriu exterior)                                                                    | Regină a Australiei                                                           | Elisabeta a II-a           | 6 februarie 1952   |
| Christmas, Insula                  | Australia · (Teritoriu exterior)                                                                    | Guvernator general al Australiei                                              | sir Peter Cosgrove         | 27 martie 2014     |
| Christmas, Insula                  | Australia · (Teritoriu exterior)                                                                    | Administrator                                                                 | Barry Haase                | 6 octombrie 2014   |
| Christmas, Insula                  | Australia · (Teritoriu exterior)                                                                    | Președinte al Shire                                                           | Gordon Thomson             | 21 octombrie 2013  |
| Cocos (Keeling), Insulele          | Australia · (Teritoriu exterior)                                                                    | Regină a Australiei                                                           | Elisabeta a II-a           | 5 februarie 1952   |
| Cocos (Keeling), Insulele          | Australia · (Teritoriu exterior)                                                                    | Guvernator general al Australiei                                              | sir Peter Cosgrove         | 27 martie 2014     |
| Cocos (Keeling), Insulele          | Australia · (Teritoriu exterior)                                                                    | Administrator                                                                 | Barry Haase                | 6 octombrie 2014   |
| Cocos (Keeling), Insulele          | Australia · (Teritoriu exterior)                                                                    | Președinte al Shire                                                           | Balmut Pirus               | 28 octombrie 2015  |
| Heard și McDonald, Insulele (HIMI) | Australia · (Teritoriu exterior nelocuit)                                                           | Regină a Australiei                                                           | Elisabeta a II-a           | 6 februarie 1952   |
| Heard și McDonald, Insulele (HIMI) | Australia · (Teritoriu exterior nelocuit)                                                           | Guvernator general al Australiei                                              | sir Peter Cosgrove         | 27 martie 2014     |
| Heard și McDonald, Insulele (HIMI) | Australia · (Teritoriu exterior nelocuit)                                                           | Director al Departamentului Australian al Antarcticii                         | Nick Gales                 | 6 august 2015      |
| Lord Howe, Insula                  | Noul Wales de Sud (Zonă neîncorporată cu autoguvernare din cadrul statului Noul Wales de Sud)       | Guvernator al Noului Wales de Sud                                             | David Hurley               | 2 octombrie 2014   |
| Lord Howe, Insula                  | Noul Wales de Sud (Zonă neîncorporată cu autoguvernare din cadrul statului Noul Wales de Sud)       | Premier al Noului Wales de Sud                                                | Mike Baird                 | 17 aprilie 2014    |
| Lord Howe, Insula                  | Noul Wales de Sud (Zonă neîncorporată cu autoguvernare din cadrul statului Noul Wales de Sud)       | Președintǎ a Consiliului Insulei Lord Howe                                    | Sonja Stewart              | 27 noiembrie 2015  |
| Lord Howe, Insula                  | Noul Wales de Sud (Zonă neîncorporată cu autoguvernare din cadrul statului Noul Wales de Sud)       | Directoare executivă a Consiliului Insulei Lord Howe                          | Penny Holloway             | decembrie 2013     |
| Macquarie, Insula                  | Tasmania (Insuliță nelocuită și izolată atașată Consiliul Huon Valley din cadrul statului Tasmania) | Guvernatoare a Tasmaniei                                                      | Kate Warner                | 10 decembrie 2014  |
| Macquarie, Insula                  | Tasmania (Insuliță nelocuită și izolată atașată Consiliul Huon Valley din cadrul statului Tasmania) | Premier al Tasmaniei                                                          | Will Hodgman               | 24 martie 2014     |
| Macquarie, Insula                  | Tasmania (Insuliță nelocuită și izolată atașată Consiliul Huon Valley din cadrul statului Tasmania) | Comisar al Consiliului Huon Valley                                            | Adriana Taylor             | 10 octombrie 2016  |
| Macquarie, Insula                  | Tasmania (Insuliță nelocuită și izolată atașată Consiliul Huon Valley din cadrul statului Tasmania) | Primari ai Consiliului Huon Valley                                            | funcție ȋnlocuitǎ temporar | 6 octombrie 2016   |
| Macquarie, Insula                  | Tasmania (Insuliță nelocuită și izolată atașată Consiliul Huon Valley din cadrul statului Tasmania) | Primari ai Consiliului Huon Valley                                            | Peter James Coad           | 2014               |
| Macquarie, Insula                  | Tasmania (Insuliță nelocuită și izolată atașată Consiliul Huon Valley din cadrul statului Tasmania) | Directoare executivă a Consiliului Huon Valley                                | Simone Watson              | septembrie 2013    |
| Macquarie, Insula                  | Tasmania (Insuliță nelocuită și izolată atașată Consiliul Huon Valley din cadrul statului Tasmania) | Secretari adjuncți pentru Parcuri al Tasmaniei (succesivi)                    | Andrew Roberts (interimar) | iunie 2016         |
| Macquarie, Insula                  | Tasmania (Insuliță nelocuită și izolată atașată Consiliul Huon Valley din cadrul statului Tasmania) | Secretari adjuncți pentru Parcuri al Tasmaniei (succesivi)                    | Peter Mooney               | .../august 2008    |
| Mării de Coral, Insulele           | Australia · (Teritoriu exterior nelocuit)                                                           | Regină a Australiei                                                           | Elisabeta a II-a           | 6 februarie 1952   |
| Mării de Coral, Insulele           | Australia · (Teritoriu exterior nelocuit)                                                           | Guvernator general al Australiei                                              | sir Peter Cosgrove         | 27 martie 2014     |
| Mării de Coral, Insulele           | Australia · (Teritoriu exterior nelocuit)                                                           | Ministru al Guvernării Locale și Teritoriilor al Australiei                   | Fiona Nash                 | 19 iulie 2016      |
| Mării de Coral, Insulele           | Australia · (Teritoriu exterior nelocuit)                                                           | Miniștri al Marilor Proiecte, Teritoriilor și Guvernării Locale al Australiei | funcție înlocuită          | 19 iulie 2016      |
| Mării de Coral, Insulele           | Australia · (Teritoriu exterior nelocuit)                                                           | Miniștri al Marilor Proiecte, Teritoriilor și Guvernării Locale al Australiei | Paul Fletcher              | 21 septembrie 2015 |
| Norfolk, Insula                    | Australia · (Teritoriu asociat cu autoguvernare)                                                    | Regină a Australiei                                                           | Elisabeta a II-a           | 6 februarie 1952   |
| Norfolk, Insula                    | Australia · (Teritoriu asociat cu autoguvernare)                                                    | Guvernator general al Australiei                                              | sir Peter Cosgrove         | 27 martie 2014     |
| Norfolk, Insula                    | Australia · (Teritoriu asociat cu autoguvernare)                                                    | Administrator                                                                 | Gary Hardgrave             | 1 iulie 2014       |
| Norfolk, Insula                    | Australia · (Teritoriu asociat cu autoguvernare)                                                    | Directoare generalǎ a Consiliului Regional Norfolk                            | Lotta Jackson              | 30 iunie 2016      |
| Norfolk, Insula                    | Australia · (Teritoriu asociat cu autoguvernare)                                                    | Directori Executivi ai Consiliului Regional al Insulei Norfolk                | funcție desființată        | 30 iunie 2016      |
| Norfolk, Insula                    | Australia · (Teritoriu asociat cu autoguvernare)                                                    | Directori Executivi ai Consiliului Regional al Insulei Norfolk                | Peter Gesling              | 24 iunie 2015      |
| Norfolk, Insula                    | Australia · (Teritoriu asociat cu autoguvernare)                                                    | Primar                                                                        | Robin Adams                | 6 iulie 2016       |
| Strâmtorii Torres, Insulele        | Queensland (Teritoriu cu un statut special aparținând statului Queensland)                          | Guvernator al statului Queensland                                             | Paul de Jersey             | 29 iulie 2014      |
| Strâmtorii Torres, Insulele        | Queensland (Teritoriu cu un statut special aparținând statului Queensland)                          | Premier al statului Queensland                                                | Annastacia Palaszczuk      | 15 februarie 2015  |
| Strâmtorii Torres, Insulele        | Queensland (Teritoriu cu un statut special aparținând statului Queensland)                          | Președinți ai Autorității Regionale a Strâmtorii Torres (succesivi)           | Pedro Stephen Napau        | octombrie 2016     |
| Strâmtorii Torres, Insulele        | Queensland (Teritoriu cu un statut special aparținând statului Queensland)                          | Președinți ai Autorității Regionale a Strâmtorii Torres (succesivi)           | Joseph Elu                 | 13 noiembrie 2012  |
| Zona Antarctică Australiană        | Australia · (Teritoriu exterior)                                                                    | Regină a Australiei                                                           | Elisabeta a II-a           | 6 februarie 1952   |
| Zona Antarctică Australiană        | Australia · (Teritoriu exterior)                                                                    | Guvernator general al Australiei                                              | sir Peter Cosgrove         | 27 martie 2014     |
| Zona Antarctică Australiană        | Australia · (Teritoriu exterior)                                                                    | Director al Departamentului Australian al Antarcticii                         | Nick Gales                 | 6 august 2015      |

## Teritorii britanice de peste mări și dependențe ale coroanei britanice
| Teritoriu                                                                                  | Suveranitate și statut                                                                                              | Funcția                                                                                        | Numele                                     | Începând cu                       |
| ------------------------------------------------------------------------------------------ | --- | ---------------------------------------------------------------------------------------------- | ------------------------------------------ | --------------------------------- |
| Akrotiri și Dhekelia, Zonele Bazelor Suverane                                              | Regatul Unit (Baze militare suverane)                                                                               | Regină a Regatului Unit                                                                        | Elisabeta a II-a                           | 6 februarie 1952                  |
| Akrotiri și Dhekelia, Zonele Bazelor Suverane                                              | Regatul Unit (Baze militare suverane)                                                                               | Administrator                                                                                  | Mike Wigston                               | 21 ianuarie 2015                  |
| Alderney                                                                                   | Guernsey (Dependență a bailiwick-ului Guernsey)                                                                     | Locotenenți guvernatori ai bailiwick-ului Guernsey (succesivi)                                 | sir Ian Corder                             | 14 martie 2016                    |
| Alderney                                                                                   | Guernsey (Dependență a bailiwick-ului Guernsey)                                                                     | Locotenenți guvernatori ai bailiwick-ului Guernsey (succesivi)                                 | sir Richard Collas (interimar)             | 6 septembrie 2015                 |
| Alderney                                                                                   | Guernsey (Dependență a bailiwick-ului Guernsey)                                                                     | Bailiff de Guernsey                                                                            | sir Richard Collas                         | 23 martie 2012                    |
| Alderney                                                                                   | Guernsey (Dependență a bailiwick-ului Guernsey)                                                                     | Președinte al Comitetului pentru Politici și Resurse al bailiwick-ului Guernsey (ministru șef) | Gavin St. Pier                             | 6 mai 2016                        |
| Alderney                                                                                   | Guernsey (Dependență a bailiwick-ului Guernsey)                                                                     | Miniștri Șefi ai bailiwick-ului Guernsey                                                       | funcție înlocuită                          | 6 mai 2016                        |
| Alderney                                                                                   | Guernsey (Dependență a bailiwick-ului Guernsey)                                                                     | Miniștri Șefi ai bailiwick-ului Guernsey                                                       | Jonathan Le Tocq                           | 12 martie 2014                    |
| Alderney                                                                                   | Guernsey (Dependență a bailiwick-ului Guernsey)                                                                     | Președinte al Statelor                                                                         | Stuart Trought                             | 22 iunie 2011                     |
| Anguilla                                                                                   | Regatul Unit (Teritoriu de peste mări)                                                                              | Regină a Regatului Unit                                                                        | Elisabeta a II-a                           | 6 februarie 1952                  |
| Anguilla                                                                                   | Regatul Unit (Teritoriu de peste mări)                                                                              | Guvernator                                                                                     | Christina Scott                            | 23 iulie 2013                     |
| Anguilla                                                                                   | Regatul Unit (Teritoriu de peste mări)                                                                              | Ministru Șef                                                                                   | Victor Banks                               | 23 aprilie 2015                   |
| Ascensión. Insula                                                                          | Sfânta Elena, Ascension și Tristan da Cunha (Componentă a teritoriului Sfânta Elena, Ascensión și Tristan da Cunha) | Guvernatori ai teritoriului Sfânta Elena, Ascensión și Tristan da Cunha (succesivi)            | Sean Burns , (interimar)                   | 1 august 2016 - 1 septembrie 2016 |
| Ascensión. Insula                                                                          | Sfânta Elena, Ascension și Tristan da Cunha (Componentă a teritoriului Sfânta Elena, Ascensión și Tristan da Cunha) | Guvernatori ai teritoriului Sfânta Elena, Ascensión și Tristan da Cunha (succesivi)            | Lisa Phillips                              | 25 aprilie 2016                   |
| Ascensión. Insula                                                                          | Sfânta Elena, Ascension și Tristan da Cunha (Componentă a teritoriului Sfânta Elena, Ascensión și Tristan da Cunha) | Guvernatori ai teritoriului Sfânta Elena, Ascensión și Tristan da Cunha (succesivi)            | Sean Burns (interimar)                     | 18 martie 2016                    |
| Ascensión. Insula                                                                          | Sfânta Elena, Ascension și Tristan da Cunha (Componentă a teritoriului Sfânta Elena, Ascensión și Tristan da Cunha) | Guvernatori ai teritoriului Sfânta Elena, Ascensión și Tristan da Cunha (succesivi)            | Mark Capes                                 | 29 octombrie 2011                 |
| Ascensión. Insula                                                                          | Sfânta Elena, Ascension și Tristan da Cunha (Componentă a teritoriului Sfânta Elena, Ascensión și Tristan da Cunha) | Administrator                                                                                  | Marc Holland                               | 26 august 2014                    |
| Bermude, Insulele                                                                          | Regatul Unit (Teritoriu de peste mări)                                                                              | Regină a Regatului Unit                                                                        | Elisabeta a II-a                           | 6 februarie 1952                  |
| Bermude, Insulele                                                                          | Regatul Unit (Teritoriu de peste mări)                                                                              | Guvernatori (succesivi)                                                                        | John Rankin                                | 5 decembrie 2016                  |
| Bermude, Insulele                                                                          | Regatul Unit (Teritoriu de peste mări)                                                                              | Guvernatori (succesivi)                                                                        | Ginny Ferson (interimară)                  | 2 august 2016                     |
| Bermude, Insulele                                                                          | Regatul Unit (Teritoriu de peste mări)                                                                              | Guvernatori (succesivi)                                                                        | George Fergusson                           | 23 mai 2012                       |
| Bermude, Insulele                                                                          | Regatul Unit (Teritoriu de peste mări)                                                                              | Premier                                                                                        | Michael Dunkley                            | 19 mai 2014                       |
| Brecqhou                                                                                   | Sark (Insulă proprietate privată, componentă a senioriei Sark) (statut în dispută)                                  | Locotenenți guvernatori ai bailiwick-ului Guernsey (succesivi)                                 | sir Ian Corder                             | 14 martie 2016                    |
| Brecqhou                                                                                   | Sark (Insulă proprietate privată, componentă a senioriei Sark) (statut în dispută)                                  | Locotenenți guvernatori ai bailiwick-ului Guernsey (succesivi)                                 | sir Richard Collas (interimar)             | 6 septembrie 2015                 |
| Brecqhou                                                                                   | Sark (Insulă proprietate privată, componentă a senioriei Sark) (statut în dispută)                                  | Bailiff de Guernsey                                                                            | sir Richard Collas                         | 23 martie 2012                    |
| Brecqhou                                                                                   | Sark (Insulă proprietate privată, componentă a senioriei Sark) (statut în dispută)                                  | Președinte al Comitetului pentru Politici și Resurse al bailiwick-ului Guernsey (ministru șef) | Gavin St. Pier                             | 6 mai 2016                        |
| Brecqhou                                                                                   | Sark (Insulă proprietate privată, componentă a senioriei Sark) (statut în dispută)                                  | Miniștri Șefi ai bailiwick-ului Guernsey                                                       | funcție înlocuită                          | 6 mai 2016                        |
| Brecqhou                                                                                   | Sark (Insulă proprietate privată, componentă a senioriei Sark) (statut în dispută)                                  | Miniștri Șefi ai bailiwick-ului Guernsey                                                       | Jonathan Le Tocq                           | 12 martie 2014                    |
| Brecqhou                                                                                   | Sark (Insulă proprietate privată, componentă a senioriei Sark) (statut în dispută)                                  | Seniori de Sark (succesivi)                                                                    | Christopher Beaumont                       | 3 iulie 2016                      |
| Brecqhou                                                                                   | Sark (Insulă proprietate privată, componentă a senioriei Sark) (statut în dispută)                                  | Seniori de Sark (succesivi)                                                                    | Michael Beaumont                           | 14 iulie 1974                     |
| Brecqhou                                                                                   | Sark (Insulă proprietate privată, componentă a senioriei Sark) (statut în dispută)                                  | Tenants                                                                                        | sir David Barclay și sir Frederick Barclay | septembrie 1993                   |
| Cayman, Insulele                                                                           | Regatul Unit (Teritoriu de peste mări)                                                                              | Regină a Regatului Unit                                                                        | Elisabeta a II-a                           | 6 februarie 1952                  |
| Cayman, Insulele                                                                           | Regatul Unit (Teritoriu de peste mări)                                                                              | Guvernator                                                                                     | Helen Kilpatrick                           | 6 septembrie 2013                 |
| Cayman, Insulele                                                                           | Regatul Unit (Teritoriu de peste mări)                                                                              | Premier                                                                                        | Alden McLaughlin                           | 29 mai 2013                       |
| Falkland, Insulele                                                                         | Regatul Unit (Teritoriu de peste mări),                                                                             | Regină a Regatului Unit                                                                        | Elisabeta a II-a                           | 6 februarie 1952                  |
| Falkland, Insulele                                                                         | Regatul Unit (Teritoriu de peste mări),                                                                             | Guvernator                                                                                     | Colin Roberts                              | 29 aprilie 2014                   |
| Falkland, Insulele                                                                         | Regatul Unit (Teritoriu de peste mări),                                                                             | Șefi ai executivului (succesivi)                                                               | Barry Rowland                              | 6 octombrie 2016                  |
| Falkland, Insulele                                                                         | Regatul Unit (Teritoriu de peste mări),                                                                             | Șefi ai executivului (succesivi)                                                               | Keith Padgett                              | 1 februarie 2012                  |
| Georgia de Sud și Sandwich de Sud, Insulele (SGSSI)                                        | Regatul Unit (Teritoriu de peste mări),                                                                             | Regină a Regatului Unit                                                                        | Elisabeta a II-a                           | 6 februarie 1952                  |
| Georgia de Sud și Sandwich de Sud, Insulele (SGSSI)                                        | Regatul Unit (Teritoriu de peste mări),                                                                             | Comisar ,                                                                                      | Colin Roberts                              | 29 aprilie 2014                   |
| Georgia de Sud și Sandwich de Sud, Insulele (SGSSI)                                        | Regatul Unit (Teritoriu de peste mări),                                                                             | Administrator șef                                                                              | James Jensen                               | august 2015                       |
| Gibraltar                                                                                  | Regatul Unit (Teritoriu de peste mări)                                                                              | Regină a Regatului Unit                                                                        | Elisabeta a II-a                           | 6 februarie 1952                  |
| Gibraltar                                                                                  | Regatul Unit (Teritoriu de peste mări)                                                                              | Guvernatori (succesivi)                                                                        | Edward Davis                               | 19 ianuarie 2016                  |
| Gibraltar                                                                                  | Regatul Unit (Teritoriu de peste mări)                                                                              | Guvernatori (succesivi)                                                                        | Alison MacMillan (intierimară)             | 28 septembrie 2015                |
| Gibraltar                                                                                  | Regatul Unit (Teritoriu de peste mări)                                                                              | Ministru Șef                                                                                   | Fabian Picardo                             | 9 decembrie 2011                  |
| Guernsey                                                                                   | Coroana briranică (Dependență a Coroanei Britanice)                                                                 | Regină a Regatului Unit, Duce de Normandia                                                     | Elisabeta a II-a                           | 6 februarie 1952                  |
| Guernsey                                                                                   | Coroana briranică (Dependență a Coroanei Britanice)                                                                 | Locotenenți guvernatori (succesivi)                                                            | sir Ian Corder                             | 14 martie 2016                    |
| Guernsey                                                                                   | Coroana briranică (Dependență a Coroanei Britanice)                                                                 | Locotenenți guvernatori (succesivi)                                                            | sir Richard Collas (interimar)             | 6 septembrie 2015                 |
| Guernsey                                                                                   | Coroana briranică (Dependență a Coroanei Britanice)                                                                 | Bailiff                                                                                        | sir Richard Collas                         | 23 martie 2012                    |
| Guernsey                                                                                   | Coroana briranică (Dependență a Coroanei Britanice)                                                                 | Președinte al Comitetului pentru Politici și Resurse (ministru șef)                            | Gavin St. Pier                             | 6 mai 2016                        |
| Guernsey                                                                                   | Coroana briranică (Dependență a Coroanei Britanice)                                                                 | Miniștri Șefi                                                                                  | funcție înlocuită                          | 6 mai 2016                        |
| Guernsey                                                                                   | Coroana briranică (Dependență a Coroanei Britanice)                                                                 | Miniștri Șefi                                                                                  | Jonathan Le Tocq                           | 12 martie 2014                    |
| Herm                                                                                       | Guernsey (Dependență a bailiwick-ului Guernsey)                                                                     | Locotenenți guvernatori ai bailiwick-ului Guernsey (succesivi)                                 | sir Ian Corder                             | 14 martie 2016                    |
| Herm                                                                                       | Guernsey (Dependență a bailiwick-ului Guernsey)                                                                     | Locotenenți guvernatori ai bailiwick-ului Guernsey (succesivi)                                 | sir Richard Collas (interimar)             | 6 septembrie 2015                 |
| Herm                                                                                       | Guernsey (Dependență a bailiwick-ului Guernsey)                                                                     | Bailiff de Guernsey                                                                            | sir Richard Collas                         | 23 martie 2012                    |
| Herm                                                                                       | Guernsey (Dependență a bailiwick-ului Guernsey)                                                                     | Președinte al Comitetului pentru Politici și Resurse al bailiwick-ului Guernsey (ministru șef) | Gavin St. Pier                             | 6 mai 2016                        |
| Herm                                                                                       | Guernsey (Dependență a bailiwick-ului Guernsey)                                                                     | Miniștri Șefi ai bailiwick-ului Guernesey                                                      | funcție înlocuită                          | 6 mai 2016                        |
| Herm                                                                                       | Guernsey (Dependență a bailiwick-ului Guernsey)                                                                     | Miniștri Șefi ai bailiwick-ului Guernesey                                                      | Jonathan Le Tocq                           | 12 martie 2014                    |
| Herm                                                                                       | Guernsey (Dependență a bailiwick-ului Guernsey)                                                                     | Tenants                                                                                        | John Singer și Julia Singer                | 1 octombrie 2008                  |
| Jersey                                                                                     | Coroana briranică (Dependență a Coroanei Britanice)                                                                 | Regină a Regatului Unit, Duce de Normandia                                                     | Elisabeta a II-a                           | 6 februarie 1952                  |
| Jersey                                                                                     | Coroana briranică (Dependență a Coroanei Britanice)                                                                 | Locotenenți guvernatori (succesivi)                                                            | William Bailhache (intierimar)             | 30 noiembrie 2016                 |
| Jersey                                                                                     | Coroana briranică (Dependență a Coroanei Britanice)                                                                 | Locotenenți guvernatori (succesivi)                                                            | sir John McColl                            | 26 septembrie 2011                |
| Jersey                                                                                     | Coroana briranică (Dependență a Coroanei Britanice)                                                                 | Bailiff                                                                                        | William Bailhache                          | 29 ianuarie 2015                  |
| Jersey                                                                                     | Coroana briranică (Dependență a Coroanei Britanice)                                                                 | Ministru Șef                                                                                   | Ian Gorst                                  | 18 noiembrie 2011                 |
| Jethou                                                                                     | Guernsey (Dependență a bailiwick-ului Guernsey                                                                      | Locotenenți guvernatori ai bailiwick-ului Guernsey (succesivi)                                 | sir Ian Corder                             | 14 martie 2016                    |
| Jethou                                                                                     | Guernsey (Dependență a bailiwick-ului Guernsey                                                                      | Locotenenți guvernatori ai bailiwick-ului Guernsey (succesivi)                                 | sir Richard Collas (interimar)             | 6 septembrie 2015                 |
| Jethou                                                                                     | Guernsey (Dependență a bailiwick-ului Guernsey                                                                      | Bailiff de Guernsey                                                                            | sir Richard Collas                         | 23 martie 2012                    |
| Jethou                                                                                     | Guernsey (Dependență a bailiwick-ului Guernsey                                                                      | Președinte al Comitetului pentru Politici și Resurse al bailiwick-ului Guernsey (ministru șef) | Gavin St. Pier                             | 6 mai 2016                        |
| Jethou                                                                                     | Guernsey (Dependență a bailiwick-ului Guernsey                                                                      | Miniștri Șefi ai bailiwick-ului Guernsey                                                       | funcție înlocuită                          | 6 mai 2016                        |
| Jethou                                                                                     | Guernsey (Dependență a bailiwick-ului Guernsey                                                                      | Miniștri Șefi ai bailiwick-ului Guernsey                                                       | Jonathan Le Tocq                           | 12 martie 2014                    |
| Jethou                                                                                     | Guernsey (Dependență a bailiwick-ului Guernsey                                                                      | Subtenants                                                                                     | sir Peter Ogden și sir Philip Hulme        | 1995                              |
| Lihou                                                                                      | Guernsey (Dependență a bailiwick-ului Guernsey)                                                                     | Locotenenți guvernatori ai bailiwick-ului Guernsey (succesivi)                                 | sir Ian Corder                             | 14 martie 2016                    |
| Lihou                                                                                      | Guernsey (Dependență a bailiwick-ului Guernsey)                                                                     | Locotenenți guvernatori ai bailiwick-ului Guernsey (succesivi)                                 | sir Richard Collas (interimar)             | 6 septembrie 2015                 |
| Lihou                                                                                      | Guernsey (Dependență a bailiwick-ului Guernsey)                                                                     | Bailiff de Guernsey                                                                            | sir Richard Collas                         | 23 martie 2012                    |
| Lihou                                                                                      | Guernsey (Dependență a bailiwick-ului Guernsey)                                                                     | Președinte al Comitetului pentru Politici și Resurse al bailiwick-ului Guernsey (ministru șef) | Gavin St. Pier                             | 6 mai 2016                        |
| Lihou                                                                                      | Guernsey (Dependență a bailiwick-ului Guernsey)                                                                     | Miniștri Șefi ai bailiwick-ului Guernsey                                                       | funcție înlocuită                          | 6 mai 2016                        |
| Lihou                                                                                      | Guernsey (Dependență a bailiwick-ului Guernsey)                                                                     | Miniștri Șefi ai bailiwick-ului Guernsey                                                       | Jonathan Le Tocq                           | 12 martie 2014                    |
| Lihou                                                                                      | Guernsey (Dependență a bailiwick-ului Guernsey)                                                                     | Administrator                                                                                  | Richard Curtis                             | februarie 2006                    |
| Man, Insula                                                                                | Coroana briranică (Dependență a Coroanei Britanice)                                                                 | Regină a Regatului Unit, Lord de Man                                                           | Elisabeta a II-a                           | 6 februarie 1952                  |
| Man, Insula                                                                                | Coroana briranică (Dependență a Coroanei Britanice)                                                                 | Locotenenți guvernatori (succesivi)                                                            | sir Richard Gozney                         | 27 mai 2016                       |
| Man, Insula                                                                                | Coroana briranică (Dependență a Coroanei Britanice)                                                                 | Locotenenți guvernatori (succesivi)                                                            | David Doyle , (interimar)                  | aprilie 2016                      |
| Man, Insula                                                                                | Coroana briranică (Dependență a Coroanei Britanice)                                                                 | Locotenenți guvernatori (succesivi)                                                            | Adam Wood                                  | 7 aprilie 2011                    |
| Man, Insula                                                                                | Coroana briranică (Dependență a Coroanei Britanice)                                                                 | Prim deemster                                                                                  | David Doyle                                | 20 decembrie 2010                 |
| Man, Insula                                                                                | Coroana briranică (Dependență a Coroanei Britanice)                                                                 | Miniștri Șefi (succesivi)                                                                      | Howard Quayle                              | 11 octombrie 2016                 |
| Man, Insula                                                                                | Coroana briranică (Dependență a Coroanei Britanice)                                                                 | Miniștri Șefi (succesivi)                                                                      | Allan Bell                                 | 11 octombrie 2011                 |
| Montserrat                                                                                 | Regatul Unit (Teritoriu de peste mări)                                                                              | Regină a Regatului Unit                                                                        | Elisabeta a II-a                           | 6 februarie 1952                  |
| Montserrat                                                                                 | Regatul Unit (Teritoriu de peste mări)                                                                              | Guvernatoare                                                                                   | Elizabeth Carriere                         | 5 august 2015                     |
| Montserrat                                                                                 | Regatul Unit (Teritoriu de peste mări)                                                                              | Premier                                                                                        | Donaldson Romeo                            | 12 septembrie 2014                |
| Pitcairn, Insulele                                                                         | Regatul Unit (Teritoriu de peste mări)                                                                              | Regină a Regatului Unit                                                                        | Elisabeta a II-a                           | 6 februarie 1952                  |
| Pitcairn, Insulele                                                                         | Regatul Unit (Teritoriu de peste mări)                                                                              | Guvernator                                                                                     | Jonathan Sinclair                          | august 2014                       |
| Pitcairn, Insulele                                                                         | Regatul Unit (Teritoriu de peste mări)                                                                              | Administratori (succesivi)                                                                     | Nicola Hebb                                | septembrie 2016                   |
| Pitcairn, Insulele                                                                         | Regatul Unit (Teritoriu de peste mări)                                                                              | Administratori (succesivi)                                                                     | Robin Shackell (temporar)                  | iunie 2016                        |
| Pitcairn, Insulele                                                                         | Regatul Unit (Teritoriu de peste mări)                                                                              | Administratori (succesivi)                                                                     | Alan Richmond                              | noiembrie 2014                    |
| Pitcairn, Insulele                                                                         | Regatul Unit (Teritoriu de peste mări)                                                                              | Primar                                                                                         | Shawn Christian                            | 1 ianuarie 2014                   |
| Rockall                                                                                    | Scoția [Stâncă nelocuită și izolată atașată Consiliului Unitar Hebridele Exterioare (na h-Eileanan Siar)]           | Secretar de Stat pentru Scoția                                                                 | David Mundell                              | 11 mai 2015                       |
| Rockall                                                                                    | Scoția [Stâncă nelocuită și izolată atașată Consiliului Unitar Hebridele Exterioare (na h-Eileanan Siar)]           | Prim ministru al Scoției                                                                       | Nicola Sturgeon                            | 19 noiembrie 2014                 |
| Rockall                                                                                    | Scoția [Stâncă nelocuită și izolată atașată Consiliului Unitar Hebridele Exterioare (na h-Eileanan Siar)]           | Președinte al Consiliului Hebridelor Exterioare                                                | Norman A Macdonald                         | 10 mai 2012                       |
| Rockall                                                                                    | Scoția [Stâncă nelocuită și izolată atașată Consiliului Unitar Hebridele Exterioare (na h-Eileanan Siar)]           | Lider al Consiliului Hebridelor Exterioare                                                     | Angus Campbell                             | mai 2007                          |
| Rockall                                                                                    | Scoția [Stâncă nelocuită și izolată atașată Consiliului Unitar Hebridele Exterioare (na h-Eileanan Siar)]           | Director executiv al Consiliului Hebridelor Exterioare                                         | Malcolm Burr                               | octombrie 2005                    |
| Sark                                                                                       | Guernsey (Dependență a bailiwick-ului Guernsey)                                                                     | Locotenenți guvernatori ai bailiwick-ului Guernsey (succesivi)                                 | sir Ian Corder                             | 14 martie 2016                    |
| Sark                                                                                       | Guernsey (Dependență a bailiwick-ului Guernsey)                                                                     | Locotenenți guvernatori ai bailiwick-ului Guernsey (succesivi)                                 | sir Richard Collas (interimar)             | 6 septembrie 2015                 |
| Sark                                                                                       | Guernsey (Dependență a bailiwick-ului Guernsey)                                                                     | Bailiff de Guernsey                                                                            | sir Richard Collas                         | 23 martie 2012                    |
| Sark                                                                                       | Guernsey (Dependență a bailiwick-ului Guernsey)                                                                     | Președinte al Comitetului pentru Politici și Resurse al bailiwick-ului Guernsey (ministru șef) | Gavin St. Pier                             | 6 mai 2016                        |
| Sark                                                                                       | Guernsey (Dependență a bailiwick-ului Guernsey)                                                                     | Miniștri Șefi ai bailiwick-ului Guernsey                                                       | funcție înlocuită                          | 6 mai 2016                        |
| Sark                                                                                       | Guernsey (Dependență a bailiwick-ului Guernsey)                                                                     | Miniștri Șefi ai bailiwick-ului Guernsey                                                       | Jonathan Le Tocq                           | 12 martie 2014                    |
| Sark                                                                                       | Guernsey (Dependență a bailiwick-ului Guernsey)                                                                     | Seniori (succesivi)                                                                            | Christopher Beaumont                       | 3 iulie 2016                      |
| Sark                                                                                       | Guernsey (Dependență a bailiwick-ului Guernsey)                                                                     | Seniori (succesivi)                                                                            | Michael Beaumont                           | 14 iulie 1974                     |
| Sfânta Elena, Ascension și Tristan da Cunha (Saint Helena, Ascension and Tristan da Cunha) | Regatul Unit (Teritoriu de peste mări)                                                                              | Regină a Regatului Unit                                                                        | Elisabeta a II-a                           | 6 februarie 1952                  |
| Sfânta Elena, Ascension și Tristan da Cunha (Saint Helena, Ascension and Tristan da Cunha) | Regatul Unit (Teritoriu de peste mări)                                                                              | Guvernatori (succesivi)                                                                        | Sean Burns . (interimar)                   | 1 august 2016 - 1 septembrie 2016 |
| Sfânta Elena, Ascension și Tristan da Cunha (Saint Helena, Ascension and Tristan da Cunha) | Regatul Unit (Teritoriu de peste mări)                                                                              | Guvernatori (succesivi)                                                                        | Lisa Phillips                              | 25 aprilie 2016                   |
| Sfânta Elena, Ascension și Tristan da Cunha (Saint Helena, Ascension and Tristan da Cunha) | Regatul Unit (Teritoriu de peste mări)                                                                              | Guvernatori (succesivi)                                                                        | Sean Burns (interimar)                     | 18 martie 2016                    |
| Sfânta Elena, Ascension și Tristan da Cunha (Saint Helena, Ascension and Tristan da Cunha) | Regatul Unit (Teritoriu de peste mări)                                                                              | Guvernatori (succesivi)                                                                        | Mark Capes                                 | 29 octombrie 2011                 |
| Teritoriul Arctic Britanic (BAT)                                                           | Regatul Unit (Teritoriu de peste mări)                                                                              | Regină a Regatului Unit                                                                        | Elisabeta a II-a                           | 6 februarie 1952                  |
| Teritoriul Arctic Britanic (BAT)                                                           | Regatul Unit (Teritoriu de peste mări)                                                                              | Comisari (succesivi)                                                                           | John Kittmer                               | 10 decembrie 2016                 |
| Teritoriul Arctic Britanic (BAT)                                                           | Regatul Unit (Teritoriu de peste mări)                                                                              | Comisari (succesivi)                                                                           | Peter Hayes                                | 17 octombrie 2012                 |
| Teritoriul Arctic Britanic (BAT)                                                           | Regatul Unit (Teritoriu de peste mări)                                                                              | Administratori (succesivi)                                                                     | Stuart Doubleday                           | 15 februarie 2016                 |
| Teritoriul Arctic Britanic (BAT)                                                           | Regatul Unit (Teritoriu de peste mări)                                                                              | Administratori (succesivi)                                                                     | Henry Burgess                              | 2011                              |
| Teritoriul Britanic din Oceanul Indian (BIOT)                                              | Regatul Unit (Teritoriu de peste mări)                                                                              | Regină a Regatului Unit                                                                        | Elisabeta a II-a                           | 6 februarie 1952                  |
| Teritoriul Britanic din Oceanul Indian (BIOT)                                              | Regatul Unit (Teritoriu de peste mări)                                                                              | Comisari (succesivi)                                                                           | John Kittmer                               | 10 decembrie 2016                 |
| Teritoriul Britanic din Oceanul Indian (BIOT)                                              | Regatul Unit (Teritoriu de peste mări)                                                                              | Comisari (succesivi)                                                                           | Peter Hayes                                | 17 octombrie 2012                 |
| Teritoriul Britanic din Oceanul Indian (BIOT)                                              | Regatul Unit (Teritoriu de peste mări)                                                                              | Administratori (succesivi)                                                                     | Nicola Carnie                              | 31 martie 2016                    |
| Teritoriul Britanic din Oceanul Indian (BIOT)                                              | Regatul Unit (Teritoriu de peste mări)                                                                              | Administratori (succesivi)                                                                     | Tom Moody                                  | iulie 2013                        |
| Teritoriul Britanic din Oceanul Indian (BIOT)                                              | Regatul Unit (Teritoriu de peste mări)                                                                              | Reprezentant al comisarului                                                                    | Edward Lees                                | 2015                              |
| Tristan da Cunha                                                                           | Sfânta Elena, Ascension și Tristan da Cunha (Componenră a teritoriului Sfânta Elena, Ascensión și Tristan da Cunha) | Guvernatori ai teritoriului Sfânta Elena, Ascensión și Tristan da Cunha (succesivi)            | Sean Burns , (interimar)                   | 1 august 2016 - 1 septembrie 2016 |
| Tristan da Cunha                                                                           | Sfânta Elena, Ascension și Tristan da Cunha (Componenră a teritoriului Sfânta Elena, Ascensión și Tristan da Cunha) | Guvernatori ai teritoriului Sfânta Elena, Ascensión și Tristan da Cunha (succesivi)            | Lisa Phillips                              | 25 aprilie 2016                   |
| Tristan da Cunha                                                                           | Sfânta Elena, Ascension și Tristan da Cunha (Componenră a teritoriului Sfânta Elena, Ascensión și Tristan da Cunha) | Guvernatori ai teritoriului Sfânta Elena, Ascensión și Tristan da Cunha (succesivi)            | Sean Burns (interimar)                     | 18 martie 2016                    |
| Tristan da Cunha                                                                           | Sfânta Elena, Ascension și Tristan da Cunha (Componenră a teritoriului Sfânta Elena, Ascensión și Tristan da Cunha) | Guvernatori ai teritoriului Sfânta Elena, Ascensión și Tristan da Cunha (succesivi)            | Mark Capes                                 | 29 octombrie 2011                 |
| Tristan da Cunha                                                                           | Sfânta Elena, Ascension și Tristan da Cunha (Componenră a teritoriului Sfânta Elena, Ascensión și Tristan da Cunha) | Administratori (succesivi)                                                                     | Sean Burns                                 | 28 noiembrie 2016                 |
| Tristan da Cunha                                                                           | Sfânta Elena, Ascension și Tristan da Cunha (Componenră a teritoriului Sfânta Elena, Ascensión și Tristan da Cunha) | Administratori (succesivi)                                                                     | Anne Biddle (interimară)                   | 28 septembrie 2016                |
| Tristan da Cunha                                                                           | Sfânta Elena, Ascension și Tristan da Cunha (Componenră a teritoriului Sfânta Elena, Ascensión și Tristan da Cunha) | Administratori (succesivi)                                                                     | Anne Biddle (interimară)                   | 10 mai 2016 - 27 august 2016      |
| Tristan da Cunha                                                                           | Sfânta Elena, Ascension și Tristan da Cunha (Componenră a teritoriului Sfânta Elena, Ascensión și Tristan da Cunha) | Administratori (succesivi)                                                                     | Alex Mitham                                | 23 septembrie 2013                |
| Turks și Caicos, Insulele                                                                  | Regatul Unit (Teritoriu de peste mări)                                                                              | Regină a Regatului Unit                                                                        | Elisabeta a II-a                           | 6 februarie 1952                  |
| Turks și Caicos, Insulele                                                                  | Regatul Unit (Teritoriu de peste mări)                                                                              | Guvernatori (succesivi)                                                                        | John Freeman                               | 17 octombrie 2016                 |
| Turks și Caicos, Insulele                                                                  | Regatul Unit (Teritoriu de peste mări)                                                                              | Guvernatori (succesivi)                                                                        | Anya Williams (interimară)                 | 10 octombrie 2016                 |
| Turks și Caicos, Insulele                                                                  | Regatul Unit (Teritoriu de peste mări)                                                                              | Guvernatori (succesivi)                                                                        | Peter Beckingham                           | 8 octombrie 2013                  |
| Turks și Caicos, Insulele                                                                  | Regatul Unit (Teritoriu de peste mări)                                                                              | Premieri (succesivi)                                                                           | Sharlene Cartwright-Robinson               | 20 decembrie 2016                 |
| Turks și Caicos, Insulele                                                                  | Regatul Unit (Teritoriu de peste mări)                                                                              | Premieri (succesivi)                                                                           | Rufus Ewing                                | 13 noiembrie 2012                 |
| Virgine Britanice, Insulele (BVI)                                                          | Regatul Unit (Teritoriu de peste mări)                                                                              | Regină a Regatului Unit                                                                        | Elisabeta a II-a                           | 6 februarie 1952                  |
| Virgine Britanice, Insulele (BVI)                                                          | Regatul Unit (Teritoriu de peste mări)                                                                              | Guvernator                                                                                     | John Duncan                                | 15 august 2014                    |
| Virgine Britanice, Insulele (BVI)                                                          | Regatul Unit (Teritoriu de peste mări)                                                                              | Premier                                                                                        | Orlando Smith                              | 9 noiembrie 2011                  |

## Departamente și colectivități de peste mări și teritorii cu statut special franceze
| Teritoriu                                                                                       | Suveranitate și statut                                        | Funcția                                                                                         | Numele                                | Începând cu        |
| ----------------------------------------------------------------------------------------------- | ------------------------------------------------------------- | ----------------------------------------------------------------------------------------------- | ------------------------------------- | ------------------ |
| Clipperton, Insula                                                                              | Franța (Domeniu public maritim al statului nelocuit)          | Președinte al Republicii Franceze                                                               | François Hollande                     | 15 mai 2012        |
| Clipperton, Insula                                                                              | Franța (Domeniu public maritim al statului nelocuit)          | Administratoare (succesive)                                                                     | Ericka Bareigts                       | 30 august 2016     |
| Clipperton, Insula                                                                              | Franța (Domeniu public maritim al statului nelocuit)          | Administratoare (succesive)                                                                     | George Pau-Langevin                   | 2 aprilie 2014     |
| Clipperton, Insula                                                                              | Franța (Domeniu public maritim al statului nelocuit)          | Administratori delegați , (succesivi)                                                           | René Bidal                            | 30 mai 2016        |
| Clipperton, Insula                                                                              | Franța (Domeniu public maritim al statului nelocuit)          | Administratori delegați , (succesivi)                                                           | Marc Tschiggfrey (interimar)          | 25 mai 2016        |
| Clipperton, Insula                                                                              | Franța (Domeniu public maritim al statului nelocuit)          | Administratori delegați , (succesivi)                                                           | Lionel Beffre                         | 16 septembrie 2013 |
| Domeniile franceze din Israel (Domeniul Național Francez din Țara Sfântă)                       | Franța (Posesiuni ale statului)                               | Președinte al Republicii Franceze                                                               | François Hollande                     | 15 mai 2012        |
| Domeniile franceze din Israel (Domeniul Național Francez din Țara Sfântă)                       | Franța (Posesiuni ale statului)                               | Miniștri ai Afacerilor Externe și Dezvoltării Internaționale al Republicii Franceze (succesivi) | Jean-Marc Ayrault                     | 11 februarie 2016  |
| Domeniile franceze din Israel (Domeniul Național Francez din Țara Sfântă)                       | Franța (Posesiuni ale statului)                               | Miniștri ai Afacerilor Externe și Dezvoltării Internaționale al Republicii Franceze (succesivi) | Laurent Fabius                        | 16 mai 2012        |
| Domeniile franceze din Israel (Domeniul Național Francez din Țara Sfântă)                       | Franța (Posesiuni ale statului)                               | Administratori (succesivi)                                                                      | Pierre Cochard                        | 20 septembrie 2016 |
| Domeniile franceze din Israel (Domeniul Național Francez din Țara Sfântă)                       | Franța (Posesiuni ale statului)                               | Administratori (succesivi)                                                                      | Hervé Magro                           | 9 septembrie 2013  |
| Domeniile franceze din insula Sfânta Elena                                                      | Franța (Posesiuni ale statului)                               | Președinte al Republicii Franceze                                                               | François Hollande                     | 15 mai 2012        |
| Domeniile franceze din insula Sfânta Elena                                                      | Franța (Posesiuni ale statului)                               | Miniștri ai Afacerilor Externe și Dezvoltării Internaționale al Republicii Franceze (succesivi) | Jean-Marc Ayrault                     | 11 februarie 2016  |
| Domeniile franceze din insula Sfânta Elena                                                      | Franța (Posesiuni ale statului)                               | Miniștri ai Afacerilor Externe și Dezvoltării Internaționale al Republicii Franceze (succesivi) | Laurent Fabius                        | 16 mai 2012        |
| Domeniile franceze din insula Sfânta Elena                                                      | Franța (Posesiuni ale statului)                               | Consul onorar al Franței la Jamestown (Sfânta Elena)                                            | Michel Dancoisne-Martineau            | 1 decembrie 1987   |
| Domeniile franceze din insula Sfânta Elena                                                      | Franța (Posesiuni ale statului)                               | Conservator                                                                                     | Michel Dancoisne-Martineau            | 5 august 1991      |
| Domeniile franceze la Vatican (Fundația Așezămintelor Pioase ale Franței la Roma și la Lorette) | Franța (Posesiuni ale statului)                               | Președinte al Republicii Franceze                                                               | François Hollande                     | 15 mai 2012        |
| Domeniile franceze la Vatican (Fundația Așezămintelor Pioase ale Franței la Roma și la Lorette) | Franța (Posesiuni ale statului)                               | Miniștri ai Afacerilor Externe și Dezvoltării Internaționale al Republicii Franceze (succesivi) | Jean-Marc Ayrault                     | 11 februarie 2016  |
| Domeniile franceze la Vatican (Fundația Așezămintelor Pioase ale Franței la Roma și la Lorette) | Franța (Posesiuni ale statului)                               | Miniștri ai Afacerilor Externe și Dezvoltării Internaționale al Republicii Franceze (succesivi) | Laurent Fabius                        | 16 mai 2012        |
| Domeniile franceze la Vatican (Fundația Așezămintelor Pioase ale Franței la Roma și la Lorette) | Franța (Posesiuni ale statului)                               | Președinți ai Congregației Generale (succesivi)                                                 | Philippe Zeller                       | 12 mai 2016        |
| Domeniile franceze la Vatican (Fundația Așezămintelor Pioase ale Franței la Roma și la Lorette) | Franța (Posesiuni ale statului)                               | Președinți ai Congregației Generale (succesivi)                                                 | Francois-Xavier Tilliette (interimar) | 1 martie 2015      |
| Domeniile franceze la Vatican (Fundația Așezămintelor Pioase ale Franței la Roma și la Lorette) | Franța (Posesiuni ale statului)                               | Administrator al Fundației Așezămintelor Pioase ale Franței la Roma și la Lorette               | venerabilul părinte Bernard Ardura    | 15 aprilie 2005    |
| Guadelupa                                                                                       | Franța (Departament de peste mări)                            | Președinte al Republicii Franceze                                                               | François Hollande                     | 15 mai 2012        |
| Guadelupa                                                                                       | Franța (Departament de peste mări)                            | Prefect                                                                                         | Jacques Billant                       | 1 decembrie 2014   |
| Guadelupa                                                                                       | Franța (Departament de peste mări)                            | Președinte al Consilului Regional                                                               | Ary Chalus                            | 18 decembrie 2015  |
| Guadelupa                                                                                       | Franța (Departament de peste mări)                            | Președintă a Consililui Departamental                                                           | Josette Borel-Lincertin               | 2 aprilie 2015     |
| Guyana Franceză                                                                                 | Franța (Departament de peste mări)                            | Președinte al Republicii Franceze                                                               | François Hollande                     | 15 mai 2012        |
| Guyana Franceză                                                                                 | Franța (Departament de peste mări)                            | Prefecți (succesivi)                                                                            | Martin Jaeger                         | 11 ianuarie 2016   |
| Guyana Franceză                                                                                 | Franța (Departament de peste mări)                            | Prefecți (succesivi)                                                                            | Yves de Roquefeuil (interimar)        | 7 ianuarie 2016    |
| Guyana Franceză                                                                                 | Franța (Departament de peste mări)                            | Prefecți (succesivi)                                                                            | Éric Spitz                            | 24 iunie 2013      |
| Guyana Franceză                                                                                 | Franța (Departament de peste mări)                            | Președinte al Adunării                                                                          | Rodolphe Alexandre                    | 18 decembrie 2015  |
| Casa Hauteville (Hauteville House)                                                              | Paris (proprietate a primăriei Parisului în Insula Guernesey) | Președinte al Republicii Franceze                                                               | François Hollande                     | 15 mai 2012        |
| Casa Hauteville (Hauteville House)                                                              | Paris (proprietate a primăriei Parisului în Insula Guernesey) | Miniștri ai Afacerilor Externe și Dezvoltării Internaționale al Republicii Franceze (succesivi) | Jean-Marc Ayrault                     | 11 februarie 2016  |
| Casa Hauteville (Hauteville House)                                                              | Paris (proprietate a primăriei Parisului în Insula Guernesey) | Miniștri ai Afacerilor Externe și Dezvoltării Internaționale al Republicii Franceze (succesivi) | Laurent Fabius                        | 16 mai 2012        |
| Casa Hauteville (Hauteville House)                                                              | Paris (proprietate a primăriei Parisului în Insula Guernesey) | Primar al Parisului                                                                             | Anne Hidalgo                          | 5 aprilie 2014     |
| Casa Hauteville (Hauteville House)                                                              | Paris (proprietate a primăriei Parisului în Insula Guernesey) | Consul onorar al Franței la Saint Peter Port (Guernsey)                                         | Odile Blanchette                      | ianuarie 2003      |
| Casa Hauteville (Hauteville House)                                                              | Paris (proprietate a primăriei Parisului în Insula Guernesey) | Conservatoare                                                                                   | Odile Blanchette                      | ianuarie 2003      |
| Martinica                                                                                       | Franța (Departament de peste mări)                            | Președinte al Republicii Franceze                                                               | François Hollande                     | 15 mai 2012        |
| Martinica                                                                                       | Franța (Departament de peste mări)                            | Prefect                                                                                         | Fabrice Rigoulet-Roze                 | 31 iulie 2014      |
| Martinica                                                                                       | Franța (Departament de peste mări)                            | Președinte al Consiliului Executiv                                                              | Alfred Marie-Jeanne                   | 18 decembrie 2015  |
| Mayotte                                                                                         | Franța · (Departament de peste mări)                          | Președinte al Republicii Franceze                                                               | François Hollande                     | 15 mai 2012        |
| Mayotte                                                                                         | Franța · (Departament de peste mări)                          | Prefecți (succesivi)                                                                            | Frédéric Veau                         | 23 mai 2016        |
| Mayotte                                                                                         | Franța · (Departament de peste mări)                          | Prefecți (succesivi)                                                                            | Bruno André (interimar)               | 17 mai 2016        |
| Mayotte                                                                                         | Franța · (Departament de peste mări)                          | Prefecți (succesivi)                                                                            | Seymour Morsy                         | 2 septembrie 2014  |
| Mayotte                                                                                         | Franța · (Departament de peste mări)                          | Președinte al Consililui Departamental                                                          | Soibahadine Ibrahim Ramadani          | 2 aprilie 2015     |
| Noua Caledonie                                                                                  | Franța (Colectivitate de peste mări sui generis)              | Președinte al Republicii Franceze                                                               | François Hollande                     | 15 mai 2012        |
| Noua Caledonie                                                                                  | Franța (Colectivitate de peste mări sui generis)              | Înalți Comisari ai Republicii (succesivi)                                                       | Thierry Lataste                       | 20 iunie 2016      |
| Noua Caledonie                                                                                  | Franța (Colectivitate de peste mări sui generis)              | Înalți Comisari ai Republicii (succesivi)                                                       | Laurent Cabrera (interimar)           | 8 iunie 2016       |
| Noua Caledonie                                                                                  | Franța (Colectivitate de peste mări sui generis)              | Înalți Comisari ai Republicii (succesivi)                                                       | Vincent Bouvier                       | 18 august 2014     |
| Noua Caledonie                                                                                  | Franța (Colectivitate de peste mări sui generis)              | Președinte al Guvernului                                                                        | Philippe Germain                      | 1 aprilie 2015     |
| Polinezia Franceză                                                                              | Franța (colectivitate de peste mări)                          | Președinte al Republicii Franceze                                                               | François Hollande                     | 15 mai 2012        |
| Polinezia Franceză                                                                              | Franța (colectivitate de peste mări)                          | Înalți Comisari ai Republicii (succesivi)                                                       | René Bidal                            | 30 mai 2016        |
| Polinezia Franceză                                                                              | Franța (colectivitate de peste mări)                          | Înalți Comisari ai Republicii (succesivi)                                                       | Marc Tschiggfrey (interimar)          | 25 mai 2016        |
| Polinezia Franceză                                                                              | Franța (colectivitate de peste mări)                          | Înalți Comisari ai Republicii (succesivi)                                                       | Lionel Beffre                         | 16 septembrie 2013 |
| Polinezia Franceză                                                                              | Franța (colectivitate de peste mări)                          | Președinte                                                                                      | Édouard Fritch                        | 12 septembrie 2014 |
| 'Réunion                                                                                        | Franța (Departament de peste mări)                            | Președinte al Republicii Franceze                                                               | François Hollande                     | 15 mai 2012        |
| 'Réunion                                                                                        | Franța (Departament de peste mări)                            | Prefect                                                                                         | Dominique Sorain                      | 2 septembrie 2014  |
| 'Réunion                                                                                        | Franța (Departament de peste mări)                            | Președinte al Consiliului Regional                                                              | Didier Robert                         | 26 martie 2011     |
| 'Réunion                                                                                        | Franța (Departament de peste mări)                            | Președintă a Consililui Departamental                                                           | Nassimah Dindar                       | 2 aprilie 2015     |
| Sfântul Bartolomeu (Saint Barthélemy)                                                           | Franța (Colectivitate de peste mări)                          | Președinte al Republicii Franceze                                                               | François Hollande                     | 15 mai 2012        |
| Sfântul Bartolomeu (Saint Barthélemy)                                                           | Franța (Colectivitate de peste mări)                          | Prefect                                                                                         | Jacques Billant                       | 1 decembrie 2014   |
| Sfântul Bartolomeu (Saint Barthélemy)                                                           | Franța (Colectivitate de peste mări)                          | Prefect delegat                                                                                 | Anne Laubies                          | 9 iunie 2015       |
| Sfântul Bartolomeu (Saint Barthélemy)                                                           | Franța (Colectivitate de peste mări)                          | Președinte al Consililui Teritorial                                                             | Bruno Magras                          | 15 iulie 2007      |
| Sfântul Martin [Saint Martin (France)]                                                          | Franța (Colectivitate de peste mări)                          | Președinte al Republicii Franceze                                                               | François Hollande                     | 15 mai 2012        |
| Sfântul Martin [Saint Martin (France)]                                                          | Franța (Colectivitate de peste mări)                          | Prefect                                                                                         | Jacques Billant                       | 1 decembrie 2014   |
| Sfântul Martin [Saint Martin (France)]                                                          | Franța (Colectivitate de peste mări)                          | Prefect delegat                                                                                 | Anne Laubies                          | 9 iunie 2015       |
| Sfântul Martin [Saint Martin (France)]                                                          | Franța (Colectivitate de peste mări)                          | Președintă a Consililui Teritorial                                                              | Aline Hanson                          | 17 aprilie 2013    |
| Sfântul Petru și Miquelon (Saint Pierre et Miquelon)                                            | Franța (Colectivitate de peste mări)                          | Președinte al Republicii Franceze                                                               | François Hollande                     | 15 mai 2012        |
| Sfântul Petru și Miquelon (Saint Pierre et Miquelon)                                            | Franța (Colectivitate de peste mări)                          | Prefecți (succesivi)                                                                            | Henri Jean                            | martie 2016        |
| Sfântul Petru și Miquelon (Saint Pierre et Miquelon)                                            | Franța (Colectivitate de peste mări)                          | Prefecți (succesivi)                                                                            | Jean-Christophe Bouvier               | 4 septembrie 2014  |
| Sfântul Petru și Miquelon (Saint Pierre et Miquelon)                                            | Franța (Colectivitate de peste mări)                          | Președinte al Consililui Teritorial                                                             | Stéphane Artano                       | 21 februarie 2007  |
| Teritoriile australe și antarctice franceze (TAAF)                                              | Franța (Teritoriu de peste mări)                              | Președinte al Republicii Franceze                                                               | François Hollande                     | 15 mai 2012        |
| Teritoriile australe și antarctice franceze (TAAF)                                              | Franța (Teritoriu de peste mări)                              | Prefect administratoare superioarǎ                                                              | Cécile Pozzo di Borgo                 | 7 octombrie 2014   |
| Wallis și Futuna (vezi și : §13)                                                                | Franța (Colectivitate de peste mări)                          | Președinte al Republicii Franceze                                                               | François Hollande                     | 15 mai 2012        |
| Wallis și Futuna (vezi și : §13)                                                                | Franța (Colectivitate de peste mări)                          | Administrator superior                                                                          | Marcel Renouf                         | 19 ianuarie 2015   |
| Wallis și Futuna (vezi și : §13)                                                                | Franța (Colectivitate de peste mări)                          | Președinte al Adunării Teritoriale                                                              | Mikaele Kulimoetoke                   | 26 noiembrie 2014  |

## Dependințe și teritorii speciale ale Norvegiei
| Teritoriu         | Suveranitate și statut                          | Funcția                                               | Numele             | Începând cu        |
| ----------------- | ----------------------------------------------- | ----------------------------------------------------- | ------------------ | ------------------ |
| Bouvet, Insula    | Norvegia · (Dependență nelocuită)               | Rege al Norvegiei                                     | Harald al V-lea ,  | 17 ianuarie 1991   |
| Bouvet, Insula    | Norvegia · (Dependență nelocuită)               | Director general al Departamentului Afacerilor Polare | Øystein Mortensen  | 2 octombrie 2015   |
| Bouvet, Insula    | Norvegia · (Dependență nelocuită)               | Director al Institutului Polar Norvegian              | Jan-Gunnar Winther | 2005               |
| Jan Mayen, Insula | Norvegia · (Componentă a Regatului Norvegiei)   | Rege al Norvegiei                                     | Harald al V-lea ,  | 17 ianuarie 1991   |
| Jan Mayen, Insula | Norvegia · (Componentă a Regatului Norvegiei)   | Administratoare                                       | Hill-Marta Solberg | 21 septembrie 2007 |
| Petru I, Insula   | Norvegia · (Dependență nelocuită)               | Rege al Norvegiei                                     | Harald al V-lea ,  | 17 ianuarie 1991   |
| Petru I, Insula   | Norvegia · (Dependență nelocuită)               | Director general al Departamentului Afacerilor Polare | Øystein Mortensen  | 2 octombrie 2015   |
| Petru I, Insula   | Norvegia · (Dependență nelocuită)               | Director al Institutului Polar Norvegian              | Jan-Gunnar Winther | 2005               |
| Svalbard          | Norvegia · (Teritoriu cu suveranitate specială) | Rege al Norvegiei                                     | Harald al V-lea ,  | 17 ianuarie 1991   |
| Svalbard          | Norvegia · (Teritoriu cu suveranitate specială) | Guvernatore (Sysselmann)                              | Kjerstin Askholt   | 10 octombrie 2015  |
| Țara Reginei Maud | Norvegia · (Dependență nelocuită)               | Rege al Norvegiei                                     | Harald al V-lea ,  | 17 ianuarie 1991   |
| Țara Reginei Maud | Norvegia · (Dependență nelocuită)               | Director general al Departamentului Afacerilor Polare | Øystein Mortensen  | 2 octombrie 2015   |
| Țara Reginei Maud | Norvegia · (Dependență nelocuită)               | Director al Institutului Polar Norvegian              | Jan-Gunnar Winther | 2005               |

## Dependințe și teritorii speciale ale Noii-Zeelande
| Teritoriu        | Suveranitate și statut                                 | Funcția                                           | Numele                                                                            | Începând cu        |
| ---------------- | ------------------------------------------------------ | ------------------------------------------------- | --------------------------------------------------------------------------------- | ------------------ |
| Cook, Insulele   | Noua Zeelandă · (Stat independent în liberă asociere)  | Regină a Noii Zeelende                            | Elisabeta a II-a                                                                  | 6 februarie 1952   |
| Cook, Insulele   | Noua Zeelandă · (Stat independent în liberă asociere)  | Reprezentant al reginei                           | Tom Marsters                                                                      | 27 iulie 2013      |
| Cook, Insulele   | Noua Zeelandă · (Stat independent în liberă asociere)  | Înalt Comisar al Noii Zeelande                    | Nick Hurley                                                                       | 21 aprilie 2015    |
| Cook, Insulele   | Noua Zeelandă · (Stat independent în liberă asociere)  | Prim-ministru                                     | Henry Puna                                                                        | 30 noiembrie 2010  |
| Niue, Insule     | Noua Zeelandă · (Teritoriu autonom în liberă asociere) | Regină a Noii Zeelende                            | Elisabeta a II-a                                                                  | 6 februarie 1952   |
| Niue, Insule     | Noua Zeelandă · (Teritoriu autonom în liberă asociere) | Guvernatori generali (succesivi)                  | dame Patsy Reddy                                                                  | 28 septembrie 2016 |
| Niue, Insule     | Noua Zeelandă · (Teritoriu autonom în liberă asociere) | Guvernatori generali (succesivi)                  | dame Sian Elias (administratoare a guvernului - guvernatoare generală interimară) | 31 august 2016     |
| Niue, Insule     | Noua Zeelandă · (Teritoriu autonom în liberă asociere) | Guvernatori generali (succesivi)                  | sir Jerry Mateparae                                                               | 31 august 2011     |
| Niue, Insule     | Noua Zeelandă · (Teritoriu autonom în liberă asociere) | Înalt Comisar al Noii Zeelande                    | Ross Ardern                                                                       | februarie 2014     |
| Niue, Insule     | Noua Zeelandă · (Teritoriu autonom în liberă asociere) | Premier                                           | Toke Tufukia Talagi                                                               | 19 iunie 2008      |
| Ross, Dependența | Noua Zeelandă · (Dependență nelocuită)                 | Regină a Noii Zeelende                            | Elisabeta a II-a                                                                  | 6 februarie 1952   |
| Ross, Dependența | Noua Zeelandă · (Dependență nelocuită)                 | Guvernatori generali ai Noii Zeelende (succesivi) | dame Patsy Reddy                                                                  | 28 septembrie 2016 |
| Ross, Dependența | Noua Zeelandă · (Dependență nelocuită)                 | Guvernatori generali ai Noii Zeelende (succesivi) | dame Sian Elias (administratoare a guvernului - guvernatoare generală interimară) | 31 august 2016     |
| Ross, Dependența | Noua Zeelandă · (Dependență nelocuită)                 | Guvernatori generali ai Noii Zeelende (succesivi) | sir Jerry Mateparae                                                               | 31 august 2011     |
| Ross, Dependența | Noua Zeelandă · (Dependență nelocuită)                 | Director general al Antarcticii Noii Zeelende     | Peter Beggs                                                                       | 4 ianuarie 2014    |
| Tokelau          | Noua Zeelandă · Teritoriu autonom în liberă asociere)  | Regină a Noii Zeelende                            | Elisabeta a II-a                                                                  | 6 februarie 1952   |
| Tokelau          | Noua Zeelandă · Teritoriu autonom în liberă asociere)  | Guvernatori generali ai Noii Zeelende (succesivi) | dame Patsy Reddy                                                                  | 28 septembrie 2016 |
| Tokelau          | Noua Zeelandă · Teritoriu autonom în liberă asociere)  | Guvernatori generali ai Noii Zeelende (succesivi) | dame Sian Elias (administratoare a guvernului - guvernatoare generală interimară) | 31 august 2016     |
| Tokelau          | Noua Zeelandă · Teritoriu autonom în liberă asociere)  | Guvernatori generali ai Noii Zeelende (succesivi) | sir Jerry Mateparae                                                               | 31 august 2011     |
| Tokelau          | Noua Zeelandă · Teritoriu autonom în liberă asociere)  | Administratori (succesivi)                        | David Nicholson                                                                   | decembrie 2016     |
| Tokelau          | Noua Zeelandă · Teritoriu autonom în liberă asociere)  | Administratori (succesivi)                        | Linda te Puni                                                                     | 2015               |
| Tokelau          | Noua Zeelandă · Teritoriu autonom în liberă asociere)  | Șefi ai Guvernului (Ulu o Tokelau) (succesivi)    | Afega Gaualofa                                                                    | 10 martie 2016     |
| Tokelau          | Noua Zeelandă · Teritoriu autonom în liberă asociere)  | Șefi ai Guvernului (Ulu o Tokelau) (succesivi)    | `Siopili Perez                                                                    | 23 februarie 2015  |

## Teritorii speciale ale Statelor Unite ale Americii
| Teritoriu                                         | Suveranitate și statut                                                                                             | Funcția                                                                       | Numele                   | Începând cu       |
| ------------------------------------------------- | --- | ----------------------------------------------------------------------------- | ------------------------ | ----------------- |
| Baker, Insula                                     | Statele Unite ale Americii · (Teritoriu neîncorporat, neorganizat, nelocuit)                                       | Președinte al Statelor Unite ale Americii                                     | Barack Obama             | 20 ianuarie 2009  |
| Baker, Insula                                     | Statele Unite ale Americii · (Teritoriu neîncorporat, neorganizat, nelocuit)                                       | Director al Servicului Pescuitului și Faunei al Statelor Unite ale Americii   | Daniel M. Ashe           | 1 iulie 2011      |
| Guam                                              | Statele Unite ale Americii · (Teritoriu neîncorporat, organizat)                                                   | Președinte al Statelor Unite ale Americii                                     | Barack Obama             | 20 ianuarie 2009  |
| Guam                                              | Statele Unite ale Americii · (Teritoriu neîncorporat, organizat)                                                   | Guvernator                                                                    | Eddie Calvo              | 3 ianuarie 2011   |
| Guantanamo, Stația Navală Golful (Gitmo sau GTMO) | Statele Unite ale Americii · (Bază navală închiriată)                                                              | Președinte al Statelor Unite ale Americii                                     | Barack Obama             | 20 ianuarie 2009  |
| Guantanamo, Stația Navală Golful (Gitmo sau GTMO) | Statele Unite ale Americii · (Bază navală închiriată)                                                              | Comandant al bazei                                                            | David Culpepper          | 17 aprilie 2015   |
| Howland, Insula                                   | Statele Unite ale Americii · (Teritoriu neîncorporat, neorganizat, nelocuit)                                       | Președinte al Statelor Unite ale Americii                                     | Barack Obama             | 20 ianuarie 2009  |
| Howland, Insula                                   | Statele Unite ale Americii · (Teritoriu neîncorporat, neorganizat, nelocuit)                                       | Director al Servicului Pescuitului și Faunei al Statelor Unite ale Americii   | Daniel M. Ashe           | 1 iulie 2011      |
| Jarvis, Insula                                    | Statele Unite ale Americii · (Teritoriu neîncorporat, neorganizat, nelocuit)                                       | Președinte al Statelor Unite ale Americii                                     | Barack Obama             | 20 ianuarie 2009  |
| Jarvis, Insula                                    | Statele Unite ale Americii · (Teritoriu neîncorporat, neorganizat, nelocuit)                                       | Director al Servicului Pescuitului și Faunei al Statelor Unite ale Americii   | Daniel M. Ashe           | 1 iulie 2011      |
| Johnston, Atolul                                  | Statele Unite ale Americii · (Teritoriu neîncorporat, neorganizat, nelocuit)                                       | Președinte al Statelor Unite ale Americii                                     | Barack Obama             | 20 ianuarie 2009  |
| Johnston, Atolul                                  | Statele Unite ale Americii · (Teritoriu neîncorporat, neorganizat, nelocuit)                                       | Director al Servicului Pescuitului și Faunei al Statelor Unite ale Americii , | Daniel M. Ashe           | 1 iulie 2011      |
| Kingman Reciful                                   | Statele Unite ale Americii · (Teritoriu neîncorporat, neorganizat, nelocuit)                                       | Președinte al Statelor Unite ale Americii                                     | Barack Obama             | 20 ianuarie 2009  |
| Kingman Reciful                                   | Statele Unite ale Americii · (Teritoriu neîncorporat, neorganizat, nelocuit)                                       | Director al Servicului Pescuitului și Faunei al Statelor Unite ale Americii   | Daniel M. Ashe           | 1 iulie 2011      |
| Mariane de Nord, Insulele                         | Statele Unite ale Americii · (Stat liber asociat cu Statele Unite ale Americii, teritoriu neîncorporat, organizat) | Președinte al Statelor Unite ale Americii                                     | Barack Obama             | 20 ianuarie 2009  |
| Mariane de Nord, Insulele                         | Statele Unite ale Americii · (Stat liber asociat cu Statele Unite ale Americii, teritoriu neîncorporat, organizat) | Guvernator                                                                    | Ralph Torres             | 29 decembrie 2015 |
| Midway, Atolul                                    | Statele Unite ale Americii · (Teritoriu neîncorporat, neorganizat, nelocuit)                                       | Președinte al Statelor Unite ale Americii                                     | Barack Obama             | 20 ianuarie 2009  |
| Midway, Atolul                                    | Statele Unite ale Americii · (Teritoriu neîncorporat, neorganizat, nelocuit)                                       | Director al Servicului Pescuitului și Faunei al Statelor Unite ale Americii   | Daniel M. Ashe           | 1 iulie 2011      |
| Navasa, Insula                                    | Statele Unite ale Americii · (Teritoriu neîncorporat, neorganizat, nelocuit)                                       | Președinte al Statelor Unite ale Americii                                     | Barack Obama             | 20 ianuarie 2009  |
| Navasa, Insula                                    | Statele Unite ale Americii · (Teritoriu neîncorporat, neorganizat, nelocuit)                                       | Director al Servicului Pescuitului și Faunei al Statelor Unite ale Americii   | Daniel M. Ashe           | 1 iulie 2011      |
| Palmyra, Atolul                                   | Statele Unite ale Americii · (Teritoriu neîncorporat, neorganizat, nelocuit)                                       | Președinte al Statelor Unite ale Americii                                     | Barack Obama             | 20 ianuarie 2009  |
| Palmyra, Atolul                                   | Statele Unite ale Americii · (Teritoriu neîncorporat, neorganizat, nelocuit)                                       | Director al Servicului Pescuitului și Faunei al Statelor Unite ale Americii , | Daniel M. Ashe           | 1 iulie 2011      |
| Palmyra, Atolul                                   | Statele Unite ale Americii · (Teritoriu neîncorporat, neorganizat, nelocuit)                                       | Subsecretar pentru Afacerile Insulare a Statelor Unite ale Americii ,         | Esther Puakela Kia’aina  | 11 iulie 2014     |
| Palmyra, Atolul                                   | Statele Unite ale Americii · (Teritoriu neîncorporat, neorganizat, nelocuit)                                       | Gestionari (succesivi)                                                        | Alex Wegman              | ianuarie 2016     |
| Palmyra, Atolul                                   | Statele Unite ale Americii · (Teritoriu neîncorporat, neorganizat, nelocuit)                                       | Gestionari (succesivi)                                                        | Laurie Moore             | ianuarie 2013     |
| Porto Rico                                        | Statele Unite ale Americii · (Stat liber asociat cu Statele Unite ale Americii, teritoriu neîncorporat, organizat) | Președinte al Statelor Unite ale Americii                                     | Barack Obama             | 20 ianuarie 2009  |
| Porto Rico                                        | Statele Unite ale Americii · (Stat liber asociat cu Statele Unite ale Americii, teritoriu neîncorporat, organizat) | Guvernator                                                                    | Alejandro García Padilla | 2 ianuarie 2012   |
| Samoa Americană                                   | Statele Unite ale Americii · (Teritoriu neîncorporat, organizat)                                                   | Președinte al Statelor Unite ale Americii                                     | Barack Obama             | 20 ianuarie 2009  |
| Samoa Americană                                   | Statele Unite ale Americii · (Teritoriu neîncorporat, organizat)                                                   | Guvernator                                                                    | Lolo Matalasi Moliga     | 3 ianuarie 2012   |
| Virgine Americane, Insulele                       | Statele Unite ale Americii · (Teritoriu neîncorporat, organizat)                                                   | Președinte al Statelor Unite ale Americii                                     | Barack Obama             | 20 ianuarie 2009  |
| Virgine Americane, Insulele                       | Statele Unite ale Americii · (Teritoriu neîncorporat, organizat)                                                   | Guvernator                                                                    | Kenneth E. Mapp          | 5 ianuarie 2015   |
| Wake, Insula sau Atolul Wake                      | Statele Unite ale Americii · (Teritoriu neîncorporat, neorganizat, nelocuit)                                       | Președinte al Statelor Unite ale Americii                                     | Barack Obama             | 20 ianuarie 2009  |
| Wake, Insula sau Atolul Wake                      | Statele Unite ale Americii · (Teritoriu neîncorporat, neorganizat, nelocuit)                                       | Administratoare                                                               | Esther Puakela Kia’aina  | 11 iulie 2014     |
| Wake, Insula sau Atolul Wake                      | Statele Unite ale Americii · (Teritoriu neîncorporat, neorganizat, nelocuit)                                       | Guvernator                                                                    | Gordon O. Tanne          | septembrie 2014   |

## Teritorii speciale ale Regatului Țărilor de Jos
| Teritoriu                                 | Suveranitate și statut                                                                                     | Funcția                                                                           | Numele                     | Începând cu       |
| ----------------------------------------- | --- | --------------------------------------------------------------------------------- | -------------------------- | ----------------- |
| Aruba                                     | Țările de Jos · (Stat constitutiv al Regatului Țărilor de Jos)                                             | Rege al Țărilor de Jos                                                            | Willem-Alexander           | 30 aprilie 2013   |
| Aruba                                     | Țările de Jos · (Stat constitutiv al Regatului Țărilor de Jos)                                             | Guvernator                                                                        | Fredis Refunjol            | 1 mai 2004        |
| Aruba                                     | Țările de Jos · (Stat constitutiv al Regatului Țărilor de Jos)                                             | Prim-ministru (ministru președinte)                                               | Mike Eman                  | 30 octombrie 2009 |
| Bonaire                                   | Țările de Jos · [Municipalitate specială (entitate publlică caraibiană) în cadrul statului Țările de Jos.] | Rege al Țărilor de Jos                                                            | Willem-Alexander           | 30 aprilie 2013   |
| Bonaire                                   | Țările de Jos · [Municipalitate specială (entitate publlică caraibiană) în cadrul statului Țările de Jos.] | Prim-ministru al Țărilor de Jos                                                   | Mark Rutte                 | 14 octombrie 2010 |
| Bonaire                                   | Țările de Jos · [Municipalitate specială (entitate publlică caraibiană) în cadrul statului Țările de Jos.] | Reprezentant național pentru entitățile publice Bonaire, Saba și Sfântul Eustatie | Gilbert Isabella           | 1 septembrie 2014 |
| Bonaire                                   | Țările de Jos · [Municipalitate specială (entitate publlică caraibiană) în cadrul statului Țările de Jos.] | Locotenent guvernator (gezaghebber)                                               | Edison Rijna               | 1 martie 2014     |
| Curaçao                                   | Țările de Jos · (Stat constitutiv al Regatului Țărilor de Jos)                                             | Rege al Țărilor de Jos                                                            | Willem-Alexander           | 30 aprilie 2013   |
| Curaçao                                   | Țările de Jos · (Stat constitutiv al Regatului Țărilor de Jos)                                             | Guvernatoare                                                                      | Lucille George-Wout        | 4 noiembrie 2013  |
| Curaçao                                   | Țările de Jos · (Stat constitutiv al Regatului Țărilor de Jos)                                             | Prim-miniștri (miniștri președinți) (succesivi)                                   | Hensley Koeiman            | 23 decembrie 2016 |
| Curaçao                                   | Țările de Jos · (Stat constitutiv al Regatului Țărilor de Jos)                                             | Prim-miniștri (miniștri președinți) (succesivi)                                   | Ben Whiteman               | 1 septembrie 2015 |
| Saba                                      | Țările de Jos · [Municipalitate specială (entitate publlică caraibiană) în cadrul statului Țările de Jos]  | Rege al Țărilor de Jos                                                            | Willem-Alexander           | 30 aprilie 2013   |
| Saba                                      | Țările de Jos · [Municipalitate specială (entitate publlică caraibiană) în cadrul statului Țările de Jos]  | Prim-ministru al Țărilor de Jos                                                   | Mark Rutte                 | 14 octombrie 2010 |
| Saba                                      | Țările de Jos · [Municipalitate specială (entitate publlică caraibiană) în cadrul statului Țările de Jos]  | Reprezentant național pentru entitățile publice Bonaire, Saba și Sfântul Eustatie | Gilbert Isabella           | 1 septembrie 2014 |
| Saba                                      | Țările de Jos · [Municipalitate specială (entitate publlică caraibiană) în cadrul statului Țările de Jos]  | Locotenent guvernator (gezaghebber)                                               | Jonathan G.A. Johnson      | 2 iulie 2008      |
| Sfântul Eustatie (Sint Eustatius)         | Țările de Jos · [Municipalitate specială (entitate publlică caraibiană) în cadrul statului Țările de Jos]  | Rege al Țărilor de Jos                                                            | Willem-Alexander           | 30 aprilie 2013   |
| Sfântul Eustatie (Sint Eustatius)         | Țările de Jos · [Municipalitate specială (entitate publlică caraibiană) în cadrul statului Țările de Jos]  | Prim-ministru al Țărilor de Jos                                                   | Mark Rutte                 | 14 octombrie 2010 |
| Sfântul Eustatie (Sint Eustatius)         | Țările de Jos · [Municipalitate specială (entitate publlică caraibiană) în cadrul statului Țările de Jos]  | Reprezentant național pentru entitățile publice Bonaire, Saba și Sfântul Eustatie | Gilbert Isabella           | 1 septembrie 2014 |
| Sfântul Eustatie (Sint Eustatius)         | Țările de Jos · [Municipalitate specială (entitate publlică caraibiană) în cadrul statului Țările de Jos]  | Locotenenți guvernatori (gezaghebber) (succesivi)                                 | Julian Woodley (interimar) | 1 aprilie 2016    |
| Sfântul Eustatie (Sint Eustatius)         | Țările de Jos · [Municipalitate specială (entitate publlică caraibiană) în cadrul statului Țările de Jos]  | Locotenenți guvernatori (gezaghebber) (succesivi)                                 | Gerald Berkel              | 1 aprilie 2010    |
| Sfântul Martin [Sint Maarten (Nederland)] | Țările de Jos · (Stat constitutiv al Regatului Țărilor de Jos)                                             | Rege al Țărilor de Jos                                                            | Willem-Alexander           | 30 aprilie 2013   |
| Sfântul Martin [Sint Maarten (Nederland)] | Țările de Jos · (Stat constitutiv al Regatului Țărilor de Jos)                                             | Guvernator                                                                        | Eugene Holiday             | 10 octombrie 2010 |
| Sfântul Martin [Sint Maarten (Nederland)] | Țările de Jos · (Stat constitutiv al Regatului Țărilor de Jos)                                             | Prim-ministru (ministru președinte)                                               | William Marlin             | 18 noiembrie 2015 |

## Alte teritorii nesuverane
| Teritoriu                                              | Suveranitate și statut                                                           | Funcția                                                                                             | Numele                                                                                                | Începând cu                    |
| ------------------------------------------------------ | -------------------------------------------------------------------------------- | --------------------------------------------------------------------------------------------------- | --- | ------------------------------ |
| Adjaria (Acaristan)                                    | Georgia · (Republică autonomă)                                                   | Președinte al Georgiei                                                                              | Giorgi Margvelashvili                                                                                 | 17 noiembrie 2013              |
| Adjaria (Acaristan)                                    | Georgia · (Republică autonomă)                                                   | Președinți ai Consiliului Suprem (succesivi)                                                        | Davit Gabaidze                                                                                        | 28 octombrie 2016              |
| Adjaria (Acaristan)                                    | Georgia · (Republică autonomă)                                                   | Președinți ai Consiliului Suprem (succesivi)                                                        | Avtandil Beridze                                                                                      | 28 octombrie 2012              |
| Adjaria (Acaristan)                                    | Georgia · (Republică autonomă)                                                   | Președinți ai guvernului (succesivi)                                                                | Zurab Pataridze                                                                                       | 15 iulie 2016                  |
| Adjaria (Acaristan)                                    | Georgia · (Republică autonomă)                                                   | Președinți ai guvernului (succesivi)                                                                | Archil Khabadze                                                                                       | 30 octombrie 2012              |
| Alo                                                    | Wallis și Futuna (Regat tradițional)                                             | Administrator superior al Wallis și Futuna                                                          | Marcel Renouf                                                                                         | 19 ianuarie 2015               |
| Alo                                                    | Wallis și Futuna (Regat tradițional)                                             | Regi (Tu`i Agaifo) (succesivi)                                                                      | Filipo Katoa                                                                                          | 7 iunie 2016                   |
| Alo                                                    | Wallis și Futuna (Regat tradițional)                                             | Regi (Tu`i Agaifo) (succesivi)                                                                      | funcție vacantă                                                                                       | 14 mai 2016                    |
| Alo                                                    | Wallis și Futuna (Regat tradițional)                                             | Regi (Tu`i Agaifo) (succesivi)                                                                      | Petelo Sea                                                                                            | 17 ianuarie 2014               |
| Alo                                                    | Wallis și Futuna (Regat tradițional)                                             | Prim-miniștri (Tiafo) (succesivi)                                                                   | Pelenato Falematagia                                                                                  | 12 noiembrie 2016              |
| Alo                                                    | Wallis și Futuna (Regat tradițional)                                             | Prim-miniștri (Tiafo) (succesivi)                                                                   | Atonio Tuiseka                                                                                        | 2008 ?                         |
| Antarctica                                             | Statele semnatare ale Tratatului Antarcticii (Teritoriu cu statut intrenational) | Secretar Executiv al Secretariatului Tratatului Antarctic                                           | Manfred Reinke (Germania)                                                                             | 1 septembrie 2009              |
| Antarctica Argentiniană                                | Argentina · (Teritoriu revendicat)                                               | Președinte al Națiunii Argentiniene                                                                 | Mauricio Macri                                                                                        | 10 decembrie 2015              |
| Antarctica Argentiniană                                | Argentina · (Teritoriu revendicat)                                               | Guvernatoare a provinciei argentiniene Tierra del Fuego, Antarctica și Insulele Atlanticului de Sud | Rosana Bertone                                                                                        | 17 decembrie 2015              |
| Antarctica Braziliană                                  | Brazilia · (Teritoriu revendicat informal)                                       | Președinți ai Republicii Federale Brazilia (succesivi)                                              | Michel Temer                                                                                          | 12 mai 2016                    |
| Antarctica Braziliană                                  | Brazilia · (Teritoriu revendicat informal)                                       | Președinți ai Republicii Federale Brazilia (succesivi)                                              | Dilma Rousseff ,                                                                                      | 1 ianuarie 2011                |
| Antarctica Braziliană                                  | Brazilia · (Teritoriu revendicat informal)                                       | Coordonator al Comisiei Interministeriale Braziliene pentru Resurse Maritime                        | Eduardo Bacellar Leal Ferreira                                                                        | 7 februarie 2015               |
| Antarctica Chiliană                                    | Chile · (Teritoriu revendicat)                                                   | Președintǎ a Republicii Chile                                                                       | Michelle Bachelet                                                                                     | 11 martie 2014                 |
| Antarctica Chiliană                                    | Chile · (Teritoriu revendicat)                                                   | Guvernator al provinciei Antartica Chileană                                                         | Patricio Oyarzo Gaez                                                                                  | 11 martie 2014                 |
| Athos, Statul Teocratic al Sfîntului Munte             | Grecia · (Republică monastică autonomă)                                          | Șef al statului                                                                                     | Nikos Kotzias                                                                                         | 22 septembrie 2015             |
| Athos, Statul Teocratic al Sfîntului Munte             | Grecia · (Republică monastică autonomă)                                          | Administrator laic                                                                                  | Aristos Kasmiroglou                                                                                   | 31 mai 2010                    |
| Athos, Statul Teocratic al Sfîntului Munte             | Grecia · (Republică monastică autonomă)                                          | Lider spiritual                                                                                     | Bartolomeu I                                                                                          | 22 octombrie 1991              |
| Athos, Statul Teocratic al Sfîntului Munte             | Grecia · (Republică monastică autonomă)                                          | Protoi (succesivi)                                                                                  | geron Barnabas (Mănăstirea Vatopedu)                                                                  | 14 iunie 2016                  |
| Athos, Statul Teocratic al Sfîntului Munte             | Grecia · (Republică monastică autonomă)                                          | Protoi (succesivi)                                                                                  | geron Pavlos (Mănăstirea Marea Lavră)                                                                 | 14 iunie 2015                  |
| Azore, Insulele                                        | Portugalia · (Regiune autonomă)                                                  | Președinți ai Republicii Portugheze (succesivi)                                                     | Marcelo Rebelo de Sousa                                                                               | 9 martie 2016                  |
| Azore, Insulele                                        | Portugalia · (Regiune autonomă)                                                  | Președinți ai Republicii Portugheze (succesivi)                                                     | Aníbal Cavaco Silva                                                                                   | 9 martie 2006                  |
| Azore, Insulele                                        | Portugalia · (Regiune autonomă)                                                  | Reprezentant al Republicii Portugheze                                                               | Pedro Manuel dos Reis Alves Catarino                                                                  | 11 aprilie 2011                |
| Azore, Insulele                                        | Portugalia · (Regiune autonomă)                                                  | Președinte al Guvernului                                                                            | Vasco Cordeiro                                                                                        | 6 noiembrie 2012               |
| Åland, Insulele (sau Insulele Aaland)                  | Finlanda · (Regiune autonomă)                                                    | Președinte al Republicii Finlanda                                                                   | Sauli Niinistö                                                                                        | 1 martie 2012                  |
| Åland, Insulele (sau Insulele Aaland)                  | Finlanda · (Regiune autonomă)                                                    | Guvernator (Landshövding)                                                                           | Peter Lindbäck                                                                                        | 5 martie 1999                  |
| Åland, Insulele (sau Insulele Aaland)                  | Finlanda · (Regiune autonomă)                                                    | Prim-ministru (lantråd)                                                                             | Katrin Sjögren                                                                                        | 25 noiembrie 2015              |
| Badahșanul de Munte (sau Gorno Badahșan, GBAO)         | Tadjikistan · (Provincie autonomă)                                               | Președinte al Republicii Tadjikistan                                                                | Emomali Rahmon                                                                                        | 19 noiembrie 1992              |
| Badahșanul de Munte (sau Gorno Badahșan, GBAO)         | Tadjikistan · (Provincie autonomă)                                               | Președinte al Hukumat                                                                               | Shodikhon Jamshedov                                                                                   | 19 noiembrie 2013              |
| Bajo Nuevo, Bancul (sau Insula Petrel)                 | Columbia · (Insulǎ nelocuitǎ)                                                    | Președinte al Republicii Columbia                                                                   | Juan Manuel Santos                                                                                    | 7 august 2010                  |
| Bajo Nuevo, Bancul (sau Insula Petrel)                 | Columbia · (Insulǎ nelocuitǎ)                                                    | Guvernator al departamentului San Andrés y Providencia                                              | Ronald Housni Jaller                                                                                  | 1 ianuarie 2015                |
| Barbuda                                                | Antigua și Barbuda · (Depedență autonomă)                                        | Regină a Antiguei și Barbudei                                                                       | Elisabeta a II-a                                                                                      | 1 noiembrie 1981               |
| Barbuda                                                | Antigua și Barbuda · (Depedență autonomă)                                        | Guvernator general                                                                                  | sir Rodney Williams                                                                                   | 14 august 2014                 |
| Barbuda                                                | Antigua și Barbuda · (Depedență autonomă)                                        | Președinte al Consiliului Barbudei                                                                  | David Shaw                                                                                            | 1 aprilie 2015                 |
| Bougainville, Insulele                                 | Papua Noua Guinee · (Regiune autonomă)                                           | Regină a Papua Noua Guinee                                                                          | Elisabeta a II-a                                                                                      | 16 septembrie 1971             |
| Bougainville, Insulele                                 | Papua Noua Guinee · (Regiune autonomă)                                           | Guvernator general al Papua Noua Guinee                                                             | sir Michael Ogio                                                                                      | 20 decembrie 2010              |
| Bougainville, Insulele                                 | Papua Noua Guinee · (Regiune autonomă)                                           | Președinte                                                                                          | John Momis                                                                                            | 10 ianuarie 2010               |
| Canare, Insulele                                       | Spania · (Comunitate autonomă a Spaniei)                                         | Rege al Spaniei                                                                                     | Felipe al VI-lea                                                                                      | 17 iunie 2014                  |
| Canare, Insulele                                       | Spania · (Comunitate autonomă a Spaniei)                                         | Delegați ai guvernului spaniol (succesivi)                                                          | María Mercedes Roldós Caballero                                                                       | 17 decembrie 2016              |
| Canare, Insulele                                       | Spania · (Comunitate autonomă a Spaniei)                                         | Delegați ai guvernului spaniol (succesivi)                                                          | Enrique Hernández Bento                                                                               | 14 noiembrie 2015              |
| Canare, Insulele                                       | Spania · (Comunitate autonomă a Spaniei)                                         | Președinte al Guvernului                                                                            | Fernando Clavijo Batlle                                                                               | 9 iulie 2015                   |
| Carriacou și Petite Martinique                         | Grenada · (Dependență de jure autonomă)                                          | Regină a Grenadei                                                                                   | Elisabeta a II-a                                                                                      | 7 februarie 1974               |
| Carriacou și Petite Martinique                         | Grenada · (Dependență de jure autonomă)                                          | Guvernatoare generală a Grenadei                                                                    | dame Cécile La Grenade                                                                                | 7 aprilie 2013                 |
| Carriacou și Petite Martinique                         | Grenada · (Dependență de jure autonomă)                                          | Ministru însărcinat cu Carriacou și Petite Martinique                                               | Elvin Nimrod                                                                                          | 3 martie 2013                  |
| Ceuta                                                  | Spania · (Oraș autonom al Spaniei)                                               | Rege al Spaniei                                                                                     | Felipe al VI-lea                                                                                      | 17 iunie 2014                  |
| Ceuta                                                  | Spania · (Oraș autonom al Spaniei)                                               | Delegat al Guvernului spaniol                                                                       | Nicolás Fernández Cucurull                                                                            | 20 iunie 2015                  |
| Ceuta                                                  | Spania · (Oraș autonom al Spaniei)                                               | Primar președinte                                                                                   | Juan Jesús Vivas Lara                                                                                 | 7 februarie 2001               |
| Feroe, Insulele (sau Insulele Færøerne)                | Danemarca · (Regiune autonomă)                                                   | Regină a Danemarcei                                                                                 | Margareta a II-a                                                                                      | 14 ianuarie 1972               |
| Feroe, Insulele (sau Insulele Færøerne)                | Danemarca · (Regiune autonomă)                                                   | Înalt comisar (Rigsombudsmand)                                                                      | Dan M. Knudsen                                                                                        | 1 ianuarie 2008                |
| Feroe, Insulele (sau Insulele Færøerne)                | Danemarca · (Regiune autonomă)                                                   | Prim-ministru (Løgmað)                                                                              | Aksel V. Johannesen                                                                                   | 16 septembrie 2016             |
| Galapagos, Insulele (sau Arhipelagul Colón)            | Ecuador · (Provincie)                                                            | Președinte al Republicii Ecuador                                                                    | Rafael Correa                                                                                         | 15 ianuarie 2007               |
| Galapagos, Insulele (sau Arhipelagul Colón)            | Ecuador · (Provincie)                                                            | Guvernator                                                                                          | Eliécer Cruz Bedón                                                                                    | 29 aprilie 2015                |
| Galapagos, Insulele (sau Arhipelagul Colón)            | Ecuador · (Provincie)                                                            | Președinte al Consiliului de Guvernare cu Regim Special                                             | Eliécer Cruz Bedón ,                                                                                  | 29 aprilie 2015                |
| Galmudug                                               | Somalia · (Stat autonom în cadrul Somaliei)                                      | Președinte al Republicii Federale Somalia                                                           | Hassan Sheikh Mohamoud                                                                                | 10 septembrie 2012             |
| Galmudug                                               | Somalia · (Stat autonom în cadrul Somaliei)                                      | Președinte                                                                                          | Abdi Karim Hussein                                                                                    | 23 iulie 2015                  |
| Găgăuzia (sau Gagauz-Yeri)                             | Moldova, Republica (District autonom)                                            | Președinți ai Republicii Moldova (succesivi)                                                        | Igor Dodon                                                                                            | 23 decembrie 2016              |
| Găgăuzia (sau Gagauz-Yeri)                             | Moldova, Republica (District autonom)                                            | Președinți ai Republicii Moldova (succesivi)                                                        | Nicolae Timofti                                                                                       | 23 martie 2013                 |
| Găgăuzia (sau Gagauz-Yeri)                             | Moldova, Republica (District autonom)                                            | Guvernatoare (bașkan)                                                                               | Irina Vlah                                                                                            | 15 aprilie 2015                |
| Gilgit-Baltistan                                       | Pakistan · (Provincie autonomâ)                                                  | Președinte al Republicii Pakistan                                                                   | Mamnoon Hussain                                                                                       | 9 septembrie 2013              |
| Gilgit-Baltistan                                       | Pakistan · (Provincie autonomâ)                                                  | Guvernator                                                                                          | Mir Ghazanfar Ali Khan                                                                                | 24 noiembrie 2015              |
| Gilgit-Baltistan                                       | Pakistan · (Provincie autonomâ)                                                  | Ministru Șef                                                                                        | Hafiz Hafeezur Rehman                                                                                 | 26 iunie 2015                  |
| Groenlanda                                             | Danemarca · (Regiune autonomă)                                                   | Regină a Danemarcei                                                                                 | Margareta a II-a                                                                                      | 14 ianuarie 1972               |
| Groenlanda                                             | Danemarca · (Regiune autonomă)                                                   | Înalt comisar (Rigsombudsmandur)                                                                    | Mikaela Engell                                                                                        | 1 aprilie 2011                 |
| Groenlanda                                             | Danemarca · (Regiune autonomă)                                                   | Premier (conducător al Guvernului Landsstyreformanden)                                              | Kim Kielsen                                                                                           | 1 octombrie 2014               |
| Hirshabeelle                                           | Somalia · (Stat autonom în cadrul Somaliei}                                      | Președinte al Republicii Federale Somalia                                                           | Hassan Sheikh Mohamoud                                                                                | 10 septembrie 2012             |
| Hirshabeelle                                           | Somalia · (Stat autonom în cadrul Somaliei}                                      | Președinte                                                                                          | Ali Abdullahi Osoble                                                                                  | 17 octombrie 2016              |
| Hong Kong (sau Xianggang)                              | China (Regiune administrativă specială)                                          | Președinte al Republicii Populare Chineze                                                           | Xi Jinping                                                                                            | 14 martie 2013                 |
| Hong Kong (sau Xianggang)                              | China (Regiune administrativă specială)                                          | Șef al executivului                                                                                 | Leung Chun-ying                                                                                       | 1 iulie 2012                   |
| Jubaland                                               | Somalia · (Stat autonom în cadrul Somaliei)                                      | Președinte al Republicii Federale Somalia                                                           | Hassan Sheikh Mohamoud                                                                                | 10 septembrie 2012             |
| Jubaland                                               | Somalia · (Stat autonom în cadrul Somaliei)                                      | Președinte                                                                                          | Sheikh Ahmed Mohamed Islam "Madobe" ,                                                                 | 20 ianuarie 2014               |
| Karakalpakstan                                         | Uzbekistan · (Republică autonomă)                                                | Președinți ai Republicii Uzbekistan (succesivi)                                                     | Shavkat Mirziyoyev ,                                                                                  | 8 septembrie 2016              |
| Karakalpakstan                                         | Uzbekistan · (Republică autonomă)                                                | Președinți ai Republicii Uzbekistan (succesivi)                                                     | Nigmatilla Yuldashev {interimar)                                                                      | 2 septembrie 2016              |
| Karakalpakstan                                         | Uzbekistan · (Republică autonomă)                                                | Președinți ai Republicii Uzbekistan (succesivi)                                                     | Islam Karimov                                                                                         | 24 martie 1990                 |
| Karakalpakstan                                         | Uzbekistan · (Republică autonomă)                                                | Președinte al Jokargy Kenes                                                                         | Musa Yerniyazov                                                                                       | 2 mai 2002                     |
| Karakalpakstan                                         | Uzbekistan · (Republică autonomă)                                                | Președinți ai Consiliului de Miniștri (succesivi)                                                   | Kakhraman Sariyev                                                                                     | 14 octombrie 2016              |
| Karakalpakstan                                         | Uzbekistan · (Republică autonomă)                                                | Președinți ai Consiliului de Miniștri (succesivi)                                                   | Bakhodir Yangiboyev                                                                                   | 3 martie 2006                  |
| Kurdistanul Irakian                                    | Irak · (Regiune autonomă)                                                        | Președinte al Republicii Irak                                                                       | Fuad Masum                                                                                            | 24 iulie 2014                  |
| Kurdistanul Irakian                                    | Irak · (Regiune autonomă)                                                        | Președinte                                                                                          | Massoud Barzani ,                                                                                     | 14 iunie 2005                  |
| Kurdistanul Irakian                                    | Irak · (Regiune autonomă)                                                        | Prim-ministru                                                                                       | Nechervan Barzani ,                                                                                   | 7 martie 2012                  |
| Macao (sau Àomén)                                      | China (Regiune administrativă specială)                                          | Președinte al Republicii Populare Chineze                                                           | Xi Jinping                                                                                            | 14 martie 2013                 |
| Macao (sau Àomén)                                      | China (Regiune administrativă specială)                                          | Șef al executivului                                                                                 | Fernando Chui Sai On                                                                                  | 20 decembrie 2009              |
| Madeira, Insulele                                      | Portugalia · (Regiune autonomă)                                                  | Președinți ai Republicii Portugheze (succesivi)                                                     | Marcelo Rebelo de Sousa                                                                               | 9 martie 2016                  |
| Madeira, Insulele                                      | Portugalia · (Regiune autonomă)                                                  | Președinți ai Republicii Portugheze (succesivi)                                                     | Aníbal Cavaco Silva                                                                                   | 9 martie 2006                  |
| Madeira, Insulele                                      | Portugalia · (Regiune autonomă)                                                  | Reprezentant al Republicii Portugheze                                                               | Irineu Cabral Barreto                                                                                 | 11 aprilie 2011                |
| Madeira, Insulele                                      | Portugalia · (Regiune autonomă)                                                  | Președinte al Guvernului                                                                            | Miguel Albuquerque                                                                                    | 20 aprilie 2015                |
| Melilla                                                | Spania · (Oraș autonom al Spaniei)                                               | Rege al Spaniei                                                                                     | Felipe al VI-lea                                                                                      | 17 iunie 2014                  |
| Melilla                                                | Spania · (Oraș autonom al Spaniei)                                               | Delegat al Guvernului spaniol                                                                       | Abdelmalik El Barkani Abdelkader                                                                      | 31 decembrie 2011              |
| Melilla                                                | Spania · (Oraș autonom al Spaniei)                                               | Primar președinte                                                                                   | Juan José Imbroda Ortiz                                                                               | 19 iulie 2000                  |
| Mindanao musulman                                      | Filipine · (Regiune autonomă)                                                    | Președinți ai Republicii Filipine (succesivi)                                                       | Rodrigo Duterte                                                                                       | 30 iunie 2016                  |
| Mindanao musulman                                      | Filipine · (Regiune autonomă)                                                    | Președinți ai Republicii Filipine (succesivi)                                                       | Benigno Aquino III                                                                                    | 30 iunie 2010                  |
| Mindanao musulman                                      | Filipine · (Regiune autonomă)                                                    | Guvernator                                                                                          | Mujiv Hataman                                                                                         | 22 decembrie 2011              |
| Nahicivan                                              | Azerbaidjan · (Republică autonomă)                                               | Președinte al Republicii Azerbaidjan                                                                | Ilham Aliyev ,                                                                                        | 15 octombrie 2003              |
| Nahicivan                                              | Azerbaidjan · (Republică autonomă)                                               | Președinte al Consiliului Suprem                                                                    | Vasif Talıbov                                                                                         | 16 decembrie 1995              |
| Nahicivan                                              | Azerbaidjan · (Republică autonomă)                                               | Prim-ministru                                                                                       | Alovsat Bakhshiyev                                                                                    | 2000                           |
| Nevis, Insula                                          | Sfântul Cristofor și Nevis · (Insulă autonomă)                                   | Regină a Sfântului Cristofor și Nevisului                                                           | Elisabeta a II-a                                                                                      | 19 septembrie 1979             |
| Nevis, Insula                                          | Sfântul Cristofor și Nevis · (Insulă autonomă)                                   | Guvernator general al Sfântului Cristofor și Nevisului                                              | sir Samuel Weymouth Tapley Seaton                                                                     | 19 mai 2015                    |
| Nevis, Insula                                          | Sfântul Cristofor și Nevis · (Insulă autonomă)                                   | Viceguvernator general                                                                              | Eustace John                                                                                          | 15 ianuarie 1994               |
| Nevis, Insula                                          | Sfântul Cristofor și Nevis · (Insulă autonomă)                                   | Prim-ministru                                                                                       | Vance Amory                                                                                           | 13 ianuarie 2013               |
| Paștelui, Insula                                       | Chile · (Provincie)                                                              | Președintǎ a Republicii Chile                                                                       | Michelle Bachelet                                                                                     | 11 martie 2014                 |
| Paștelui, Insula                                       | Chile · (Provincie)                                                              | Guvernatoare                                                                                        | Melania Carolina Hotu Hey                                                                             | 9 septembrie 2015              |
| Paștelui, Insula                                       | Chile · (Provincie)                                                              | Primar                                                                                              | Pedro Edmunds Paoa                                                                                    | noiembrie 2012                 |
| Principe, Insula                                       | São Tomé și Príncipe · (Provincie cu autoguvernare)                              | Președinți ai Republicii Sao Tome și Principe (succesivi)                                           | Evaristo Carvalho                                                                                     | 3 septembrie 2016              |
| Principe, Insula                                       | São Tomé și Príncipe · (Provincie cu autoguvernare)                              | Președinți ai Republicii Sao Tome și Principe (succesivi)                                           | Manuel Pinto da Costa                                                                                 | 3 septembrie 2011              |
| Principe, Insula                                       | São Tomé și Príncipe · (Provincie cu autoguvernare)                              | Președinte al guvernului regional                                                                   | José Cardoso Cassandra                                                                                | 5 octombrie 2006               |
| Prințul Eduard, Insulele                               | Africa de Sud · (Insule izolate și nelocuite atașate orașului Cape Town)         | Președinte al Republicii Africa de Sud                                                              | Jacob Zuma                                                                                            | 9 mai 2009                     |
| Prințul Eduard, Insulele                               | Africa de Sud · (Insule izolate și nelocuite atașate orașului Cape Town)         | Primar al orașului Cape Town                                                                        | Patricia de Lille                                                                                     | 1 iunie 2011                   |
| Prințul Eduard, Insulele                               | Africa de Sud · (Insule izolate și nelocuite atașate orașului Cape Town)         | Director de Asistență pentru Oceanul de Sud și Antarctica                                           | Nishendra Devanunthan                                                                                 | 1 iulie 2013                   |
| Puntland (vezi și : §15)                               | Somalia · (Stat autonom în cadrul Somaliei                                       | Președinte al Republicii Federale Somalia                                                           | Hassan Sheikh Mohamoud                                                                                | 10 septembrie 2012             |
| Puntland (vezi și : §15)                               | Somalia · (Stat autonom în cadrul Somaliei                                       | Președinte                                                                                          | Abdiweli Mohamed Ali                                                                                  | 8 ianuarie 2014                |
| Rodrigues, Insula                                      | Mauritius · (Insulă autonomă)                                                    | Președinte al Republicii Mauritius                                                                  | Ameenah Gurib-Fakim                                                                                   | 5 iunie 2015                   |
| Rodrigues, Insula                                      | Mauritius · (Insulă autonomă)                                                    | Comisar Șef                                                                                         | Louis Serge Clair                                                                                     | 11 februarie 2012              |
| Rodrigues, Insula                                      | Mauritius · (Insulă autonomă)                                                    | Director General                                                                                    | Jacques Davis Hee Hong Wye                                                                            | 13 februarie 2012              |
| Rosalind, Bancul (sau Bancul Rosalinda sau Rosa Linda) | Columbia · (Atol submers nelocuit)                                               | Președinte al Republicii Columbia                                                                   | Juan Manuel Santos                                                                                    | 7 august 2010                  |
| Rosalind, Bancul (sau Bancul Rosalinda sau Rosa Linda) | Columbia · (Atol submers nelocuit)                                               | Guvernator al departamentului San Andrés y Providencia                                              | Ronald Housni Jaller                                                                                  | 1 ianuarie 2015                |
| Serranilla, Bancul                                     | Columbia · (Insulǎ nelocuitǎ)                                                    | Președinte al Republicii Columbia                                                                   | Juan Manuel Santos                                                                                    | 7 august 2010                  |
| Serranilla, Bancul                                     | Columbia · (Insulǎ nelocuitǎ)                                                    | Guvernator al departamentului San Andrés y Providencia                                              | Ronald Housni Jaller                                                                                  | 1 ianuarie 2015                |
| Sigavé                                                 | Wallis și Futuna (Regat tradițional)                                             | Administrator superior al Wallis și Futuna                                                          | Marcel Renouf                                                                                         | 19 ianuarie 2015               |
| Sigavé                                                 | Wallis și Futuna (Regat tradițional)                                             | Rege (Sau)                                                                                          | Eufenio Takala                                                                                        | 5 martie 2016                  |
| Sigavé                                                 | Wallis și Futuna (Regat tradițional)                                             | Rege (Sau)                                                                                          | funcție vacantă                                                                                       | 24 octombrie 2014              |
| Sigavé                                                 | Wallis și Futuna (Regat tradițional)                                             | Prim-miniștri (Kaifakaului) (succesivi)                                                             | Falakiko Savelio Saliga                                                                               | octombrie 2016                 |
| Sigavé                                                 | Wallis și Futuna (Regat tradițional)                                             | Prim-miniștri (Kaifakaului) (succesivi)                                                             | Visesio Atufele                                                                                       | 11 noiembrie 2015              |
| Somalia de Sud-Vest                                    | Somalia · (Stat autonom în cadrul Somaliei)                                      | Președinte al Republicii Federale Somalia                                                           | Hassan Sheikh Mohamoud                                                                                | 10 septembrie 2012             |
| Somalia de Sud-Vest                                    | Somalia · (Stat autonom în cadrul Somaliei)                                      | Președinte                                                                                          | Sharif Hassan Sheikh Aden                                                                             | 3 decembrie 2014               |
| Tobago, Insula                                         | Trinidad și Tobago (Regiune autonomă) (Regiune autonomă)                         | Președinte al Republicii Trinidad și Tobago                                                         | Anthony Carmona                                                                                       | 18 martie 2013                 |
| Tobago, Insula                                         | Trinidad și Tobago (Regiune autonomă) (Regiune autonomă)                         | Secretar șef al Camerii Adunării                                                                    | Orville London                                                                                        | 29 ianuarie 2001               |
| Uvea (vezi și : §15)                                   | Wallis și Futuna (Regat tradițional)                                             | Administrator superior al Wallis și Futuna                                                          | Marcel Renouf                                                                                         | 19 ianuarie 2015               |
| Uvea (vezi și : §15)                                   | Wallis și Futuna (Regat tradițional)                                             | Regi (Lavelua) (succesivi)                                                                          | Patalione Kanimoa (corevendcator din 17 aprilie 2016 până în 3 iunie 2016)                            | 17 aprilie 2016                |
| Uvea (vezi și : §15)                                   | Wallis și Futuna (Regat tradițional)                                             | Regi (Lavelua) (succesivi)                                                                          | Felice Tominiko Halagahu (corevendcator din 17 aprilie 2016 până în 3 iunie 2016)                     | 16 aprilie 2016 – 3 iunie 2016 |
| Uvea (vezi și : §15)                                   | Wallis și Futuna (Regat tradițional)                                             | Regi (Lavelua) (succesivi)                                                                          | funcție vacantă                                                                                       | 2 septembrie 2014              |
| Uvea (vezi și : §15)                                   | Wallis și Futuna (Regat tradițional)                                             | Prim-miniștri (Kalae Kivalu) (succesivi)                                                            | Mikaele Halagahu (corevendcator începând cu 3 iunie 2016 și din 17 aprilie 2016 până în 3 iunie 2016) | 17 aprilie 2016                |
| Uvea (vezi și : §15)                                   | Wallis și Futuna (Regat tradițional)                                             | Prim-miniștri (Kalae Kivalu) (succesivi)                                                            | Stefano Hanisi , (corevendcator din 17 aprilie 2016 până în 3 iunie 2016)                             | 17 aprilie 2016 - 3 iunie 2016 |
| Uvea (vezi și : §15)                                   | Wallis și Futuna (Regat tradițional)                                             | Prim-miniștri (Kalae Kivalu) (succesivi)                                                            | Akusitino Manakofaiva                                                                                 | 11 septembrie 2014             |
| Voivodina                                              | Serbia · (Provincie autonomă)                                                    | Președinte al Republicii Serbia                                                                     | Tomislav Nikolić                                                                                      | 31 mai 2012                    |
| Voivodina                                              | Serbia · (Provincie autonomă)                                                    | Președinte al Adunǎrii                                                                              | Ištvan Pastor                                                                                         | 22 iunie 2012                  |
| Voivodina                                              | Serbia · (Provincie autonomă)                                                    | Președinți ai Guvernului (succesivi)                                                                | Igor Mirović                                                                                          | 20 iunie 2016                  |
| Voivodina                                              | Serbia · (Provincie autonomă)                                                    | Președinți ai Guvernului (succesivi)                                                                | Bojan Pajtić                                                                                          | 14 decembrie 2009              |
| Zanzibar, Arhipelagul                                  | Tanzania · (Entitate administrativă autonomă)                                    | Președinte al Republicii Tanzania                                                                   | John Magufuli                                                                                         | 5 noiembrie 2015               |
| Zanzibar, Arhipelagul                                  | Tanzania · (Entitate administrativă autonomă)                                    | Președinte                                                                                          | Ali Mohamed Shein                                                                                     | 3 noiembrie 2010               |

## Teritorii nesuverane neutre sau cu statut contestat
| Teritoriu         | Suveranitate și statut |
| ----------------- | --- |
| Paracel, Insulele | Arhipelag ocupat de facto de Republica Populară Chineză. Revendicat de Taiwan și de Vietnam. |
| Spratly, Insulele | Arhipelag revendicat integral de Republica Populară Chineză, Taiwan și Vietnam. Porțiuni revendicate de Filipine și Malaezia. Brunei revendică o zonă de pescuit care se suprapune peste insulele de sud dar nu a formulat revendicări formale. 45 de insule sunt ocupate de mici forțe militare ale Republicii Populare Chineze, Taiwanului, Filipinelor și Malaeziei. |
| Țara Marie Byrd   | Teritoriu nerevendicat, considerat ca aparținând Statelor Unite ale Americii, deși nu există o revendicare formală. |

## Guverne în exil și / sau alterantive
| Entitate | Suveranitate recunoscută Internațional În concurență cu (Statut) | Funcția                                                                            | Numele                                                                                                 | Începând cu       |
| --- | --- | ---------------------------------------------------------------------------------- | --- | ----------------- |
| Republica Autonemă Abhazia (vezi și : §2) | Georgia · Guvernul Republicii independente Abhazia · (Guvernul Republicii Autoneme Abhazia) | Președinte al Consliului Suprem                                                    | Elguja Gvazava                                                                                         | 20 martie 2009    |
| Republica Autonemă Abhazia (vezi și : §2) | Georgia · Guvernul Republicii independente Abhazia · (Guvernul Republicii Autoneme Abhazia) | Președinte al Guvernului                                                           | Vakhtang Kolbaia (interimar)                                                                           | 7 aprilie 2013    |
| Awdalland | Somalia · Guvernul Republicii Somalia · Somaliland · (Guvernul statului autonom Awdalland) | Președinte                                                                         | Rashiid Awnur Hersi                                                                                    | 15 februarie 2012 |
| Republica Populară Belarus | Belarus Guvernul Republicii Belarus (Guvernul Republicii Populare Belarus) | Președintă a Radei                                                                 | Ivonka Survilla                                                                                        | 1997              |
| Emiratul Caucaz | Rusia · Guvernul Federației Ruse · Administrațiile unor diviziuni administrative ale Federației Ruse · (Entitatea Emiratul Caucaz) | entitate aparent desființatǎ                                                       | | 17 august 2016    |
| Emiratul Caucaz | Rusia · Guvernul Federației Ruse · Administrațiile unor diviziuni administrative ale Federației Ruse · (Entitatea Emiratul Caucaz) | Emir                                                                               | Zalim Shebzukhov                                                                                       | 12 august 2015    |
| Cirenaica | Libia · Guvernul Înaltului Consiliu al Revoluției al Libiei · Guvernul Salvării Naționale al Libiei restaurat · Guvernul Acordului Național al Libiei · Guvernul Salvării Naționale al Libiei · Guvernul Provizoriu (al Camerei Reprezentanților a Libiei) · Administrațiile unor districte ale Libiei · (Consiliul Cirenaicei și Biroul politic al Cirenaicei) | Șef al Biroului politic al Cirenaicei (BPC)                                        | Ibrahim Jadhran                                                                                        | 24 octombrie 2013 |
| Crimeea | Ucraina · Guvernul Federației Ruse · Republica Crimeea din cadrul Frderației Ruse · (Administrația în exil a Republicii Autonome Crimea) | Președinte al Ucrainei                                                             | Petro Poroshenko                                                                                       | 7 iunie 2014      |
| Crimeea | Ucraina · Guvernul Federației Ruse · Republica Crimeea din cadrul Frderației Ruse · (Administrația în exil a Republicii Autonome Crimea) | Reprezentantǎ a președintelui Ucrainei                                             | Nataliya Popovych                                                                                      | 22 mai 2014       |
| Guvernul Alternativ al Estoniei | Estonia · Guvernul Republicii Estonia · (Guvern succesor al guvernului în exil din timpul ocupației sovietice) | Președinte                                                                         | Kalev Ots                                                                                              | 28 noiembrie 2003 |
| Guvernul Alternativ al Estoniei | Estonia · Guvernul Republicii Estonia · (Guvern succesor al guvernului în exil din timpul ocupației sovietice) | Prim-ministru                                                                      | Ahti Mänd (prim-ministru adjunct)                                                                      | 7 decembrie 2003  |
| Khatumo | Somalia · Guvernul Republicii Somalia · Somaliland · Puntland · (Guvernul statului autonom Khatumo) | Președinte                                                                         | Ali Khalif Galaydh                                                                                     | 1 septembrie 2014 |
| Administrația sârbă a Kosovo | Serbia sau Kosovo · Guvernul Kosovo · (Provincia Autonomă Kosovo și Metohia din cadrul Republicii Serbia) | Director al Biroului pentru Kosovo și Metohia                                      | Marko Đurić                                                                                            | 2 septembrie 2013 |
| Administrația sârbă a Kosovo | Serbia sau Kosovo · Guvernul Kosovo · (Provincia Autonomă Kosovo și Metohia din cadrul Republicii Serbia) | Prefect al distrctului Kosovo                                                      | Srdjan Petković                                                                                        | 26 mai 2014       |
| Administrația sârbă a Kosovo | Serbia sau Kosovo · Guvernul Kosovo · (Provincia Autonomă Kosovo și Metohia din cadrul Republicii Serbia) | Prefect al distrctului Kosovo-Pomoravlje                                           | Srdjan Mitrović                                                                                        | 4 martie 2013     |
| Administrația sârbă a Kosovo | Serbia sau Kosovo · Guvernul Kosovo · (Provincia Autonomă Kosovo și Metohia din cadrul Republicii Serbia) | Prefect al distrctului Kosovska Mitrovica                                          | Vaso Jelić                                                                                             | 21 octombrie 2013 |
| Administrația sârbă a Kosovo | Serbia sau Kosovo · Guvernul Kosovo · (Provincia Autonomă Kosovo și Metohia din cadrul Republicii Serbia) | Prefect al distrctului Peć                                                         | Vinka Radosavljević                                                                                    | 7 martie 2013     |
| Administrația sârbă a Kosovo | Serbia sau Kosovo · Guvernul Kosovo · (Provincia Autonomă Kosovo și Metohia din cadrul Republicii Serbia) | Prefect al distrctului Prizren                                                     | Jovica Budurić                                                                                         | 11 decembrie 2008 |
| Siria de Nord Federală Democratică (Nume anterior până în 17 martie 2016 Cantoanele democratic-autonome Cîzirê (Jazira), Efrîn (Afrin) și Kobane din Kurdistanul Sirian. | Siria · Guvernul Republicii Arabe Siriene · Administrațiile unor guvernorate ale Republicii Arabe Siriene · (Regiune autonomă autoproclamată) | Copreședinți ai Comitetului de Organizare al Siriei de Nord                        | Hediya Yousef și Mansur Selum                                                                          | 17 martie 2016    |
| Cantoanele democratic-autonome Cîzirê (Jazira), Efrîn (Afrin) și Kobane din Kurdistanul Sirian                                                                           | Siria · Guvernul Republicii Siria · Administrațiile unor guvernorate ale Republicii Arabe Siriene · (Autoadministrația descentralizatǎ a Rojavei) | administrație transformată în entitatea Rojava Siria de Nord Federală Democratică  | | 17 martie 2016    |
| Cantoanele democratic-autonome Cîzirê (Jazira), Efrîn (Afrin) și Kobane din Kurdistanul Sirian                                                                           | Siria · Guvernul Republicii Siria · Administrațiile unor guvernorate ale Republicii Arabe Siriene · (Autoadministrația descentralizatǎ a Rojavei) | Copreședinți ai Consiliului Popular din Kurdistanul de Vest                        | Ebdelselam Ehmed și Sinem Mihemed (conducători de facto) ,                                             | noiembrie 2013    |
| Libia | Libia Guvernul Salvării Naționale restaurat Guvernul Acordului Național Guvernul Provizoriu (al Camerei Reprezentanților) Guvernul Înaltului Consiliu al Revoluției (Guvern alternativ) | Prim-ministru (ministru președinte)                                                | inactiv după 1 decembrie 2016                                                                          | 2016              |
| Libia | Libia Guvernul Salvării Naționale restaurat Guvernul Acordului Național Guvernul Provizoriu (al Camerei Reprezentanților) Guvernul Înaltului Consiliu al Revoluției (Guvern alternativ) | Prim-ministru (ministru președinte)                                                | Omar al-Hassi , (corevendicator din 1 decembrie 2016 pȃnǎ ȋn 2016)                                     | 1 decembrie 2016  |
| Libia | Libia Guvernul Înaltului Consiliu al Revoluției Guvernul Acordului Național Guvernul Provizoriu (al Camerei Reprezentanților) Guvernul Salvării Naționale restaurat (Guvern alternativ) | Prim-ministru (ministru președinte)                                                | Khalifa al-Ghawi , (corevendicator ȋncepȃnd cu 14 octombrie 2016)                                      | 14 octombrie 2016 |
| Libia | Libia Guvernul Înaltului Consiliu al Revoluției Guvernul Salvării Naționale restaurat Guvernul Acordului Național Guvernul Salvării Naționale Guvernul Provizoriu (al Camerei Reprezentanților) (Guvern alternativ) | Președinte al Camerei Reprezentanților                                             | Aguila Salah Issa , (corevendicator ȋncepȃnd cu 25 august 2014)                                        | 5 august 2014     |
| Libia | Libia Guvernul Înaltului Consiliu al Revoluției Guvernul Salvării Naționale restaurat Guvernul Acordului Național Guvernul Salvării Naționale Guvernul Provizoriu (al Camerei Reprezentanților) (Guvern alternativ) | Prim-ministru (ministru președinte)                                                | Abdullah al-Thani , (corevendicator ȋncepȃnd cu 25 august 2014 și din 4 mai 2014 până în 9 iunie 2014) | 11 martie 2014    |
| Libia | Libia Guvernul Acordului Național Guvernul Provizoriu (al Camerei Reprezentanților) Guvernul Salvării Naționale (Guvern alternativ) | guvern autodizolvat                                                                | | 5 aprilie 2016    |
| Libia | Libia Guvernul Acordului Național Guvernul Provizoriu (al Camerei Reprezentanților) Guvernul Salvării Naționale (Guvern alternativ) | Președinte al Noului Congres Național General                                      | Nouri Abusahmain , (corevendicator din 25 august 2014 până în 5 aprilie 2016)                          | 25 august 2014    |
| Libia | Libia Guvernul Acordului Național Guvernul Provizoriu (al Camerei Reprezentanților) Guvernul Salvării Naționale (Guvern alternativ) | Prim-ministru (ministru președinte)                                                | Khalifa al-Ghawi , (corevendicator din 1 aprilie 2015 până în 5 aprilie 2016)                          | 1 aprilie 2015    |
| Logone, Republica Nume oficial Republica Dar al-Kuti | Centrafricană, Republica Guvernul Republicii Centrafricane Administrațiile unor prefecturi ale Republicii Centrafricane (Republicǎ autonomǎ autoproclamat) | Conducǎtor                                                                         | aparent inactiv după 2015                                                                              | 2016              |
| Logone, Republica Nume oficial Republica Dar al-Kuti | Centrafricană, Republica Guvernul Republicii Centrafricane Administrațiile unor prefecturi ale Republicii Centrafricane (Republicǎ autonomǎ autoproclamat) | Conducǎtor                                                                         | Noureddine Adam                                                                                        | 14 decembrie 2015 |
| Maluku (Insulelor Moluce) de Sud, Republica | Indonezia · Guvernul Republicii Indonezia · Administrația provinciei Maluku din cadrul Republicii Indonezia · (Guvernul în exil al Republicii Maluku Selantan) | Președinte                                                                         | John Wattilete                                                                                         | 17 aprilie 2010   |
| Entitatea Provizorie Osetia de Sud (vezi și : §2) | Georgia · Guvernul Republicii independente Osetia de Sud · (Guvernul Entității Provizorii Osetia de Sud) | Șef al Administrației Provizorii                                                   | Dmitri Sanakoïev                                                                                       | 10 mai 2007       |
| Guvernul Interimar al Siriei | Siria · Fișier:File:Flag of Syria.svg Guvernul Republicii Arabe Siriene · (Guvern alternativ al opoziției siriene) | Președinții Coaliției Naționale a Forțelor de Opoziție și a Revoluției (succesivi) | Anas al-Abdah                                                                                          | 5 martie 2016     |
| Guvernul Interimar al Siriei | Siria · Fișier:File:Flag of Syria.svg Guvernul Republicii Arabe Siriene · (Guvern alternativ al opoziției siriene) | Președinții Coaliției Naționale a Forțelor de Opoziție și a Revoluției (succesivi) | Khalid Khouja                                                                                          | 5 ianuarie 2015   |
| Guvernul Interimar al Siriei | Siria · Fișier:File:Flag of Syria.svg Guvernul Republicii Arabe Siriene · (Guvern alternativ al opoziției siriene) | Prim-miniștri (succesivi)                                                          | Jawad Abu Hatab (interimar)                                                                            | 17 mai 2016       |
| Guvernul Interimar al Siriei | Siria · Fișier:File:Flag of Syria.svg Guvernul Republicii Arabe Siriene · (Guvern alternativ al opoziției siriene) | Prim-miniștri (succesivi)                                                          | Ahmad Tu'mah (interimar)                                                                               | 15 octombrie 2014 |
| Administrația Centrală Tibetană | China Guvernul Republicii Populare Chineze Administeația Regiunii autonome Xizang din cadrul Republicii Populare Chineze (Guvern în exil) | Dalai Lama                                                                         | Tenzin Gyatso                                                                                          | 25 august 1939    |
| Administrația Centrală Tibetană | China Guvernul Republicii Populare Chineze Administeația Regiunii autonome Xizang din cadrul Republicii Populare Chineze (Guvern în exil) | Președinte al Administrației Centrale (Sikyong)                                    | Lobsang Sangay                                                                                         | 8 august 2011     |
| Uvea (vezi și : §13) | Wallis și Futuna Guvernul regatului tradițional Uvea (Guvern în opoziție al regatului tradițional, nerecunoscut de administrația franceză) | Prim-ministru (Kalae Kivalu)                                                       | Setefano Hanisi , (corevendicator ȋncepȃnd cu 17 aprilie 2016)                                         | 16 aprilie 2016   |
| Guvernul Salvǎrii Naționale al Yemenului | Yemen Guvernul Republicii Yemen (Guvern alternativ instituit de Consiliul Politic Suprem al Yemenului) | Președinte al Consiliului Politic Suprem                                           | Saleh Ali al-Sammad (corevendicator ȋncepȃnd cu 14 august 2016)                                        | 14 august 2016    |
| Guvernul Salvǎrii Naționale al Yemenului | Yemen Guvernul Republicii Yemen (Guvern alternativ instituit de Consiliul Politic Suprem al Yemenului) | Prim-miniștri (succesivi)                                                          | Abdel-Aziz bin Habtour (corevendicator ȋncepȃnd cu 28 noiembrie 2016)                                  | 28 noiembrie 2016 |
| Guvernul Salvǎrii Naționale al Yemenului | Yemen Guvernul Republicii Yemen (Guvern alternativ instituit de Consiliul Politic Suprem al Yemenului) | Prim-miniștri (succesivi)                                                          | Talal Aklan (interimar) , (corevendicator din februarie? 2016 până în 28 noiembrie 2016)               | 1 martie 2016     |
| Guvernul Comitetului Revoluționar Suprem al Yemenului | Yemen Guvernul Republicii Yemen (Guvern alternativ instituit de Comitetul Revoluționar Suprem al Yemenului) | administrație transformatǎ ȋn Guvernul Salvǎrii Naționale                          | | 14 august 2016    |
| Guvernul Comitetului Revoluționar Suprem al Yemenului | Yemen Guvernul Republicii Yemen (Guvern alternativ instituit de Comitetul Revoluționar Suprem al Yemenului) | Președinte al Comitetului Revoluționar Suprem                                      | Mohammed Ali al-Houthi (corevendicator din 21 februarie 2015 pȃnǎ ȋn 14 august 2016)                   | 6 februarie 2015  |
| Guvernul Comitetului Revoluționar Suprem al Yemenului | Yemen Guvernul Republicii Yemen (Guvern alternativ instituit de Comitetul Revoluționar Suprem al Yemenului) | Prim minstru                                                                       | Talal Aklan (interimar) , (corevendicator ȋncepȃnd cu 1 martie 2016)                                   | 1 martie 2016     |
| Zeila și Lughaya | Somalia · Guvernul Republicii Somalia · Somaliland · Awdalland · (Guvernul statului autonom Zeila și Lughaya) | Președinte                                                                         | Mahad Abiib Mahamoud                                                                                   | 7 februarie 2012  |